# Denkmalgeschützte Gebäude in Hadamar
Die hessische Kleinstadt Hadamar umfasst zahlreiche denkmalgeschützte Gebäude. Zusätzlich zum Denkmalschutz haben das Schloss, das Konvikt, die Liebfrauenkirche, die Euthanasie-Gedenkstätte, das Rathaus und die ehemalige Synagoge den Schutzstatus für den Kriegsfall nach der Haager Konvention erhalten.

## Ensembleschutz
|  | Luftaufnahme des Stadtzentrums aus Richtung Norden. Rechts der Mitte ist der Schlosskomplex zu erkennen, rechts darüber die neue und rechts darunter die alte Elbbachbrücke. Am rechten Bildrand ein Teil der Alten Chaussee, zwischen ihr und dem Schloss die Bahnhofsanlage. Die Borngasse läuft auf die untere linke Bildecke zu. Links der Mitte befindet sich der Komplex des Jesuitenklosters, am linken Bildrand der Neumarkt und rechts davon der Untermarkt. |

Als Gesamtanlage stehen das gesamte rechte Elbbachufer oberhalb der Steinernen Brücke (Kirchgasse), nahezu die gesamte westlichen Gebäude an der Alten Chaussee, eine Kleinsiedlung an Faulbacher und Haidaer Straße sowie die gesamte Altstadt unter Schutz.

### Alte Chaussee und Kirchgasse
- Die Nordseite der Alten Chaussee ist villenähnlichen Gebäuden bebaut, die um 1900 für das Bürgertum der Stadt sowie Ärzte der angrenzenden Heilanstalt entstanden. Die Hanglage in einem damaligen Grüngürtel und die Nähe zum Bahnhof begünstigten die gehobene Wohnbebauung.

- Die Kirchgasse am Elbbachufer wird von eng gebauten, kleinen Tagelöhnerhäusern des 19. Jahrhunderts, einigen Bauten aus dem 17. Jahrhundert sowie dem ehemaligen Posthaus von 1906 und einem größeren Haus aus dem 19. Jahrhundert geprägt. Der Denkmalwert der einzelnen Häuser ist eher gering, der Zusammenhang mit der Liebfrauenkirche am nördlichen Ende der Straße und die Nähe zum ältesten, nicht mehr vorhandenen Siedlungskern am Hang des Mönchberges begründen aber den Denkmalwert des Straßenzuges.

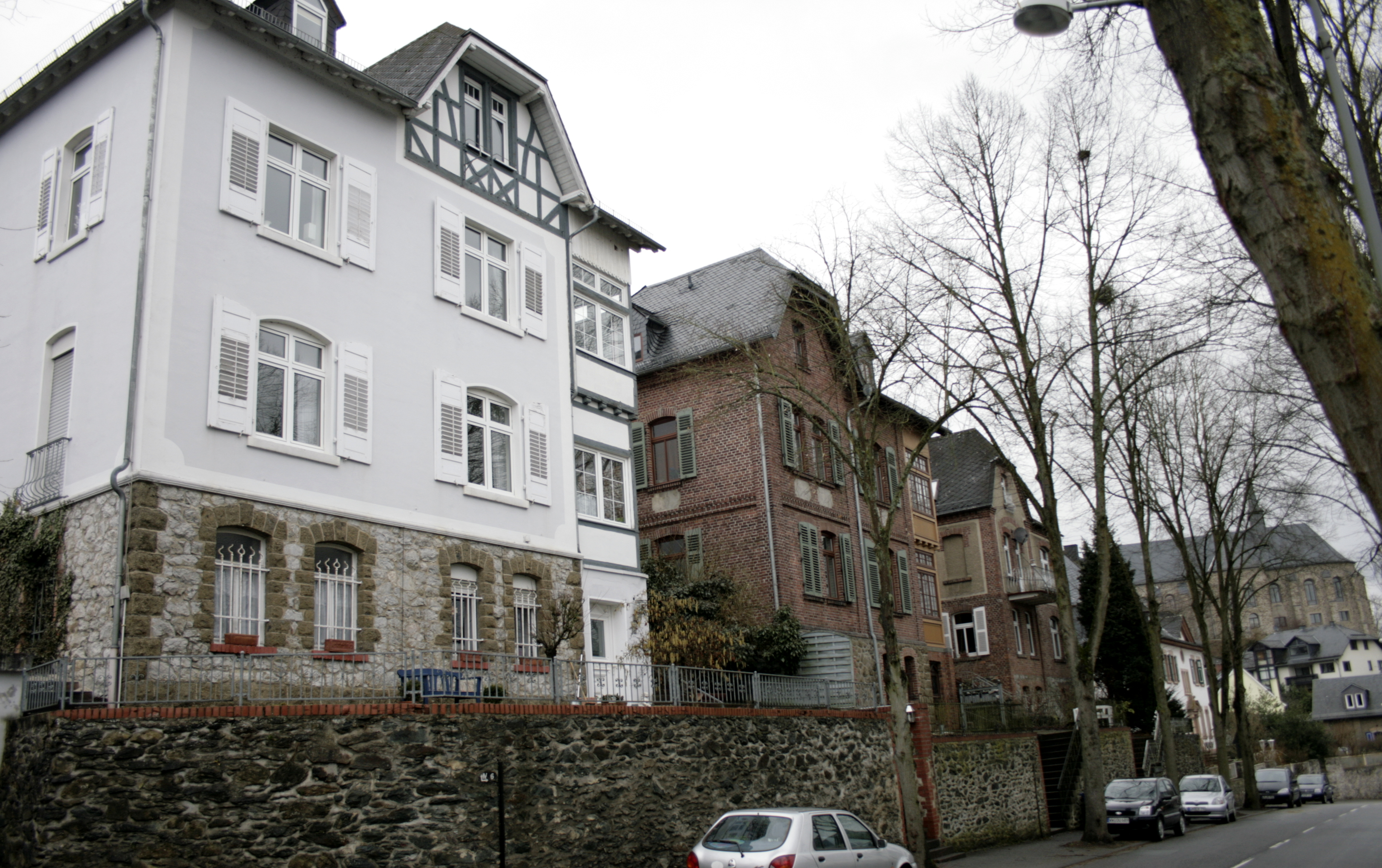
Alte Chaussee, Mittelteil
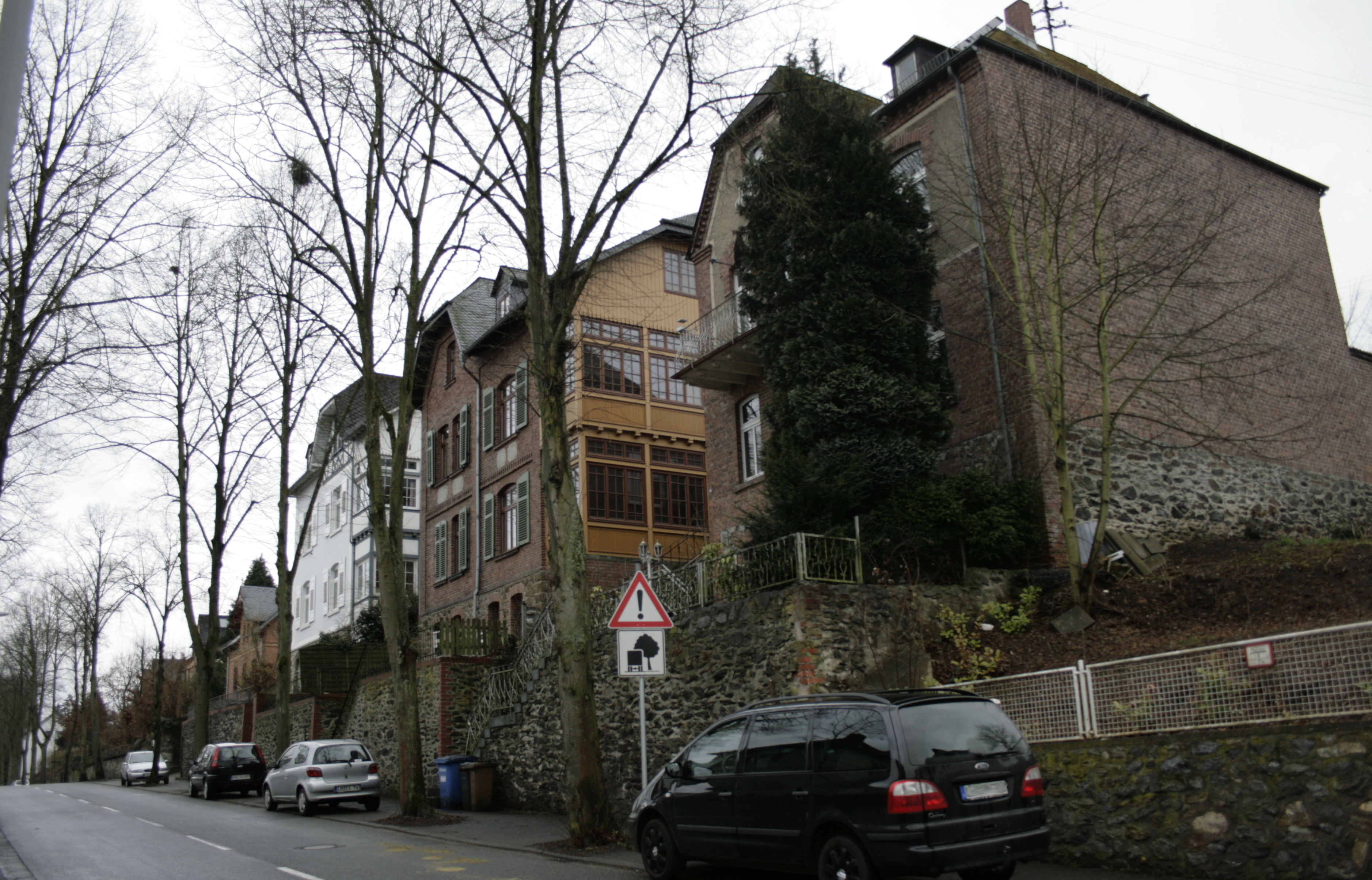
Alte Chaussee, nördlicher Ausgang, stadteinwärts gesehen
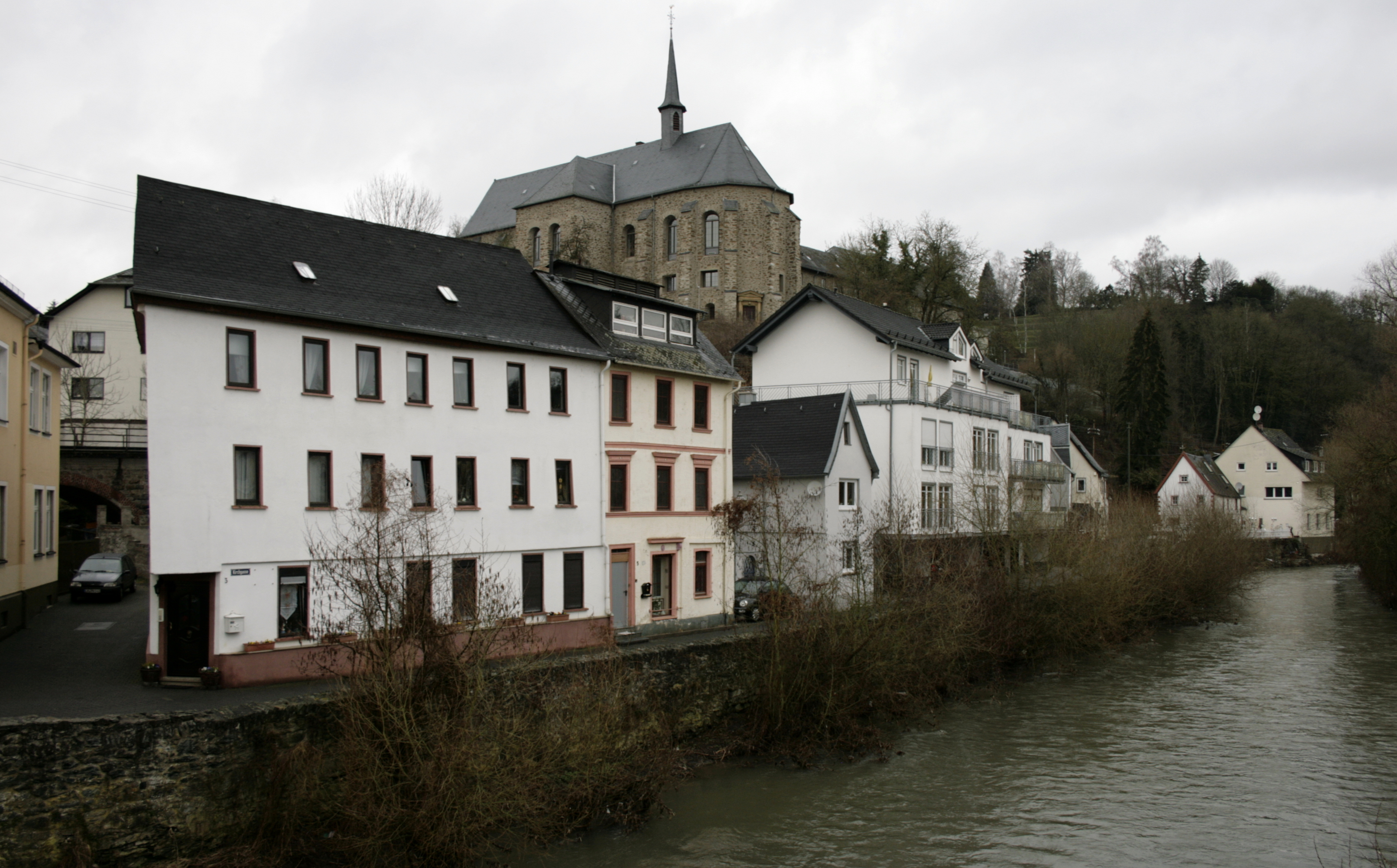
Kirchgasse, von der alten Elbbachbrücke (Süden) aus gesehen

### Faulbacher und Haidaer Straße
An der Faulbacher und der Haidaer Straße befinden sich in unmittelbarer Nachbarschaft zwei Kleinsiedlungen aus verschiedenen Epochen des 20. Jahrhunderts. Die vier Doppelhäuser an der Faulbacher Straße entstanden um 1930 als zweistöckige Mehrfamilienhäuser mit Zwerchhäusern, Walmdächern und Gartenhöfen. Mit Elementen der Neuen Sachlichkeit und zugleich des Klassizismus sind sie typisch für den Siedlungsbau dieser Epoche. Der Ensembleschutz erstreckt sich auch auf die vier gegenüberliegenden Kleinvillen. In der Haidaer Straße befinden sich drei Doppel- und zwei Mehrfamilienhäuser, die von der 1948 gegründeten Hadamarer Baugenossenschaft als Heimstätten für Heimatvertriebene erbaut wurden und sich noch heute im Besitz der Gesellschaft befinden. Es handelt sich ebenfalls um typische Vertreter des Siedlungsbaus ihrer Epoche, allerdings mit einzelnen Stilelementen historisierender und regional nassauischer Formensprache. Zu Beginn des 21. Jahrhunderts wurden die Gebäude saniert.
| - Kleinsiedlung an der Faulbacher Straße - Von Norden gesehen - Einzelgebäude Nummer 25/27 - Von Süden gesehen | - Kleinsiedlung an der Haidaer Straße - Die drei westlichen Häuser - Die beiden östlichen Häuser - Siedlungshaus Haidaer Straße 14 |

Einzelvillen gegenüber der Kleinsiedlung Faulbacher Straße
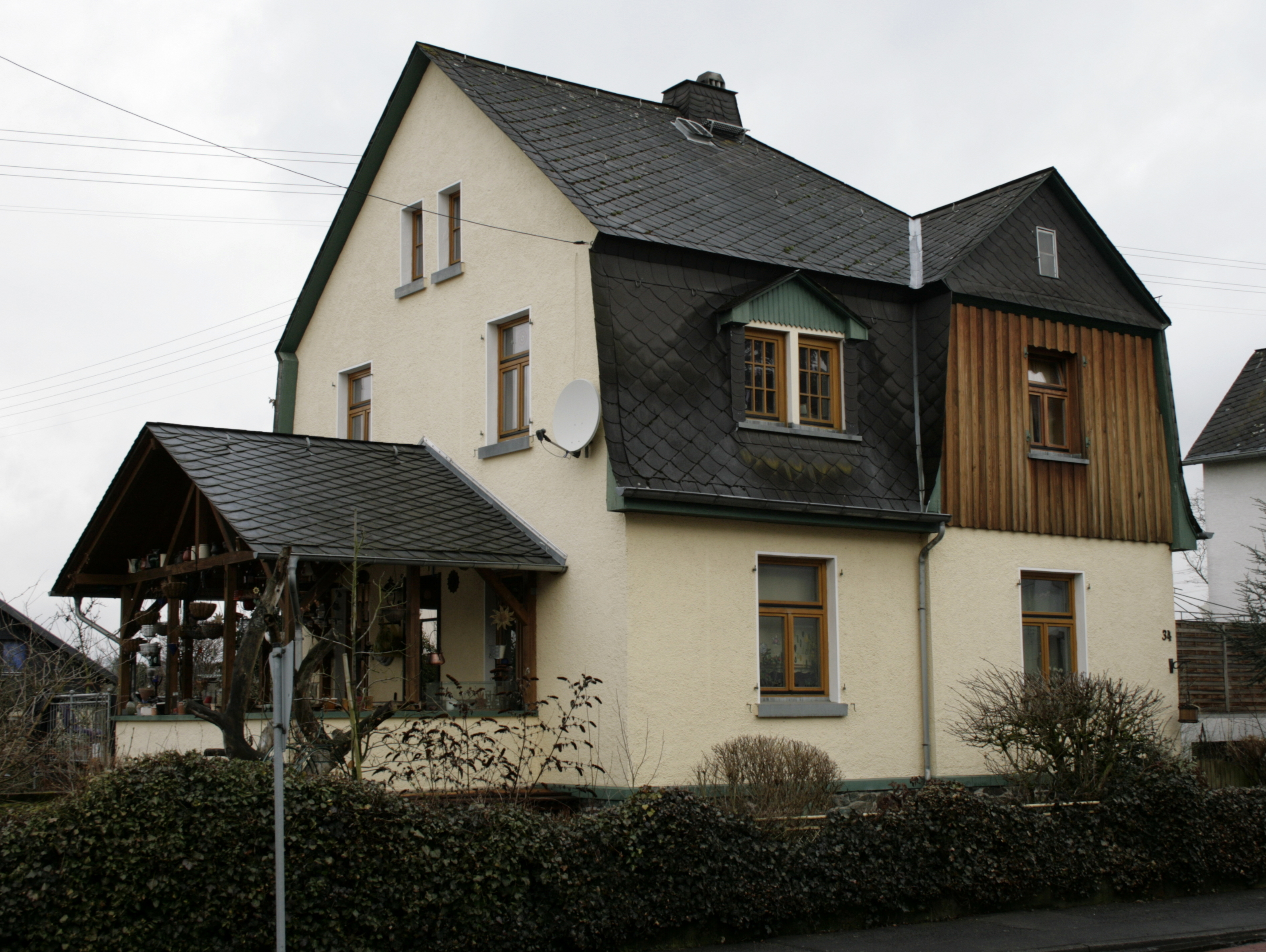
Faulbacher Straße 34
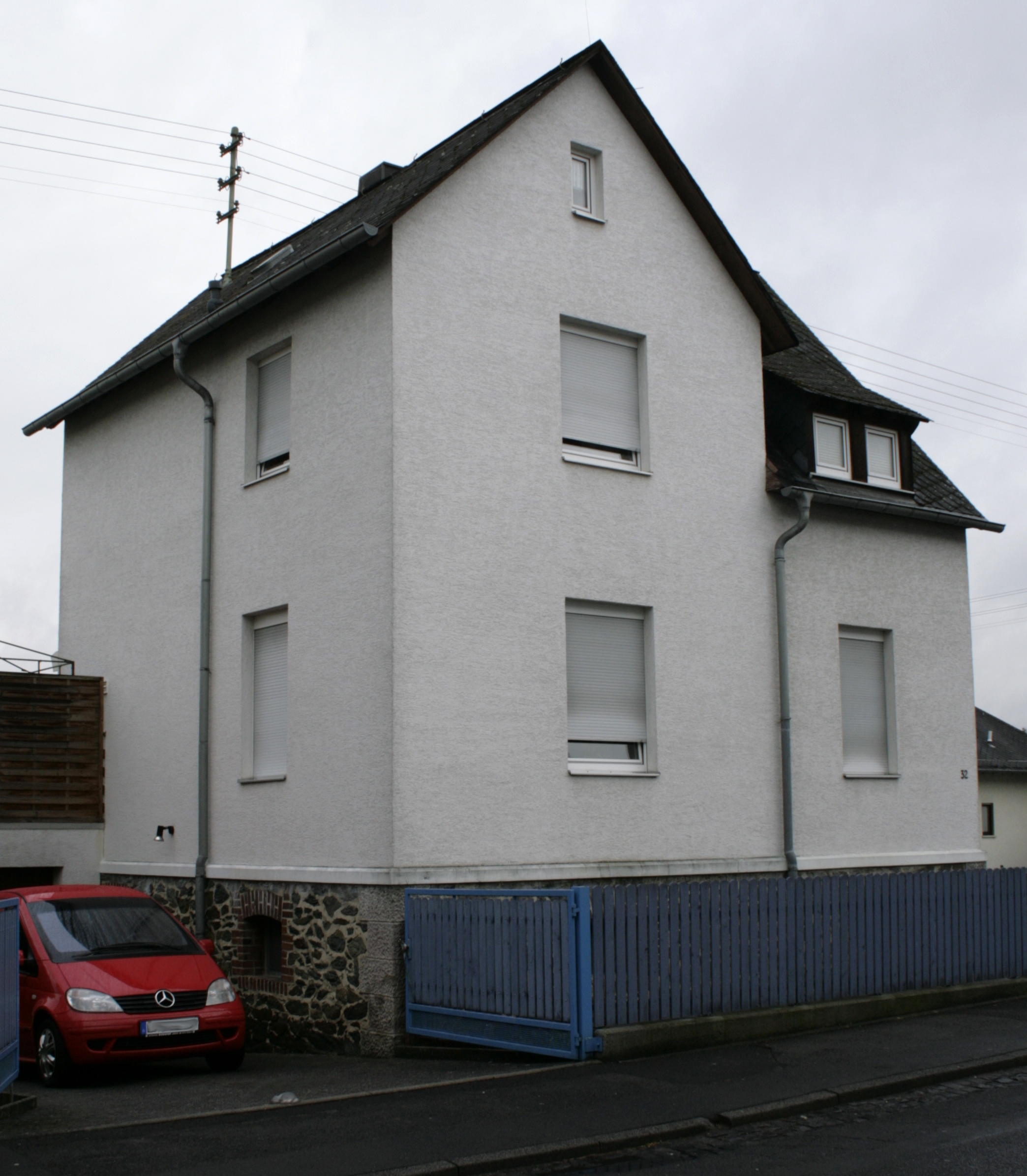
Faulbacher Straße 32
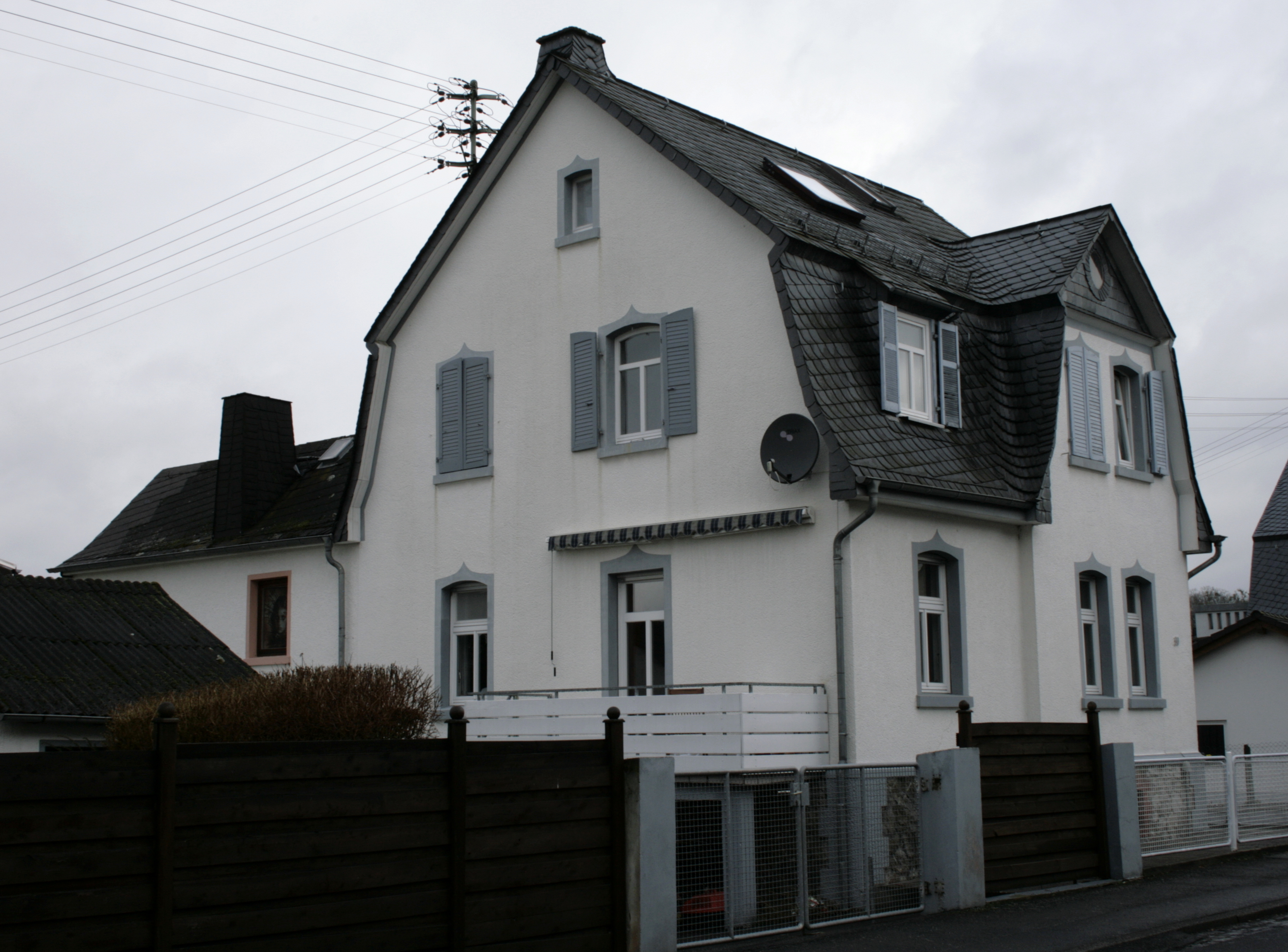
Faulbacher Straße 30, Südwestansicht
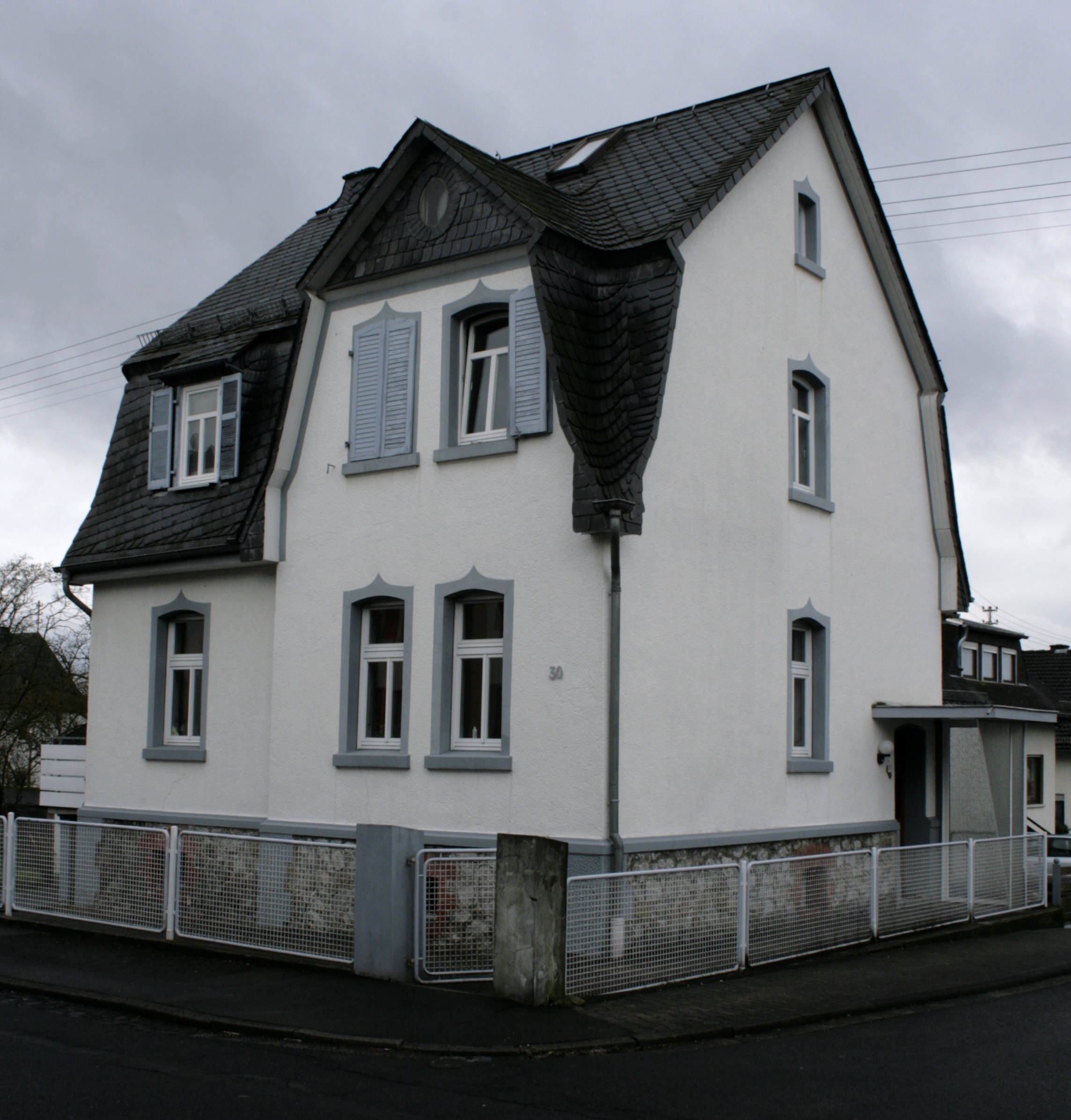
Faulbacher Straße 30, Nordwestansicht
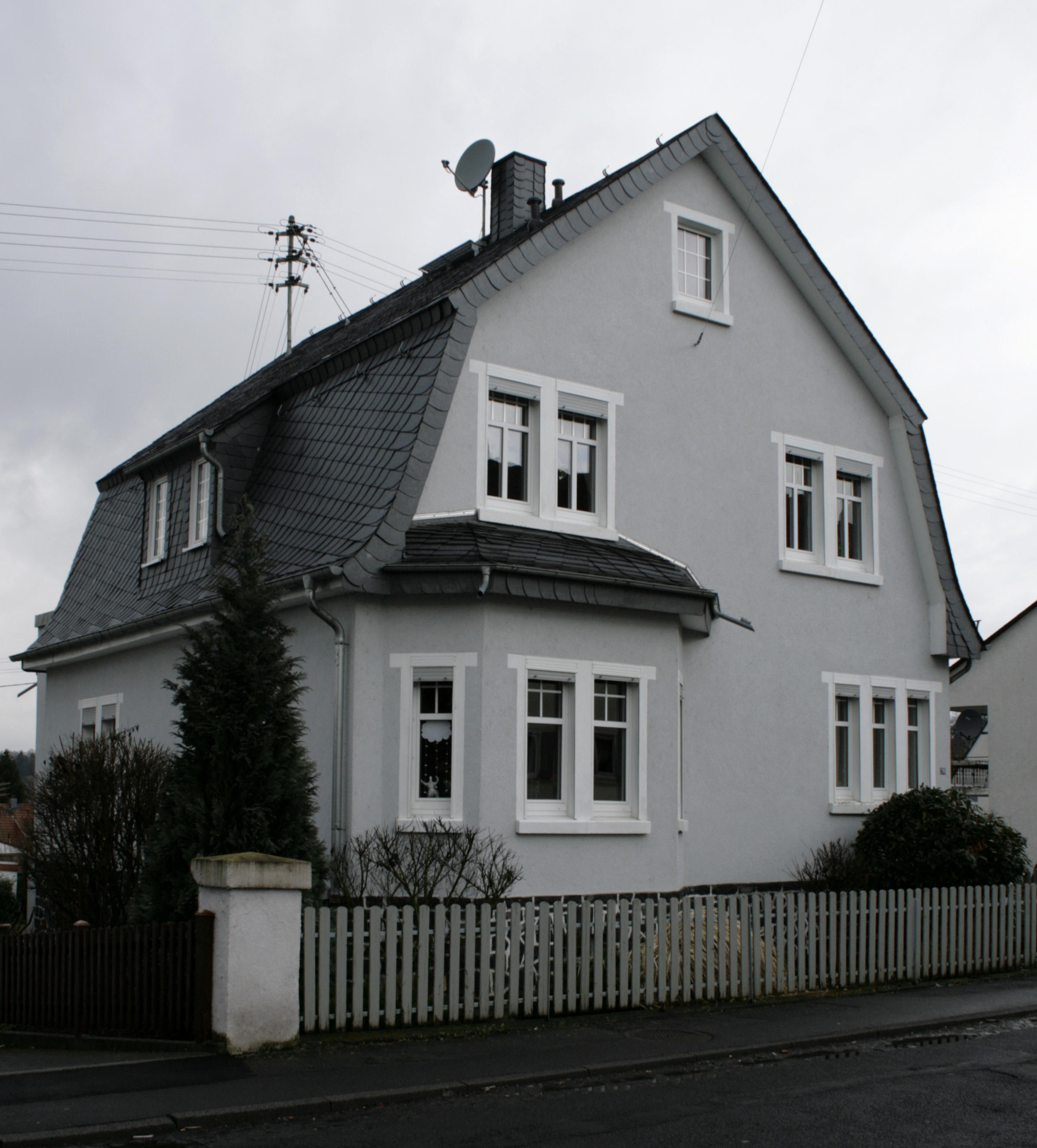
Faulbacher Straße 26, Südwestansicht
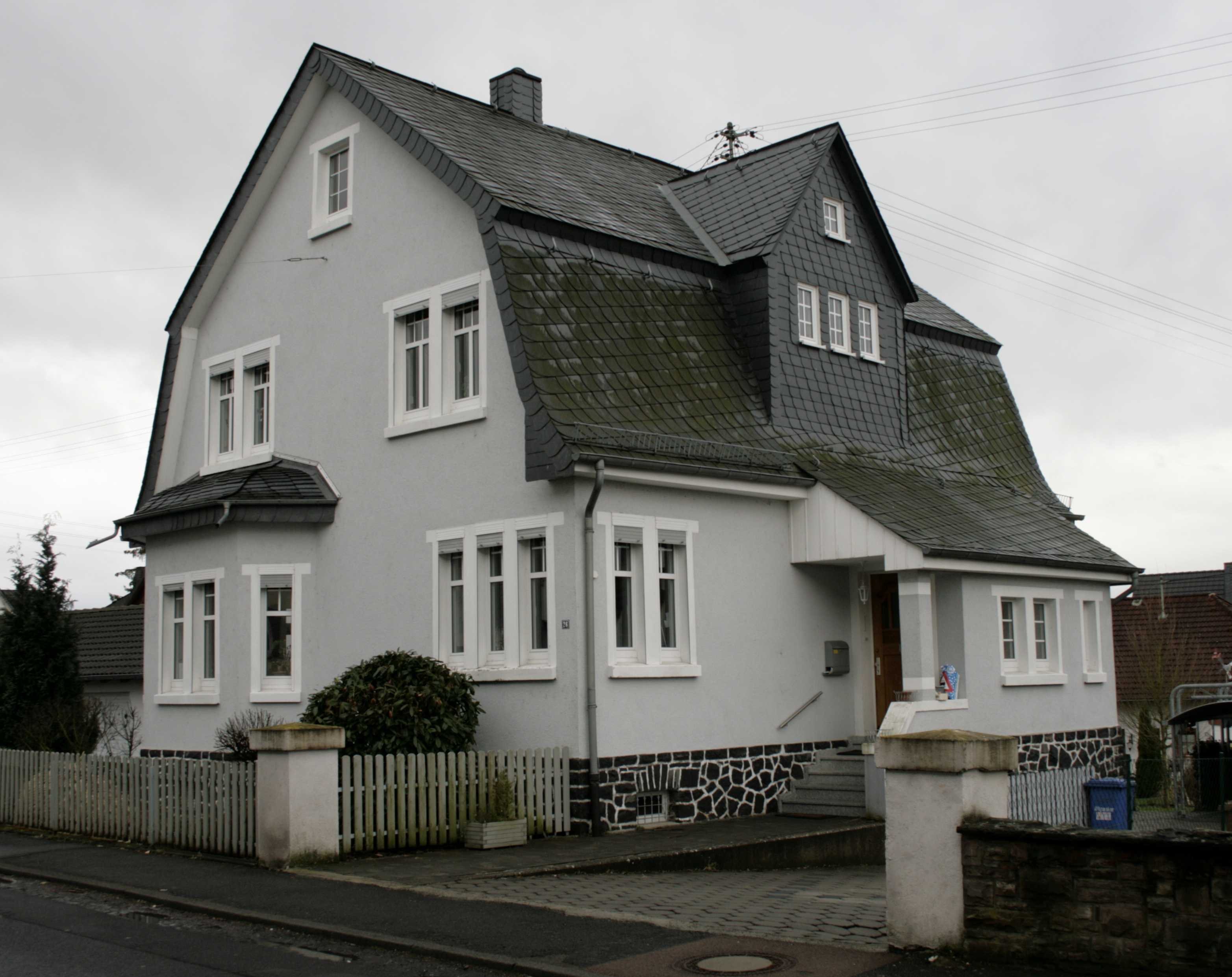
Faulbacher Straße 26, Nordwestansicht

### Altstadt
Das größte geschützte Ensemble umfasst die gesamte, im frühen 17. Jahrhundert gebaute, linkselbische Altstadt. Dieses Areal ist von der planmäßigen Anlage nach Schachbrettmuster mit drei Märkten geprägt. Zweigeschossige, barocke Häuser in Traufstellung zu den Straßen herrschen vor. Lediglich die abschüssige Neugasse ist von sehr schmalen Häusern in Giebelstellung geprägt. Die größten, teilweise dreigeschossigen Häuser stehen in der Borngasse. Allerdings weist das Ensemble inzwischen zahlreiche Schäden auf: Der Melander- oder Lindenplatz am östlichen Kopf der alten Elbbachbrücke wurde durch die Umlegung einer Durchgangsstraße in den 1980er Jahren zerstört, ebenso die Ostseite des Neumarkts durch zwei Geschäftsgebäude aus den 1960er Jahren. Eines dieser Gebäude wurde 2014 durch einen als Kinderkrippe genutzten Neubau ersetzt, der in der Kubatur an das ehemals dort vorhandene Katasteramt angelehnt ist und damit wieder eine Annäherung an das historische Fassadenbild des Neumarkts darstellt. Dazu kommen weitere Neubauten insbesondere des 20. Jahrhunderts, die das historische Ensemble lückenhaft werden lassen.

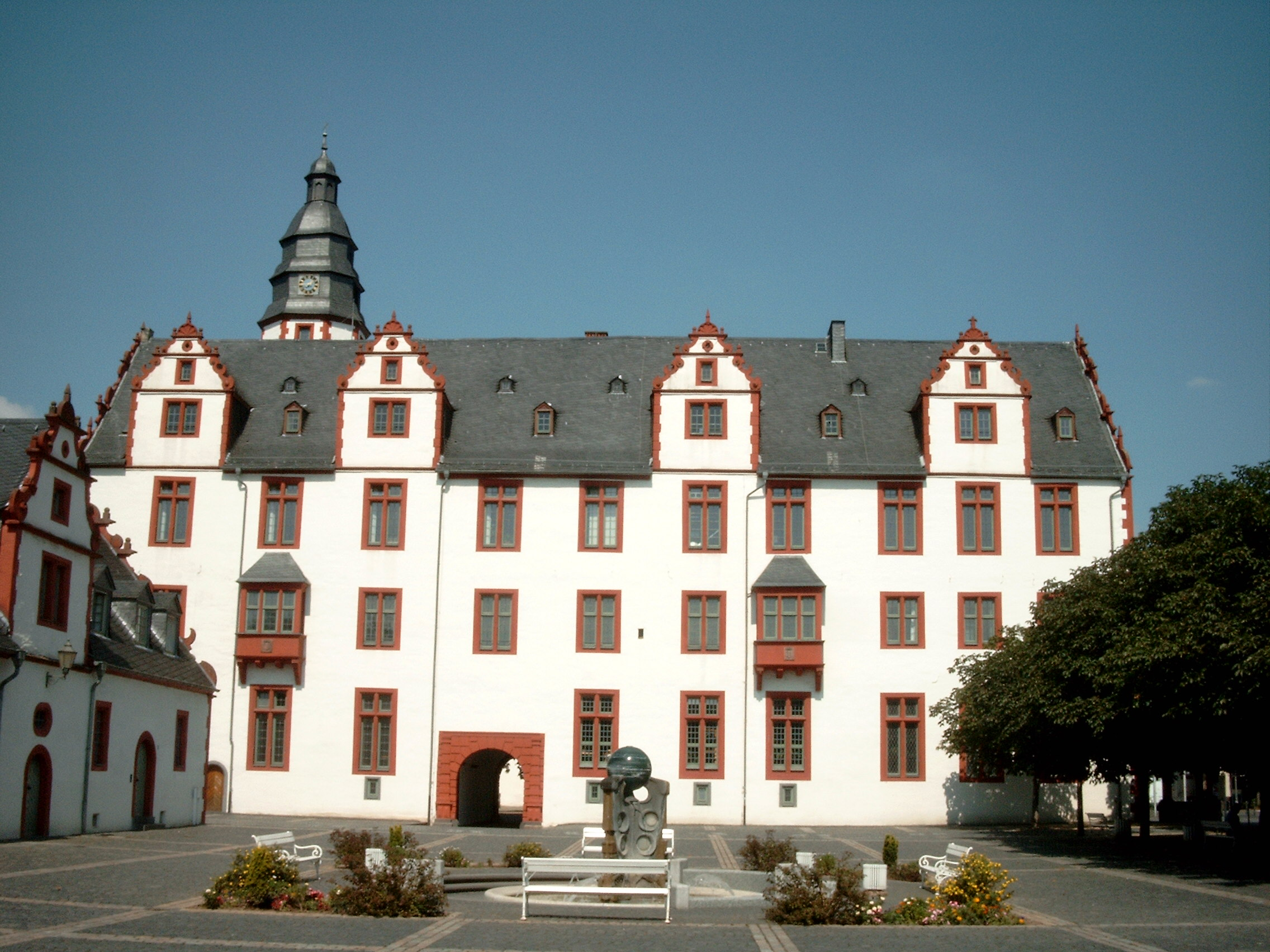
Südflügel des Schlosses vom Schlossplatz aus

## Schloss Hadamar
Hauptartikel Schloss Hadamar
Das größte Einzeldenkmal der Stadt ist das Schloss Hadamar. Frühester fassbarer Vorgängerbau ist ein um 1200 errichteter zisterziensischer Musterhof. Im frühen 14. Jahrhundert entstand eine erste Wasserburg. Am Anfang des 17. Jahrhunderts wurde die Anlage weitgehend umgebaut und erhielt ihr heutiges, von der Renaissance geprägtes Aussehen. Zudem wurden angrenzende Wirtschafts- und Verwaltungsgebäude errichtet.

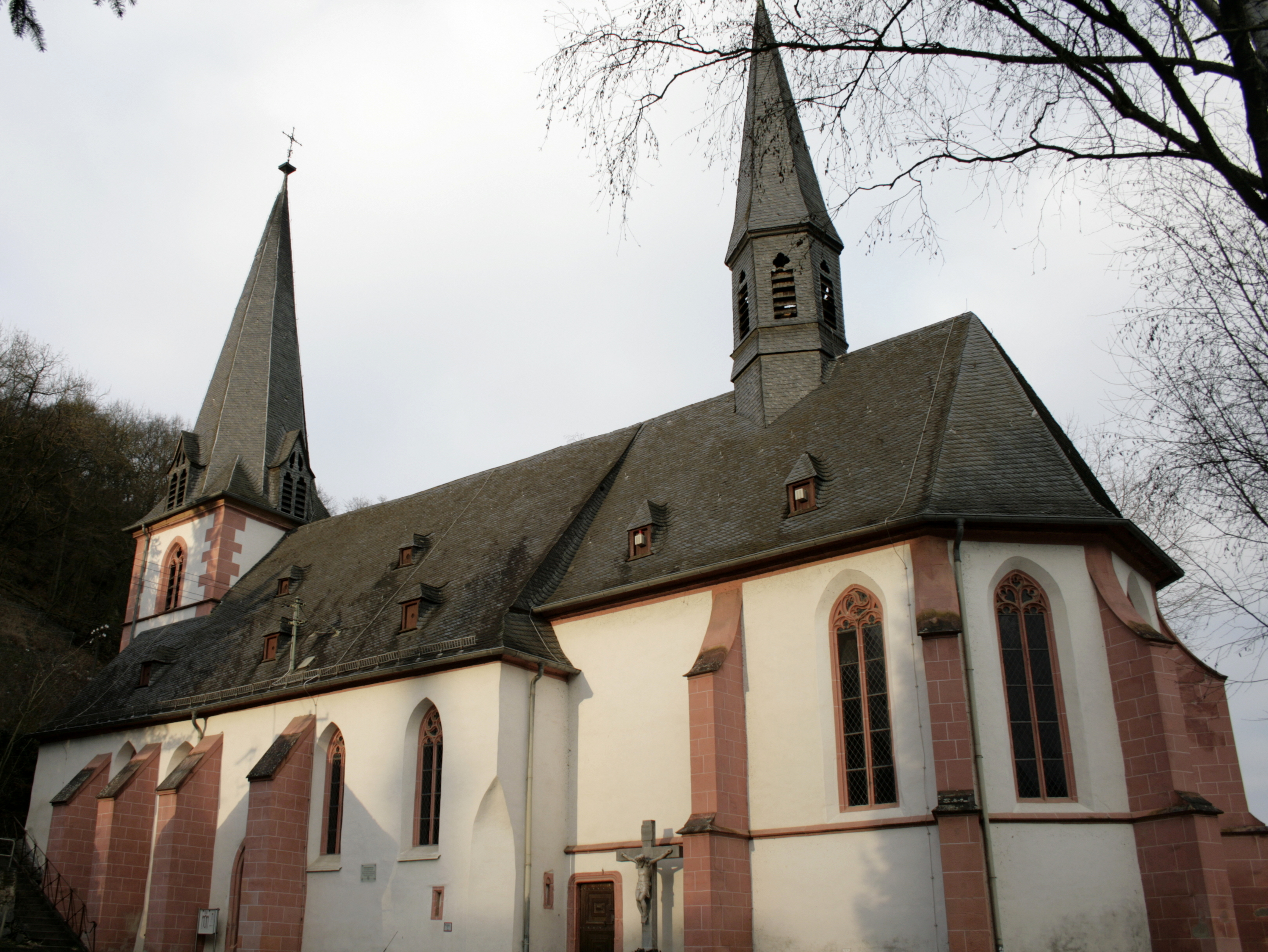
Liebfrauenkirche

## Liebfrauenkirche
Hauptartikel Liebfrauenkirche
Die Liebfrauenkirche am Elbbach ist eine spätgotische Hallenkirche mit drei Schiffen. Die Inneneinrichtung stammt aus der Renaissance und dem Barock. Eine reiche Skulpturenausstattung des Gewölbes und besonders kunstvoll gestaltete Fenster machen ihren besonderen bauhistorischen Wert aus. Von 1637 bis 1818 war Liebfrauen die Pfarrkirche der Stadt und bis 1835 Grablege der Hadamarer Fürsten.

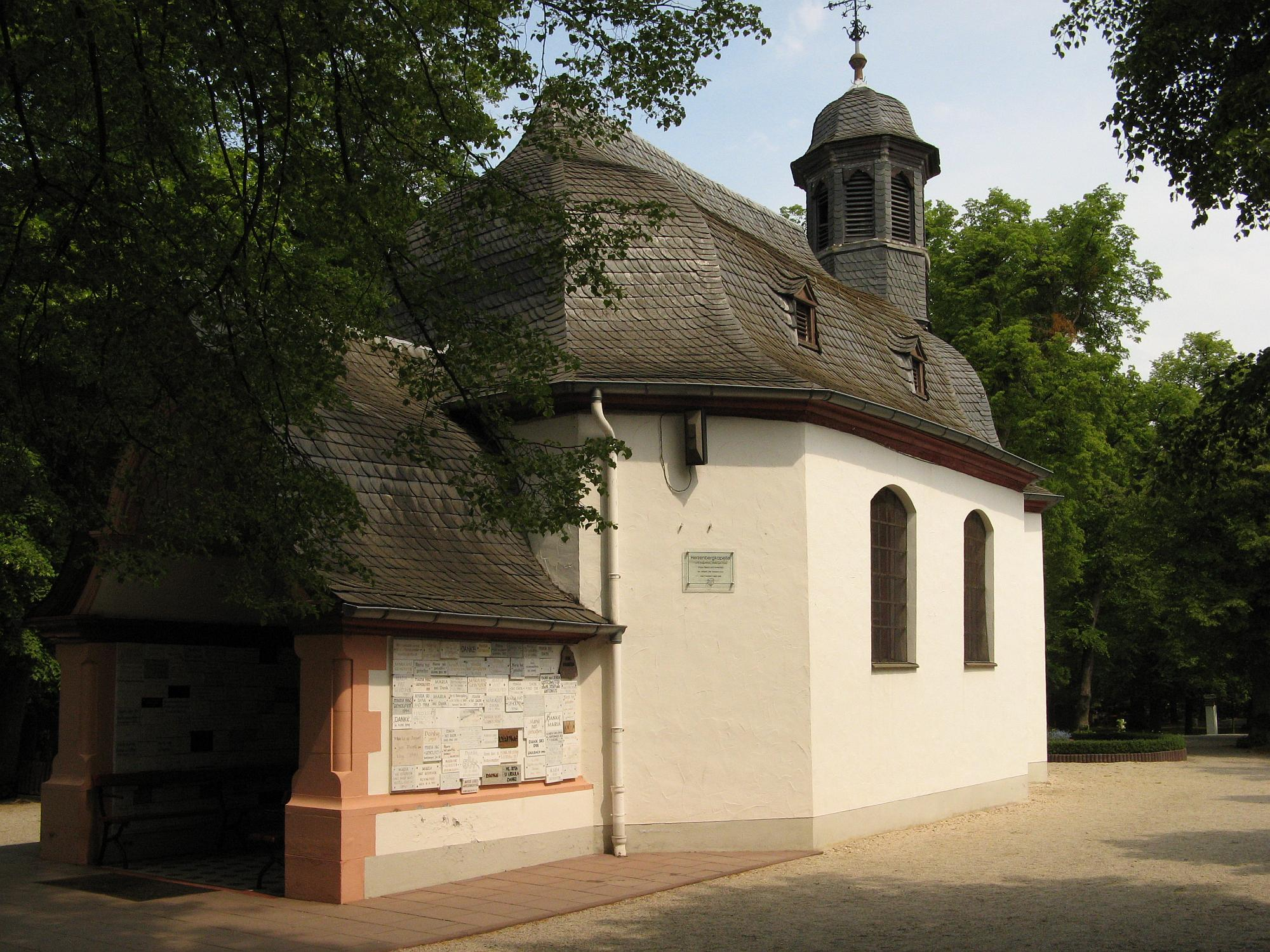
Herzenbergkapelle

## Herzenberg
Hauptartikel Herzenbergkapelle
Der nordöstlich der Altstadt gelegene Herzenberg wird von einer 1675 errichteten Marien- und Prozessionskapelle dominiert. Er stellt einen bedeutenden Wallfahrtsort in der Volksfrömmigkeit der Region dar.

## Pfarrkirche St. Johannes Nepomuk und Jesuitenkolleg

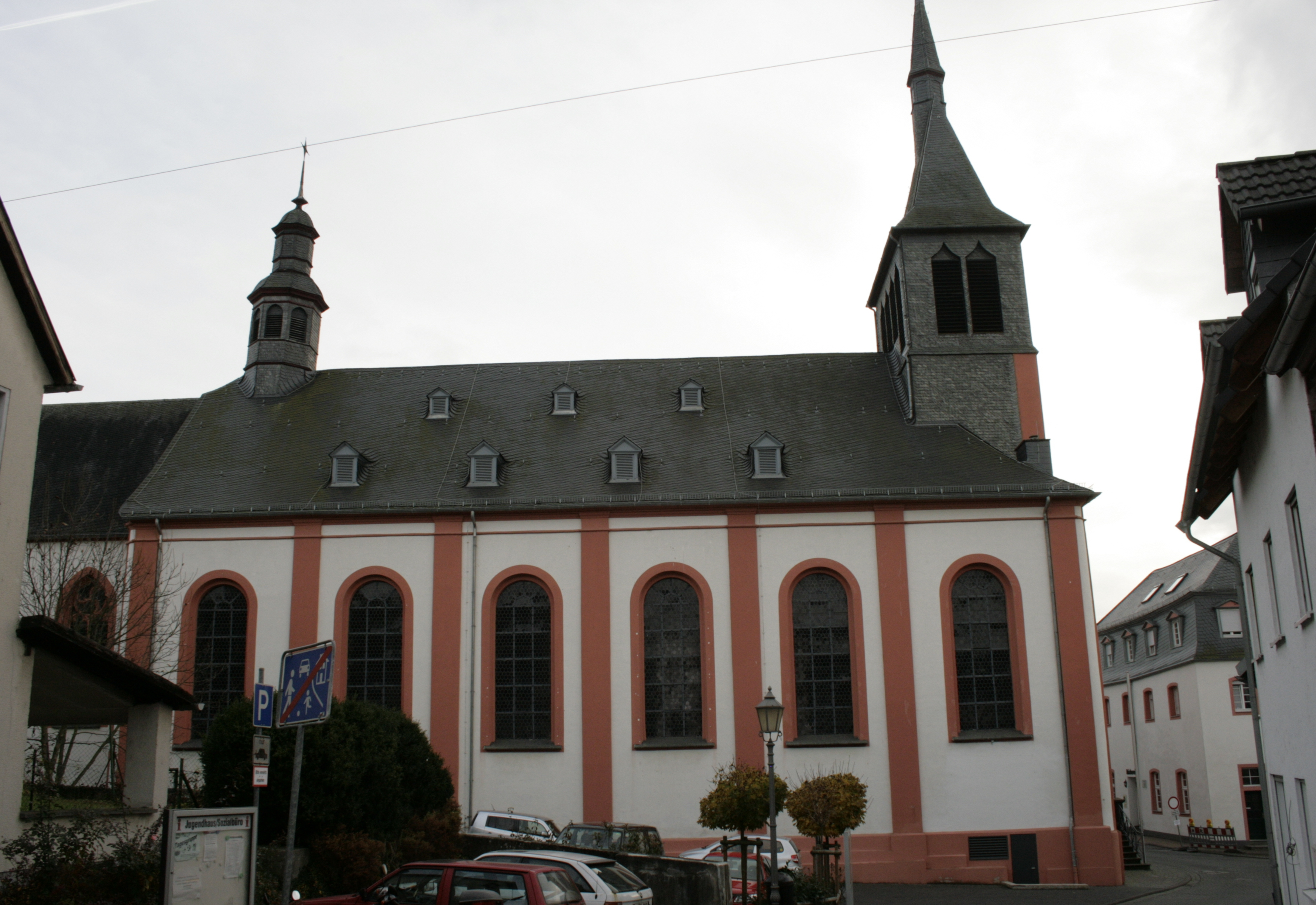
Seitenansicht der Nepomuk-Kirche aus Norden

Hauptartikel Ehemaliges Jesuitenkloster Hadamar
Auf dem Gelände eines ehemaligen Adelshofs errichtete der Jesuitenorden von 1753 bis 1757 eine große Niederlassung mit drei Gebäudeteilen. Die dem Heiligen Johannes Nepomuk geweihte Kirche bildet den nördlichen Abschluss der Anlage, die aus drei Gebäudezügen besteht: Kirche, Klosteranlage mit altem Pfarrhaus und Jesuitenkolleg.
1818 wurde die Jesuiten- zur Pfarrkirche. Im Inneren zeigt sie reichen Rokoko-Schmuck. An die Kirche schließen sich zwei dreistöckige Flügel des ehemaligen Jesuitenkollegiums an. Vom Hauptgebäude des Kollegs durch die Johann-Ludwig-Straße getrennt, befindet sich die so genannte „Jesuitenaula“. Sie wurde 1764 als Erweiterung des Kollegs errichtet.
Im ehemaligen Jesuitenkolleg sind heute verschiedene Verwaltungseinrichtungen des Bistums Limburg sowie der Pfarrei und des Kirchenbezirks Hadamar untergebracht. Das Aulagebäude enthält die katholische öffentliche Bücherei sowie Privatwohnungen.

## Psychiatrisches Krankenhaus
Die Anlage des psychiatrischen Krankenhauses auf dem Mönchberg umfasst Baudenkmäler aus verschiedenen Epochen.

### Kloster und Ägidienkirche

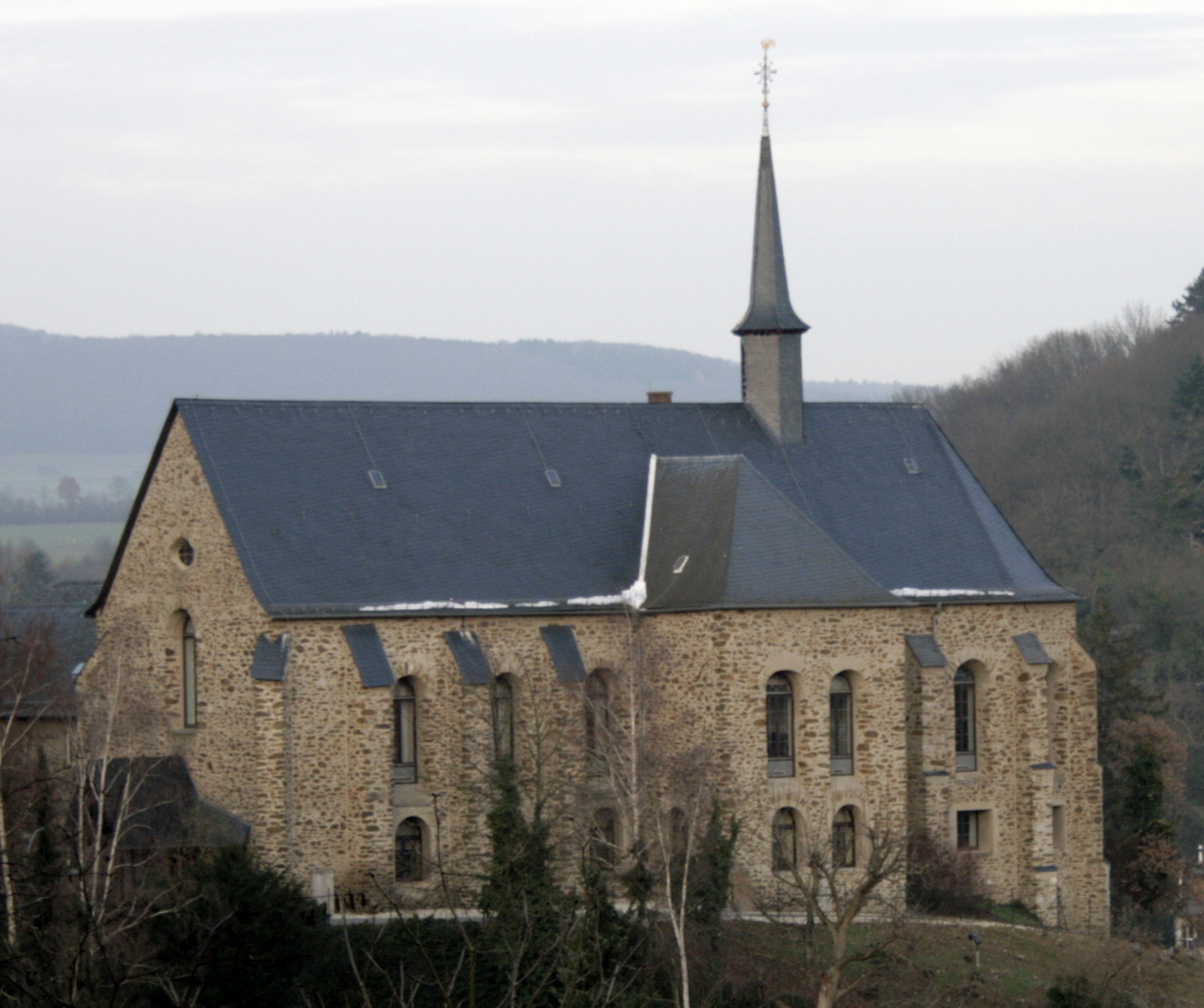
Ägidienkirche

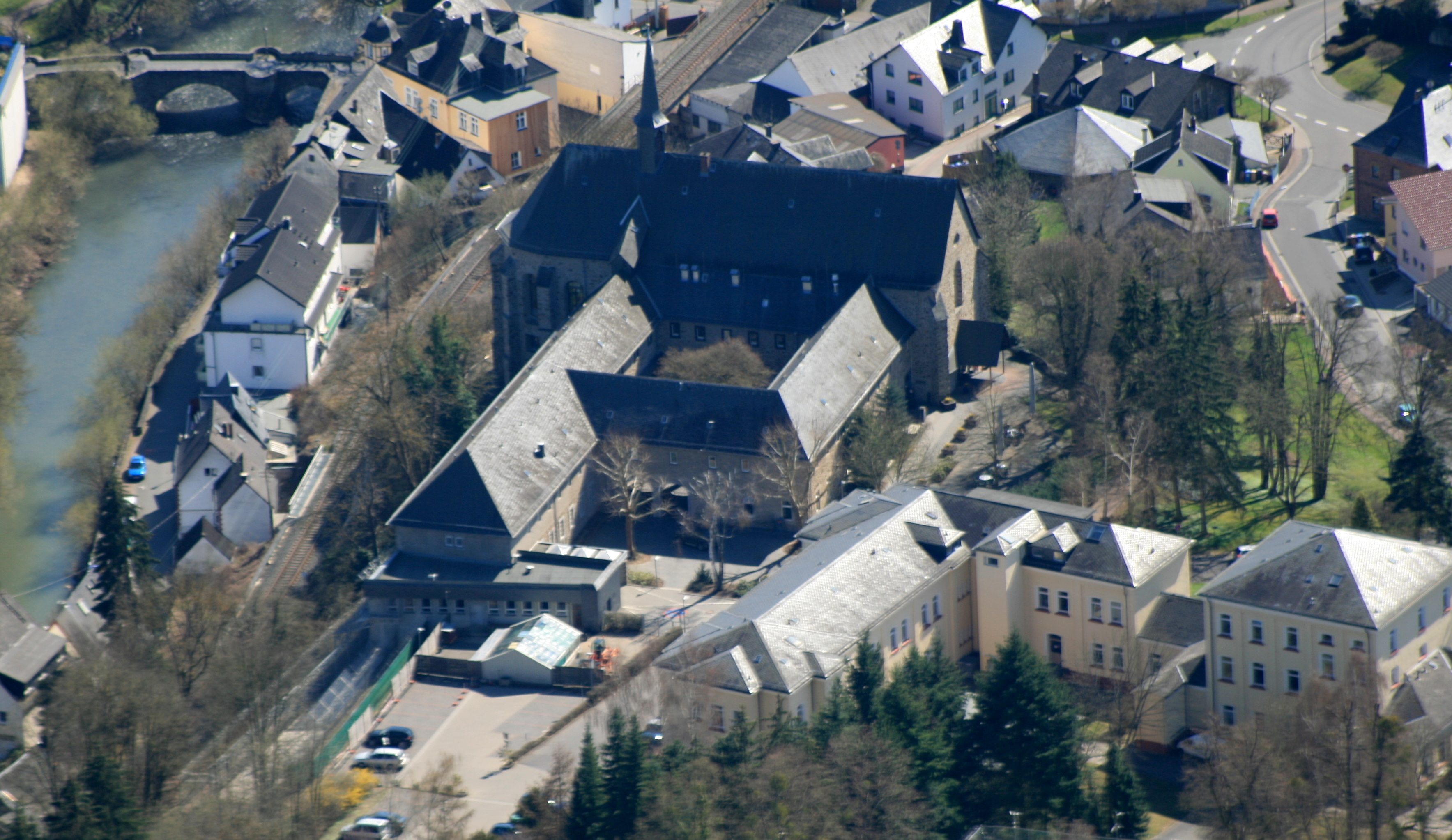
Luftaufnahme von Ägidienkirche und Klosteranbau aus Richtung Nordwesten. Rechts im Bild: Teil des Hauptbaus der Korrigendenanstalt.

Ältester Bestandteil ist das ehemalige Franziskanerkloster, das mit der Kirche St. Ägidius einen Gebäudekomplex bildet. Die Anlage prägt durch ihre exponierte Lage über einem Steilhang das Bild der gesamten Hadamarer Innenstadt. An dieser Stelle stand die älteste, heute nicht mehr vorhandene Hadamarer Kirche. Sie wurde vor 1190 als Filiale der Pfarrkirche in Niederzeuzheim errichtet und ging möglicherweise auf die Burgkapelle der alten Hadamarer Burg auf dem Mönchberg zurück. Um 1250 wurde die Kirche unabhängig von Niederzeuzheim. 1320 war die Kirche Bestandteil des Kaufs des Zisterzienserklosters an der Elb durch Graf Emich I. von Nassau-Hadamar.
1637 schenkte Graf Johann Ludwig die alte Kirche dem Franziskanerorden, der im gleichen Jahr mit dem Bau des Klosters begann. Im Verlauf der Arbeiten wurde die Kirche abgerissen.
Von 1658 bis 1666 entstand an der Südseite des Klosters eine neue, an den Baustil des Mittelalters angelehnte Kirche, was sich insbesondere an den gestuften Strebepfeilern der Ost- und Südfassade festmacht. Der flachgedeckte Saalbau wies einen fünfseitigen Chor auf. Das Querhaus ist mit kurzer Länge nach Süden ausgeführt. 1661 erfolgte die erste Bestattung in der Fürstengruft unter dem Chor der neuen Kirche.
Kirche und Kloster haben erhebliche Veränderungen mitgemacht, insbesondere ab 1803, als das Kloster aufgehoben wurde. So existiert das spitzbogige Westportal der Kirche nicht mehr. Erhalten haben sich dagegen mehrere Grabplatten des 17. und 18. Jahrhunderts. Zwei Grüfte beherbergen die Überreste von Mönchen sowie seit 1835 die Sarkophage der Hadamarer Grafen und Fürsten. 1880 erhielt der Eingang zur Fürstengruft ein kunstvolles Sandsteinportal. 1883 wurde der Chor durch eine Backsteinwand vom restlichen Kirchenraum abgetrennt. 1890 wurde auf Betreiben des Bezirkskommunalverbands Wiesbaden im Klostergebäude die Landarmenanstalt für nicht vorbestrafte „arbeitsscheue“ Arme aus der Region untergebracht. 1927 erhielt das Kirchenschiff und 1959 der Chor eine Zwischendecke. Die obere Hälfte des Chores wurde 1960 anstelle einer kleineren Kapelle zur Anstaltskapelle. Das Kirchenschiff wurde oben zu einem Festsaal und unten zu einer Krankenstation umgewandelt. Im späten 20. Jahrhundert wurde dieser Station zur Kantine umgebaut, die als „Klostercafé“ heute auch der Öffentlichkeit zugänglich ist.

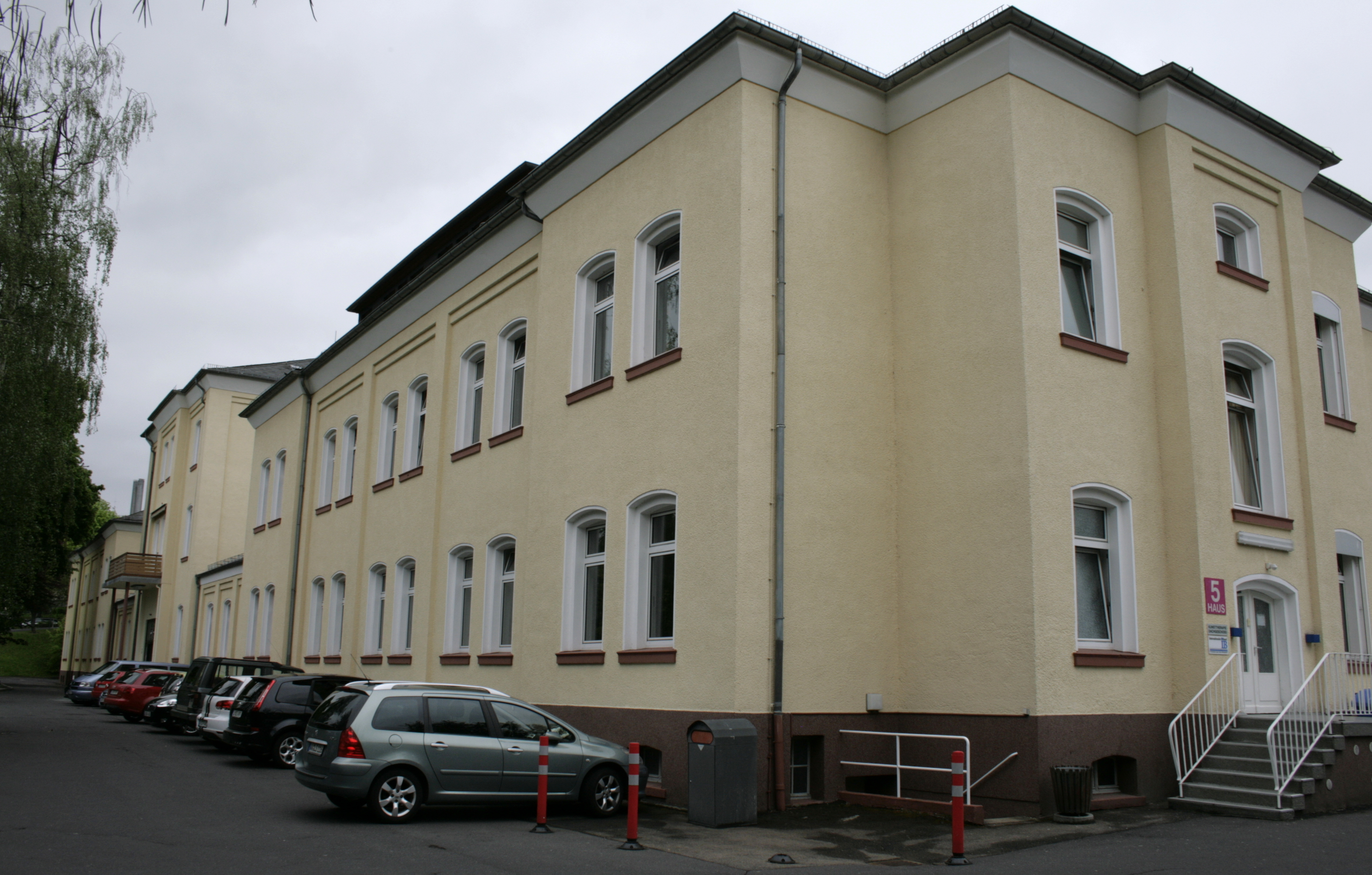
Hauptgebäude der psychiatrischen Klinik, aus Osten gesehen

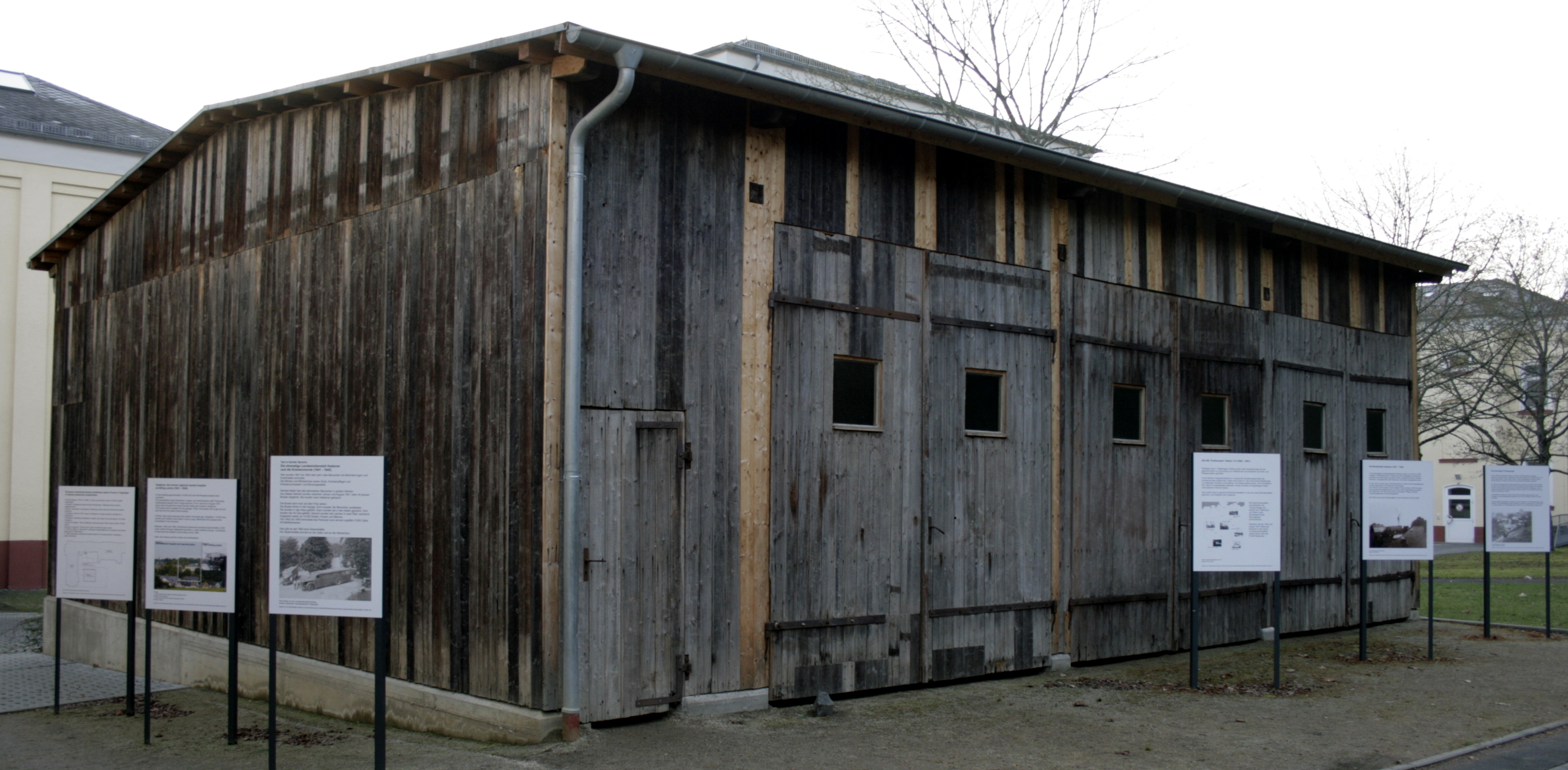
Garage der „grauen Busse“, mit denen Menschen in die Tötungsanstalt gebracht wurden. Heute Teil der Gedenkstätte.

### Korrigendenanstalt
Nach mehreren kurzzeitig wechselnden Besitzern und Nutzungen wurde das Klostergelände von 1880 an zur Korrigendenanstalt für den Regierungsbezirk Wiesbaden umgestaltet. So genannte „Besserungshäftlinge“ wurden in der Anlage untergebracht. Von 1880 bis 1883 entstand nach Entwürfen von Eduard Zais das Hauptgebäude der Anstalt.
Es handelt sich um einen lang gestreckten, dreiflügeligen, symmetrischen Bau im Landhausstil. Er wird von dem dreigeschossigen Verwaltungstrakt in der Mitte beherrscht, in dem sich auch die Wohnräume des Anstaltsleiters und seiner Familie befanden. Durch eingeschossige Verbindungsbauten sind beidseitig die zweistöckigen Gebäude des Männertrakts im Westen und des etwas kleineren Frauentrakts im Osten angeschlossen. In den Erdgeschossen der Seitentrakte befanden sich Ess- und Arbeitssäle, oben die Unterkünfte und Lazarettbereiche. Ursprünglich war die Fassade durch das Backsteinmauerwerk geprägt, das heute unter Verputz liegt. Das Gebäude weist starke Bezüge zur Heil- und Pflegeanstalt Eichberg nahe Eltville auf, die Zais rund 40 Jahre zuvor geplant hatte.
Das Gebäude hatte zur Bauzeit eine Kapazität von 130 männlichen und 48 weiblichen Korrigenden. Im Jahr 1884 erfolgte eine Erweiterung, nach der 136 Männer und 80 Frauen untergebracht werden konnten.
Die Wirtschaftsgebäude im hinten liegenden Hof wurden nach 1960 abgerissen. Sie umfassten Kuh- und Schweineställe, die Anstaltsküche, Wäscherei, Baderäume für die Insassen, Schmiede, Schlosserei, Schreinerei und Kleiderkammer sowie Nebenräume.
Der Zais'sche Bau war von einer rund vier Meter hohen Mauer umgeben.

### Gedenkstätte Hadamar

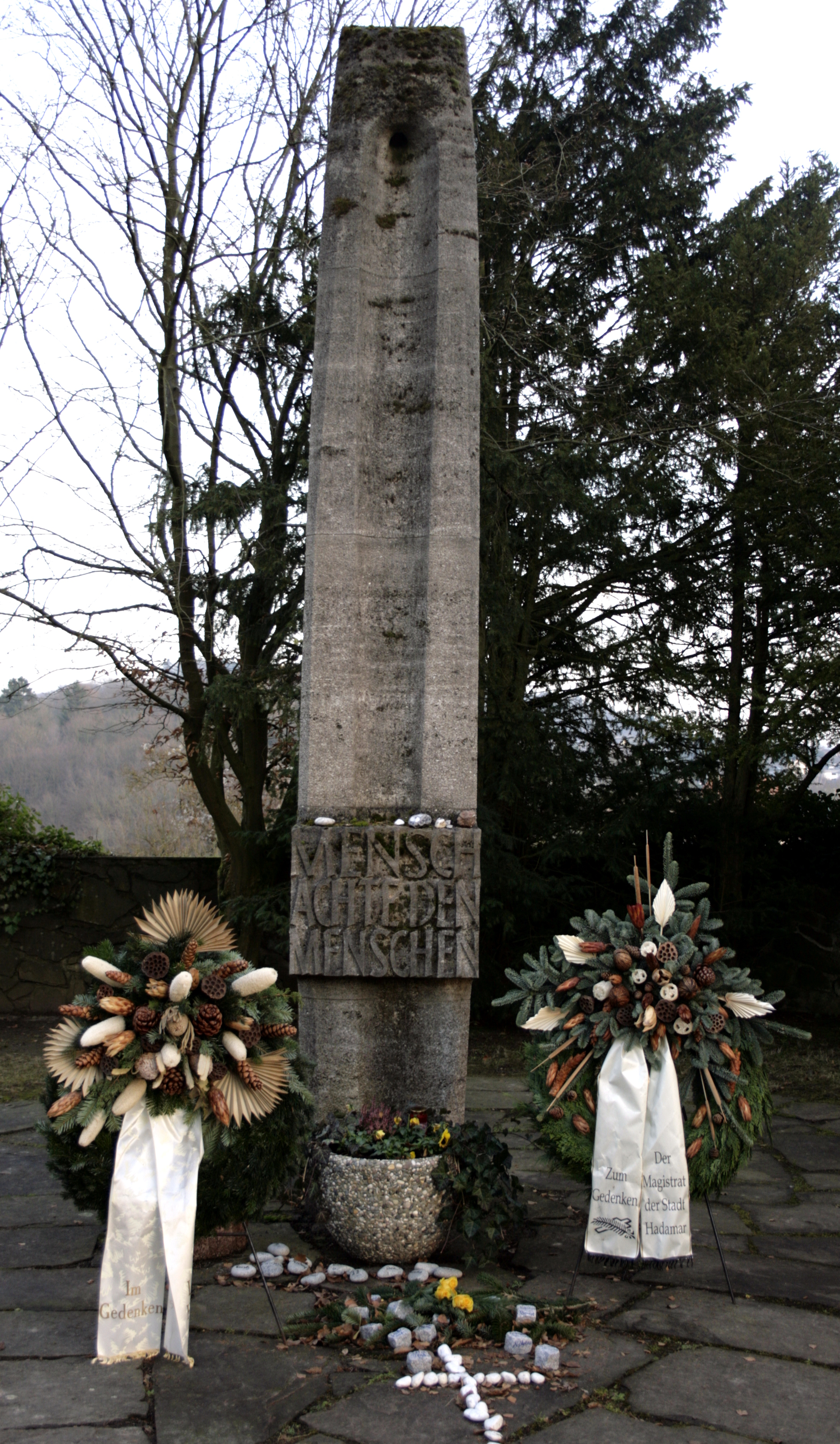
Mahnmal auf dem Friedhof der Gedenkstätte

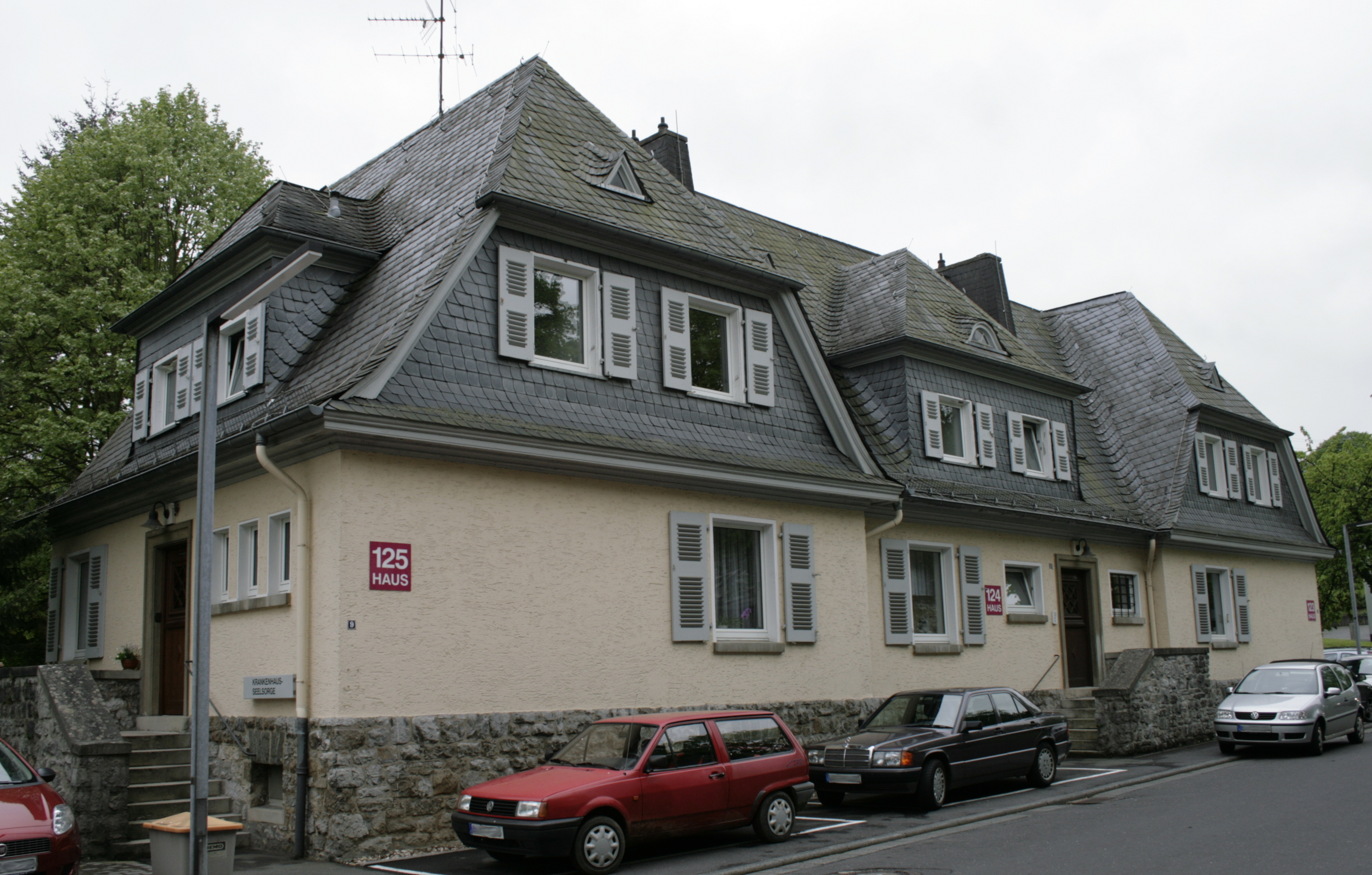
Historische Bediensteten-Wohngebäude

Hauptartikel NS-Tötungsanstalt Hadamar
Rund 14.500 Menschen wurden von 1941 bis 1945 in der Tötungsanstalt Hadamar ermordet. Heute erinnert daran eine Gedenkstätte mit Informations- und Seminarhaus. Die Gedenkstätte Hadamar umfasst den östlichen Gebäudeteil der ehemaligen Korrigendenanstalt, in dessen Keller sich die Gaskammer sowie das Krematorium befanden. Auch der Friedhof mit seinem Mahnmal gehört dazu.

### Busgarage
Der Holzschuppen steht heute wieder nahezu an seinem ursprünglichen Platz im Hof des Anstaltshauptgebäudes. Der fensterlose Fachwerkbinderbau mit Bretterverschalung und drei Toren wurde 1941 errichtet. In ihm entluden die so genannten „grauen Busse“ die Opfer, die in Hadamar ermordet werden sollten. 1948 wurde die Busgarage auf den damals anstaltseigenen „Schnepfenhäuser Hof“ nordwestlich außerhalb der Stadt versetzt und dort als Scheune verwendet. 2003 wurde das vom Verfall bedrohte Gebäude an seinem ursprünglichen Platz restauriert.

### Mönchberg 9, 11 und 13
Das kurz nach 1920 errichtete Wohngebäude für Bedienstete der Heil- und Erziehungsanstalt ist ein typisches Beispiel für den Siedlungsbau dieser Zeit. Das in drei Einheiten gegliederte Gebäude fällt durch das hohe, als Wohnung ausgebaute, mit Schiefer gedeckte Walmdach mit Zwerchhäusern und Gauben auf. Natursteinsockel und Gewände aus Travertin gestalten die Fassade zusätzlich.

## Verkehrsbauwerke

### Steinerne Brücke
Hauptartikel Steinerne Brücke

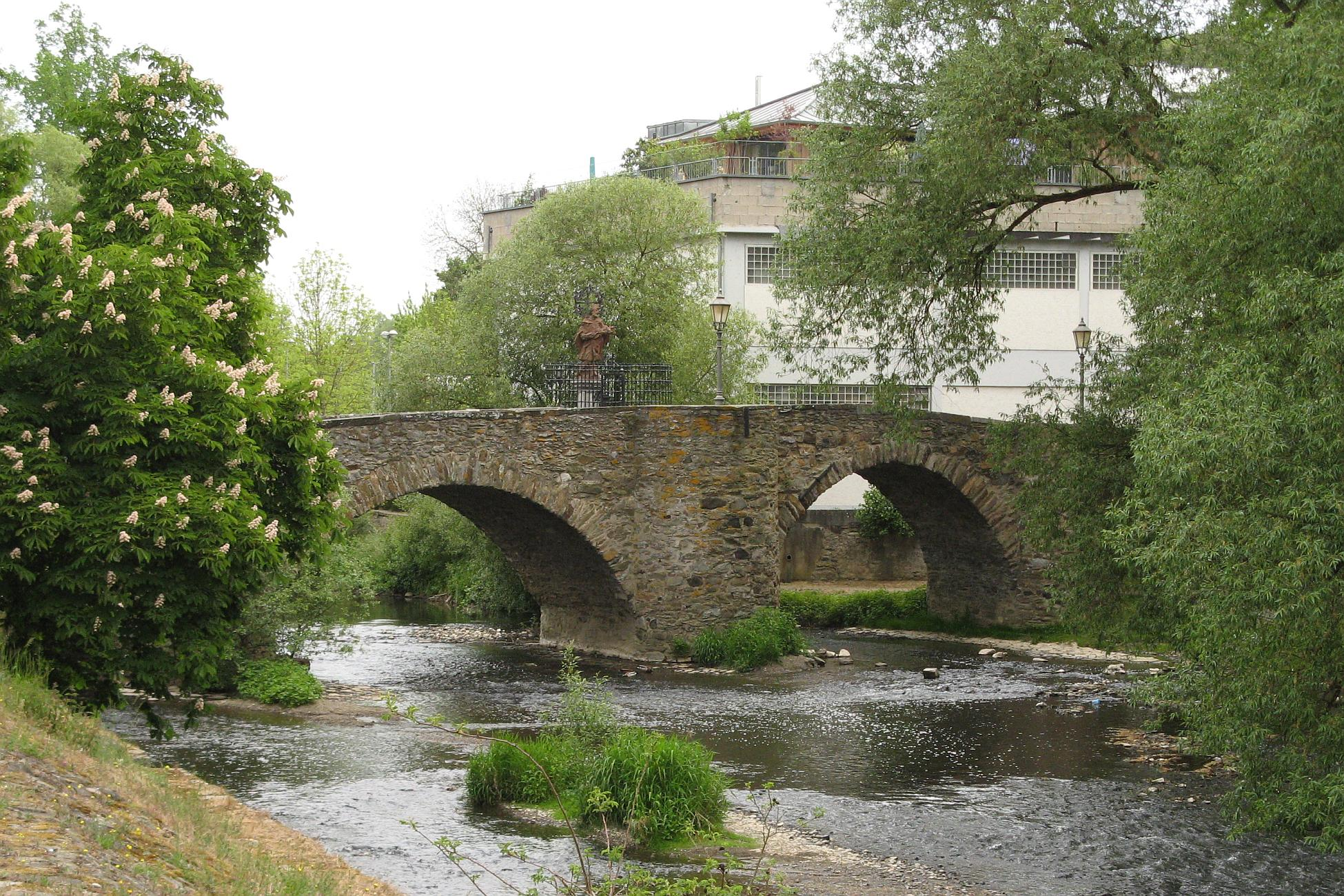
Die steinerne Brücke über den Elbbach

Das auch „Stadtbrücke“ oder „Nepomukbrücke“ genannte Bauwerk überspannt den Elbbach in fünf Bögen vermutlich in etwa an der Stelle der ursprünglichen Furt. Die ältesten Bestandteile werden auf das 12. Jahrhundert geschätzt. 1571 und 1764 wurde jeweils nach Hochwasserschäden nahezu die gesamte Bausubstanz erneuert. Neben der Brücke selbst ist die darauf befindliche barocke Sandsteinstatue des heiligen Johann von Nepomuk von besonderem Denkmalwert.

### Schlossbrücke

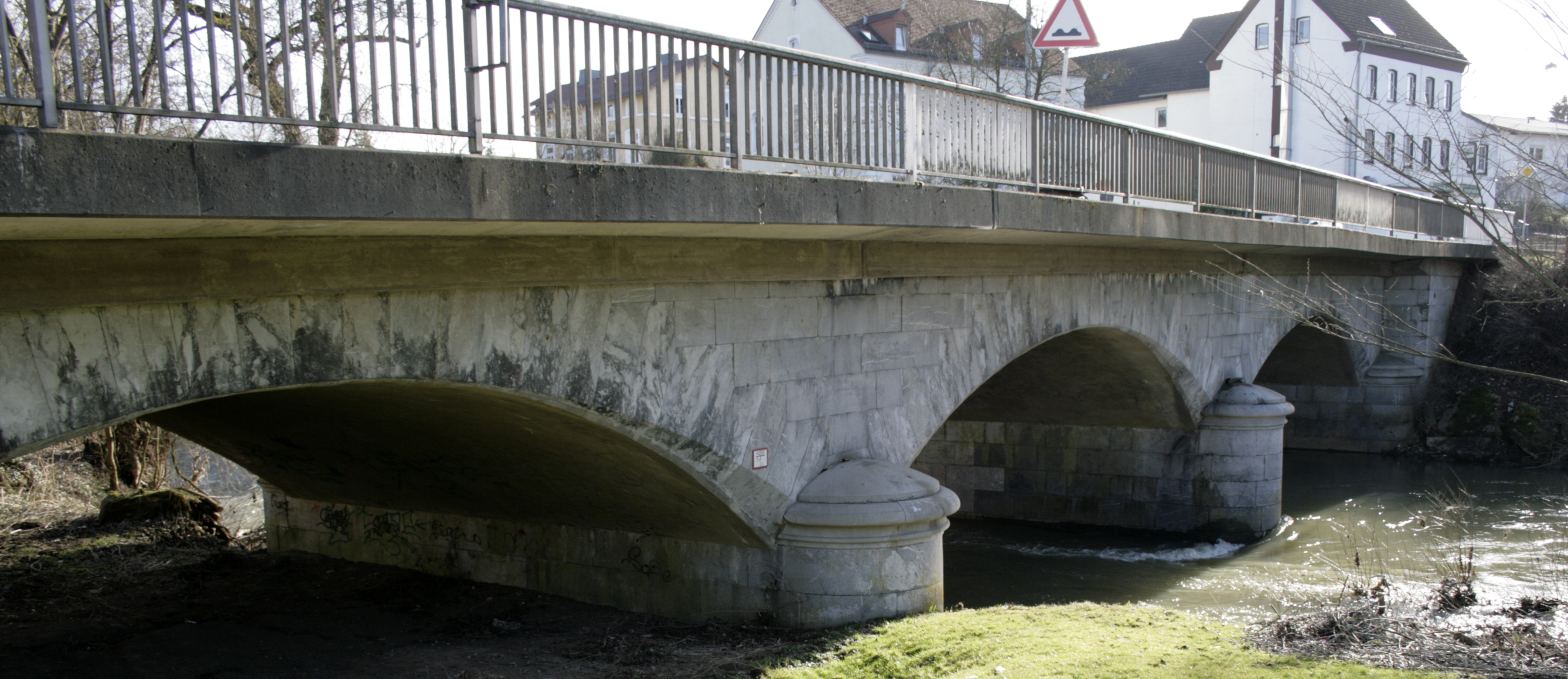
Schlossbrücke, von flussaufwärts (Norden) gesehen

Erster Vorgängerbau der heutigen Schlossbrücke war ein wohl um 1650 errichteter Steg mit steinernen Pfeilern und hölzerner Fahrbahn, der hauptsächlich der Verbindung der Schloss-Wirtschaftsgebäude mit den Feldern und teilweise zum Schloss gehörenden Gärten auf der gegenüberliegenden Elbbachseite diente. Um 1750 wurde diese Brücke durch eine vollständig steinerne Konstruktion ersetzt.
1824 zerstörte ein Hochwasser diese Brücke. Es folgte eine langwierige Auseinandersetzung um die künftige Verkehrslenkung in der Stadt. In einer Bürgerbefragung entschied sich schließlich eine deutliche Mehrheit der Hadamarer für einen Neubau der Schlossbrücke und gegen den alternativen Standort am Platz der bachaufwärts gelegenen Nepomukbrücke. Der Brückenbau brachte erhebliche Veränderungen des Stadtbilds mit sich: Mittels der „Neuen Chaussee“ wurde der westliche Brückenkopf mit der Landstraße in Richtung Niederhadamar-Elz-Limburg verbunden, anschließend wurde 1851 die Brücke selbst errichtet und im folgenden Jahr die heute Gymnasiumstraße angelegt. Um Platz für diese Straße zu schaffen, wurden die Ostflügel des Wirtschaftshofs und des Verwaltungsgebäudes am Schloss sowie mehrere Wohnhäuser abgerissen. Damit erhielt der südliche Teil der Schlossanlage ihre heutige Form mit zur Straße hin geöffnetem Schlossplatz. In der Mitte des 20. Jahrhunderts wurde diese offene Front durch den Bau einer Baracke für eine Schneiderei und in den 1980er Jahren durch den Bau eines Geschäftshauses an ihrer Stelle teilweise wieder geschlossen.
Heute hat sich unter der modernen Fahrbahn der Baukörper der „neuen“ Schlossbrücke weitgehend erhalten. Das Bauwerk wurde mit klassizistischen Elementen versehen und mit hellem Lahnmarmor verkleidet. Die drei Bögen stützen sich auf gerundeten Brückenpfeilern mit abgesetzten Kapitellen.

### Hartmannsbrücke

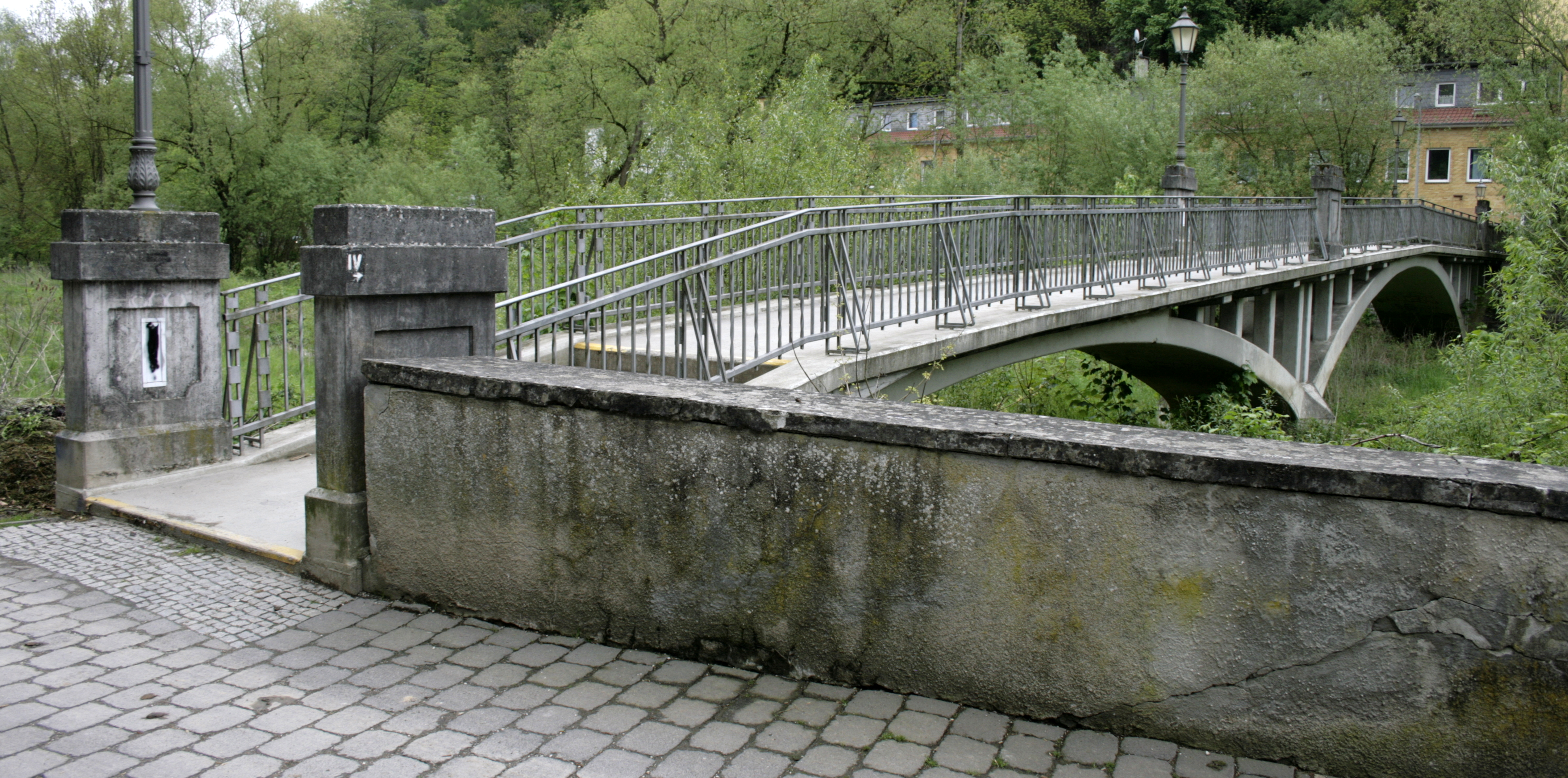
Hartmannsbrücke, vom Friedhof aus gesehen

Die Fußgängerbrücke von 1911 überspannt den Elbbach sowie seine unmittelbare Überschwemmungsaue und verbindet den Alten Friedhof mit der Siegener Straße. Die filigrane Eisenbetonkonstruktion fällt durch ihre besonders flachen, raumgreifenden Bögen auf. Die Oberfläche liegt unmittelbar auf den Bogenscheiteln auf und wird zudem von Pfeilern getragen. Benannt ist das Bauwerk nach dem Hadamarer Bürgermeister Wilhelm Hartmann, der seine Errichtung veranlasste.

### Bahnhof mit Stellwerk

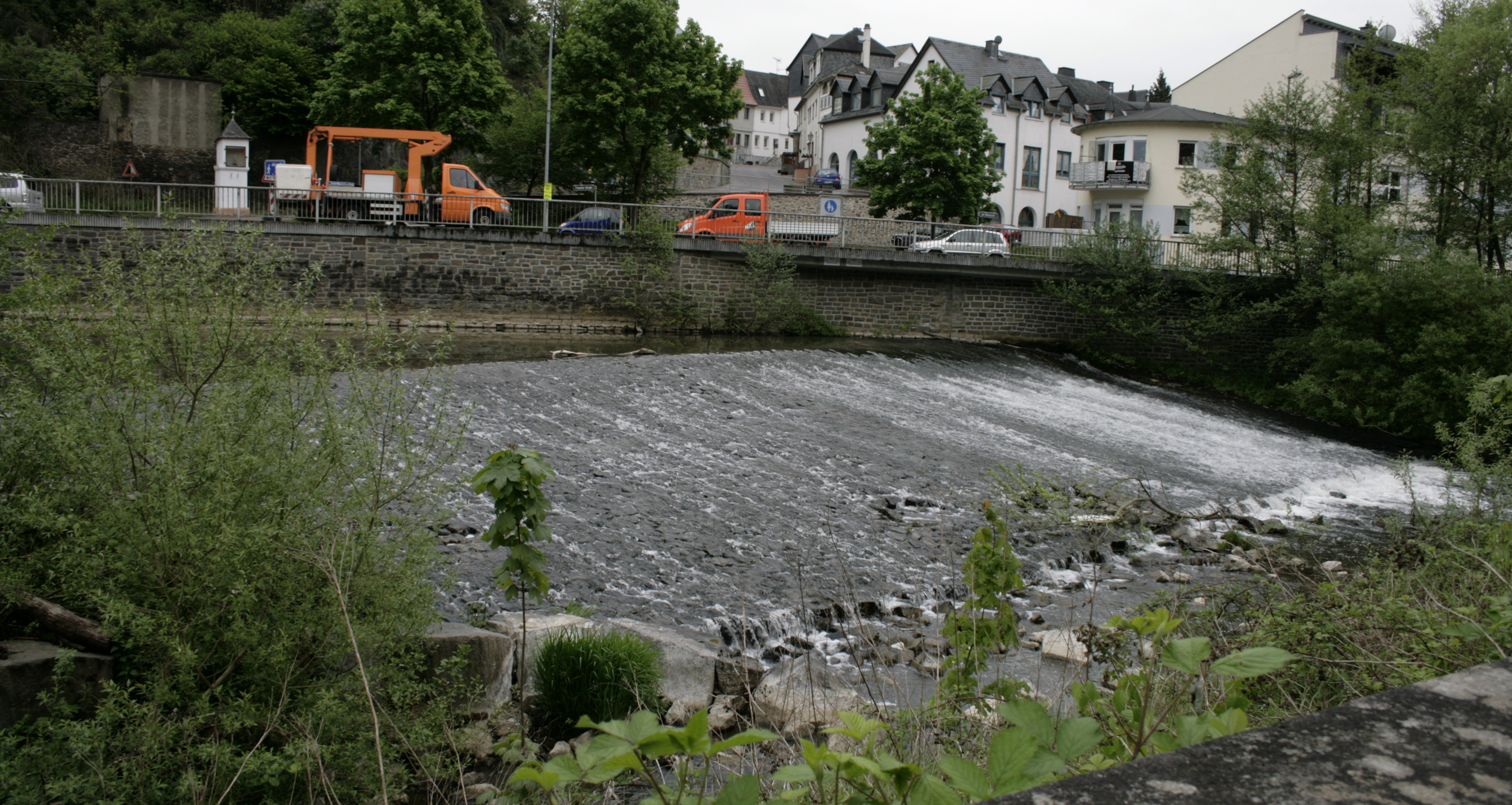
Elbbach-Wehr vor dem Bau des Wasserkraftwerks

Sowohl das Bahnhofsgebäude als auch das rund hundert Meter davon entfernte Lagerhaus sowie das benachbarte Stellwerk stehen unter Denkmalschutz. Die beiden ersteren entstanden 1870, als die Oberwesterwaldbahn Hadamar erreichte. Der Hadamarer Bahnhof gehörte zu den repräsentativeren und großformatigen der damals an der Bahnstrecke errichteten Stationsgebäude. Das Gebäude weist die typische Gestaltung des Späten Klassizismus mit Doppelgesims und Attika auf. Der Fahrkartenverkauf im Gebäude wurde 1993 eingestellt und stattdessen Fahrkartenautomaten auf dem Bahnsteig betrieben. Zu diesem Zeitpunkt standen einige Teile des Gebäudes bereits längere Zeit leer. 2007 wurde das nicht mehr genutzte Bahnhof zusammen mit einem größeren Paket von Bahn-Immobilien an einen internationalen Immobilienfonds verkauft. 2013 erwarb schließlich ein privater Investor das inzwischen in einem schlechten Bauzustand befindliche Gebäude.
Das Lagerhaus für Frachtgüter wurde als aufwändig gestalteter Holzbau auf einem Bruchsteinsockel errichtet. Besonders markant ist das flach geneigte Schutzdach mit weiten, abgestützten Überständen. Von 1990 bis 2014 wurde das Lagerhaus vom Fastnachtsverein Niederhadamar als Zeughaus genutzt, ist inzwischen aber in Privatbesitz übergegangen.
Das um 1930 errichtete Stellwerk schließt sich unmittelbar an die Schlossbrücke an. Es enthält die Schrankenwärterstation für den dortigen Bahnübergang sowie das Stellwerk für den Hadamarer Bahnhof. Der kubische Zweckbau ist vom Architekturstil der Neuen Sachlichkeit geprägt. Klinkermauerwerk und das weit überstehende Flachdach prägen das Erscheinungsbild. Unter dem Dach werden die Ecken durch große Fenster durchbrochen. Ursprünglich war es mit Stellwerkstechnik aus dem Braunschweiger Unternehmen Jüdel ausgestattet. Bis Ende der 1980er Jahre war ein Teil der Steuerungselemente in einem zweiten Stellwerk im Keller des Bahnhofs-Hauptgebäudes untergebracht. Im Rahmen von dessen Demontage wurde die Stellwerkstechnik in dem Baukörper aus dem Jahr 1930 zusammengefasst.

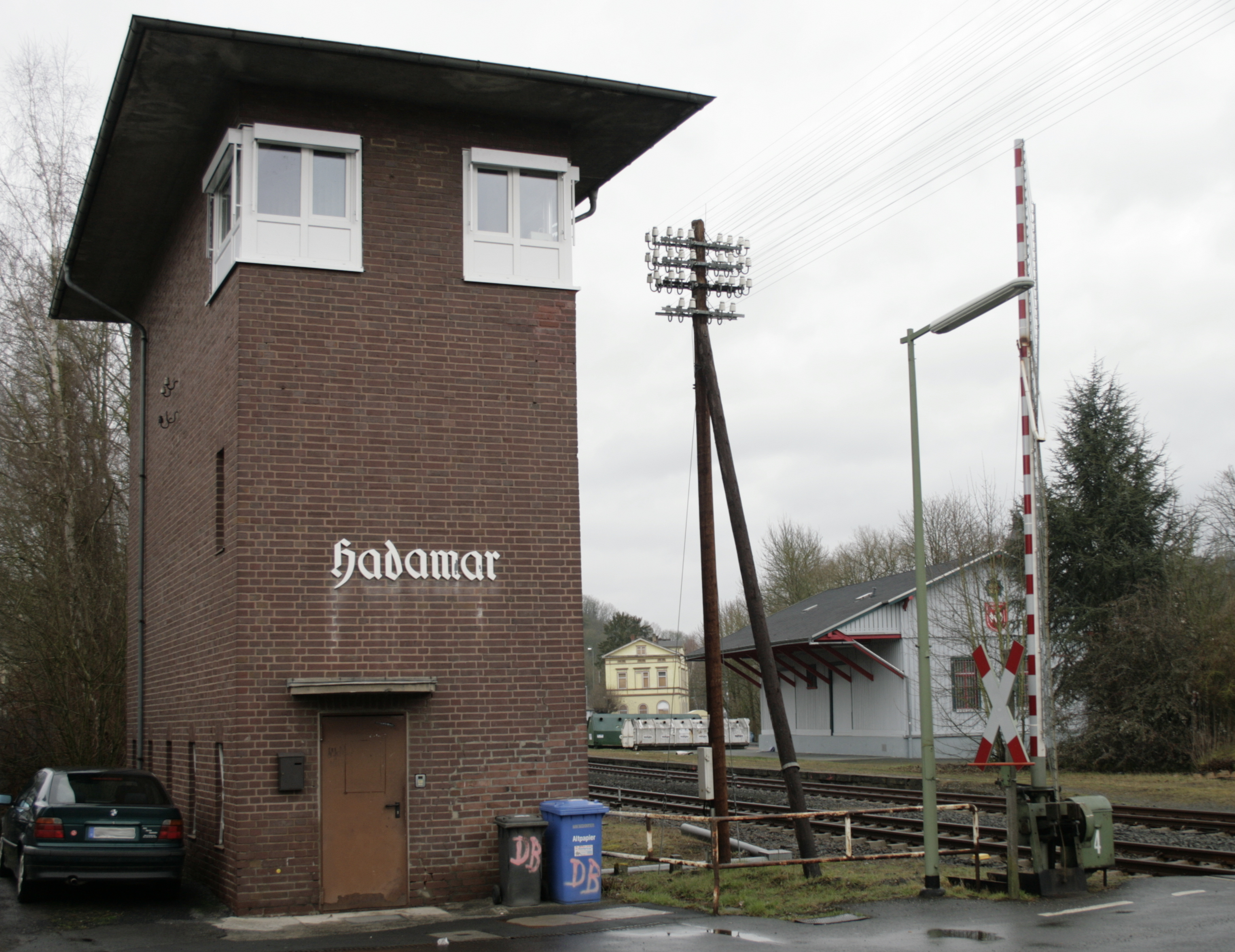
Gesamtanlage des Bahnhofs mit Stellwerk, Hauptgebäude (Mitte) und Lagerschuppen
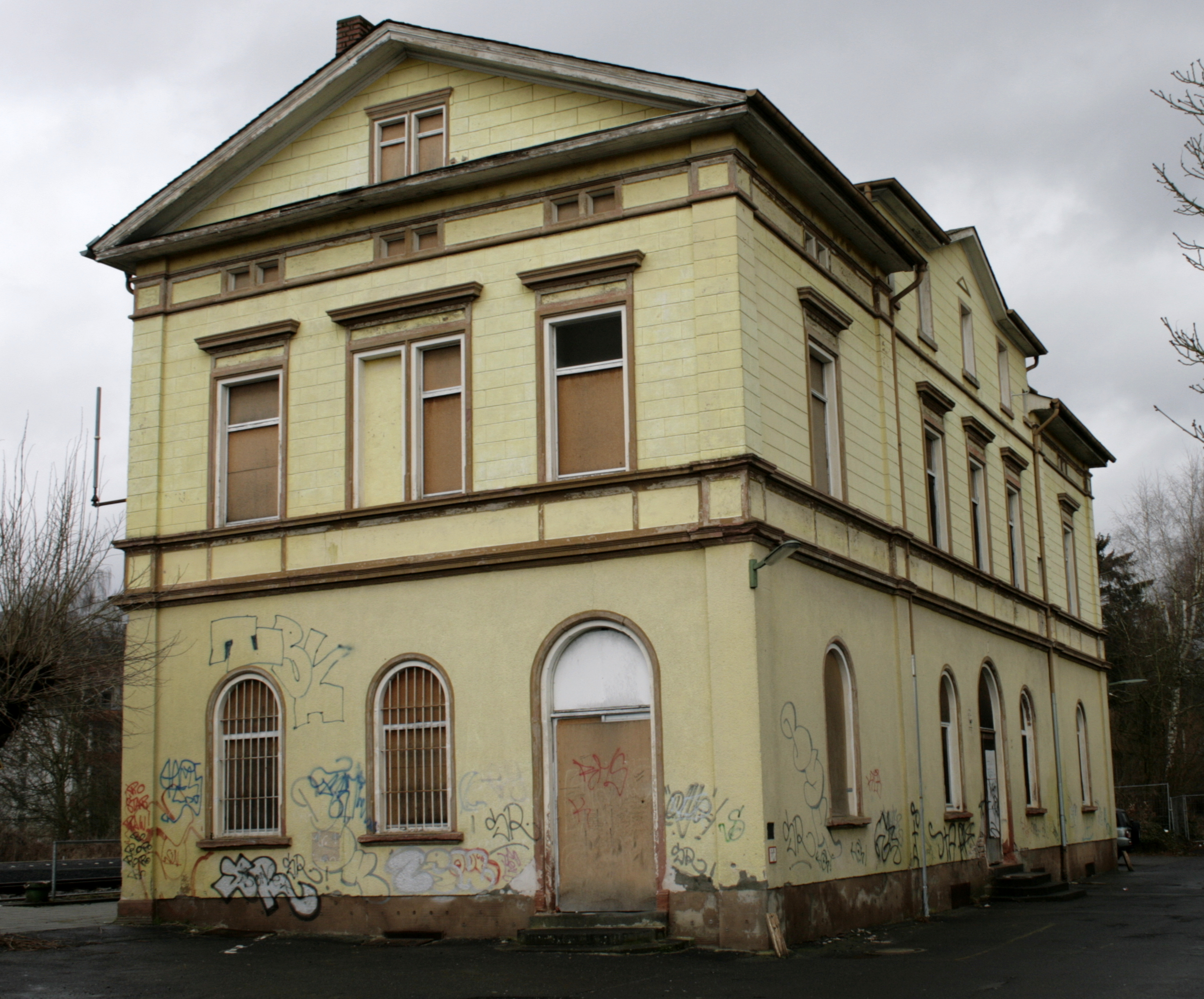
Bahnhof, Straßenseite
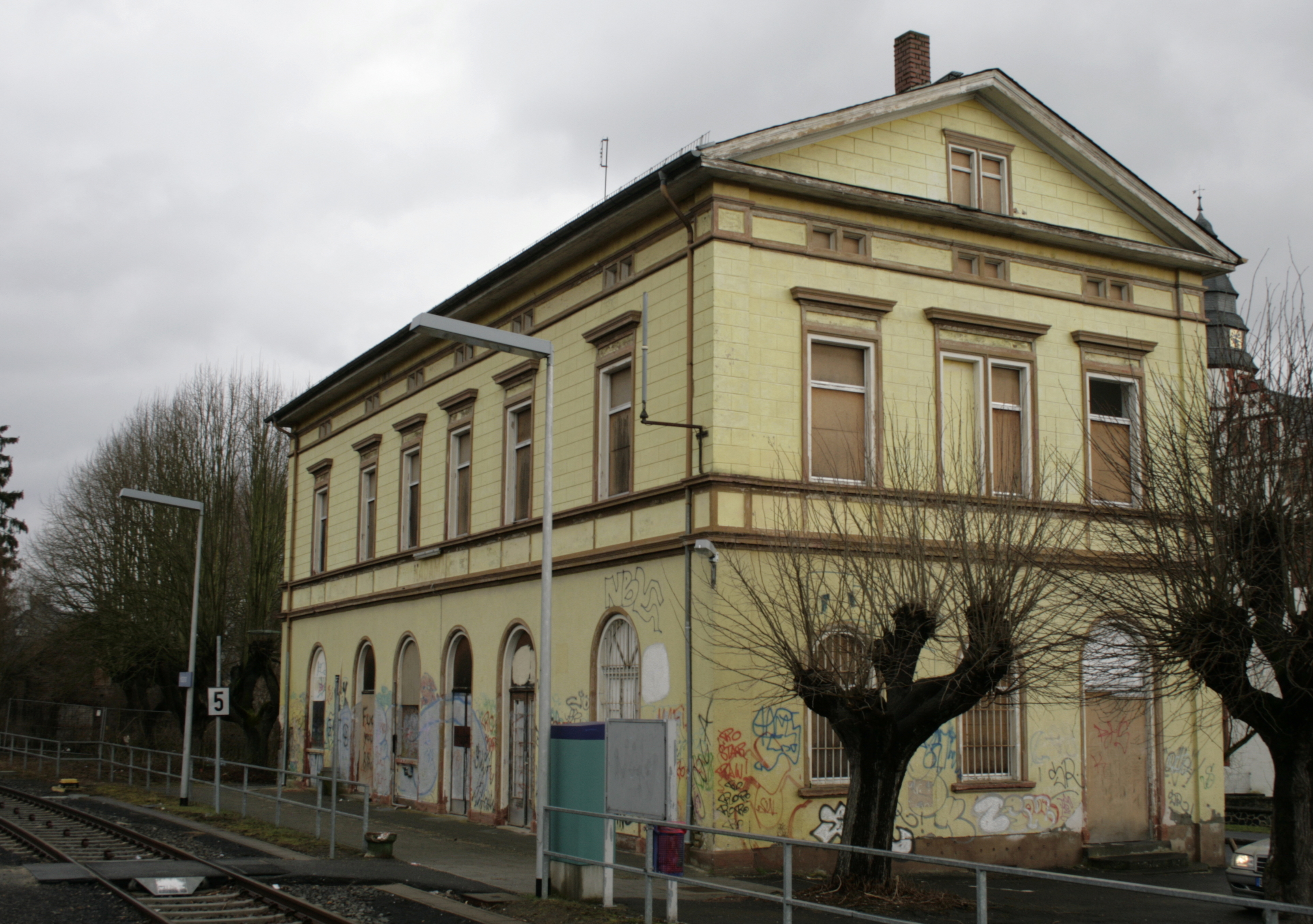
Bahnhof, Bahnsteigseite
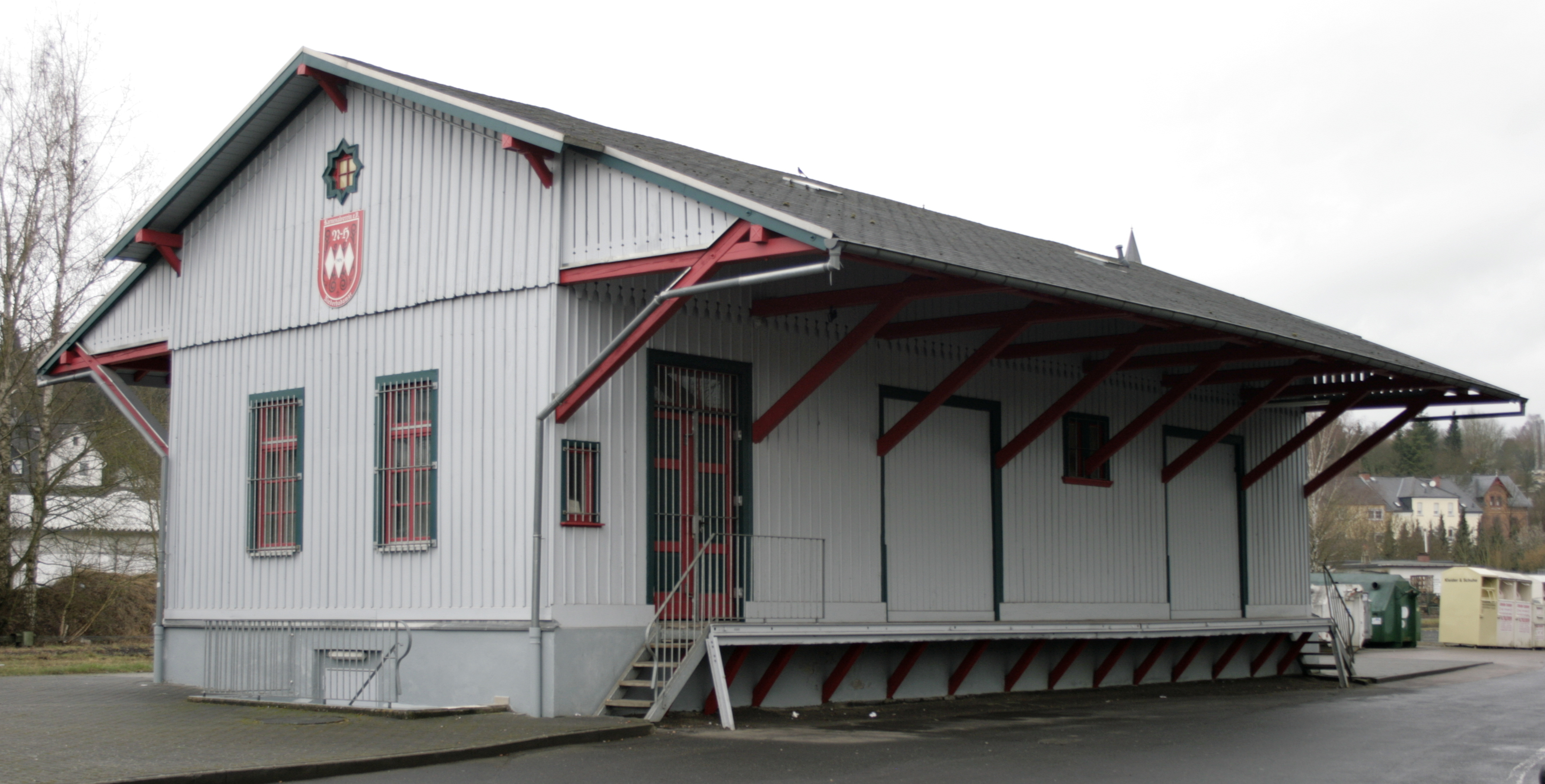
Ehemaliges Lagerhaus
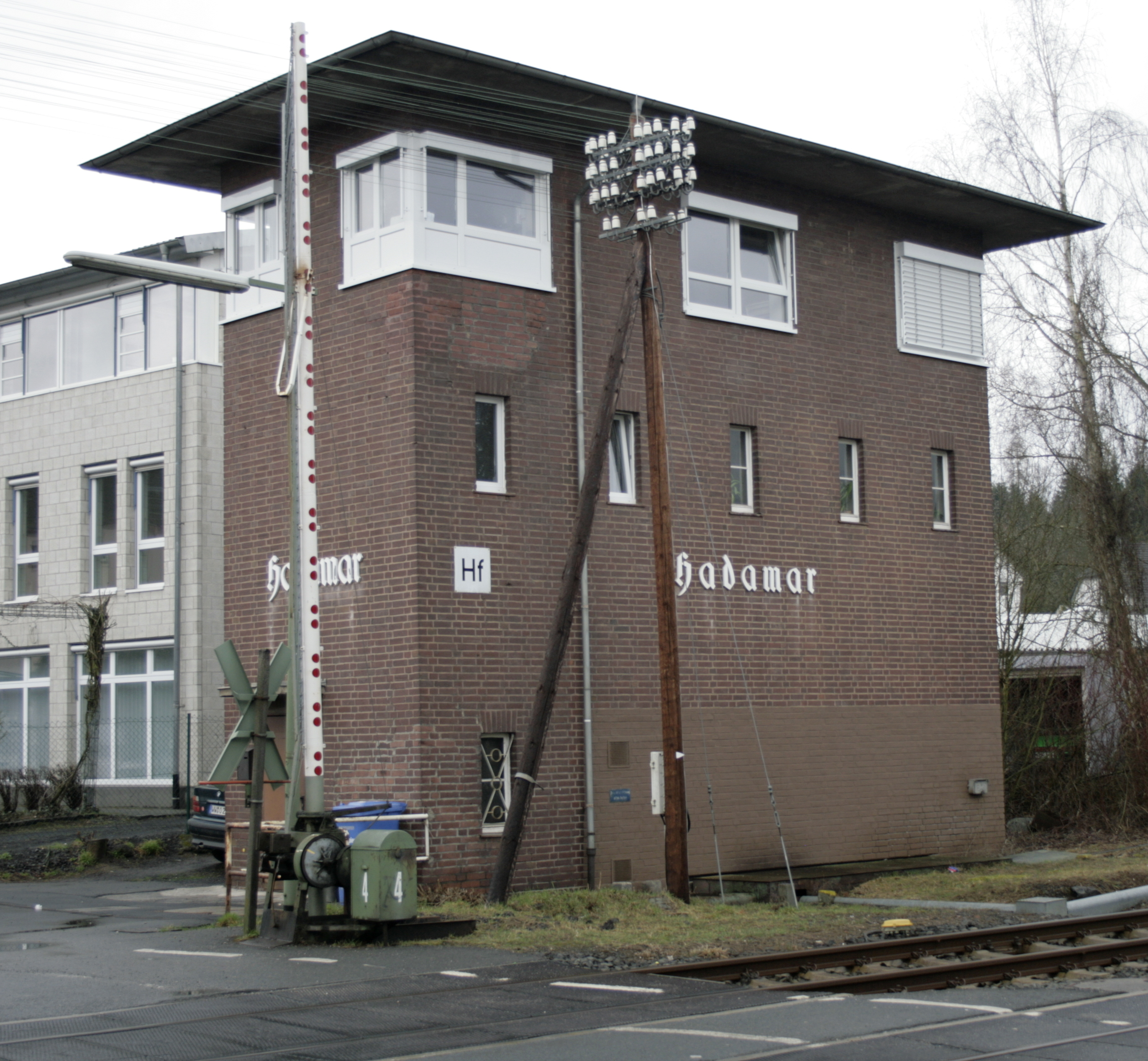
Stellwerk

### Elbbach-Wehr
Das Stauwehr zwischen Liebfrauenkirche und nördlichem Ende der Borngasse diente der Versorgung der ältesten Hadamarer Mühle, der Stadtmühle. Bereits 1713 ist es an dieser Stelle verzeichnet. Teile der heutigen Anlage gehen noch auf das 17. Jahrhundert zurück. Mitte 2013 ging am östlichen Rand des Wehrs ein Wasserkraftwerk in Betrieb.

## Öffentliche und Geschäftsgebäude

### Ehemalige Nassauische Landesbank

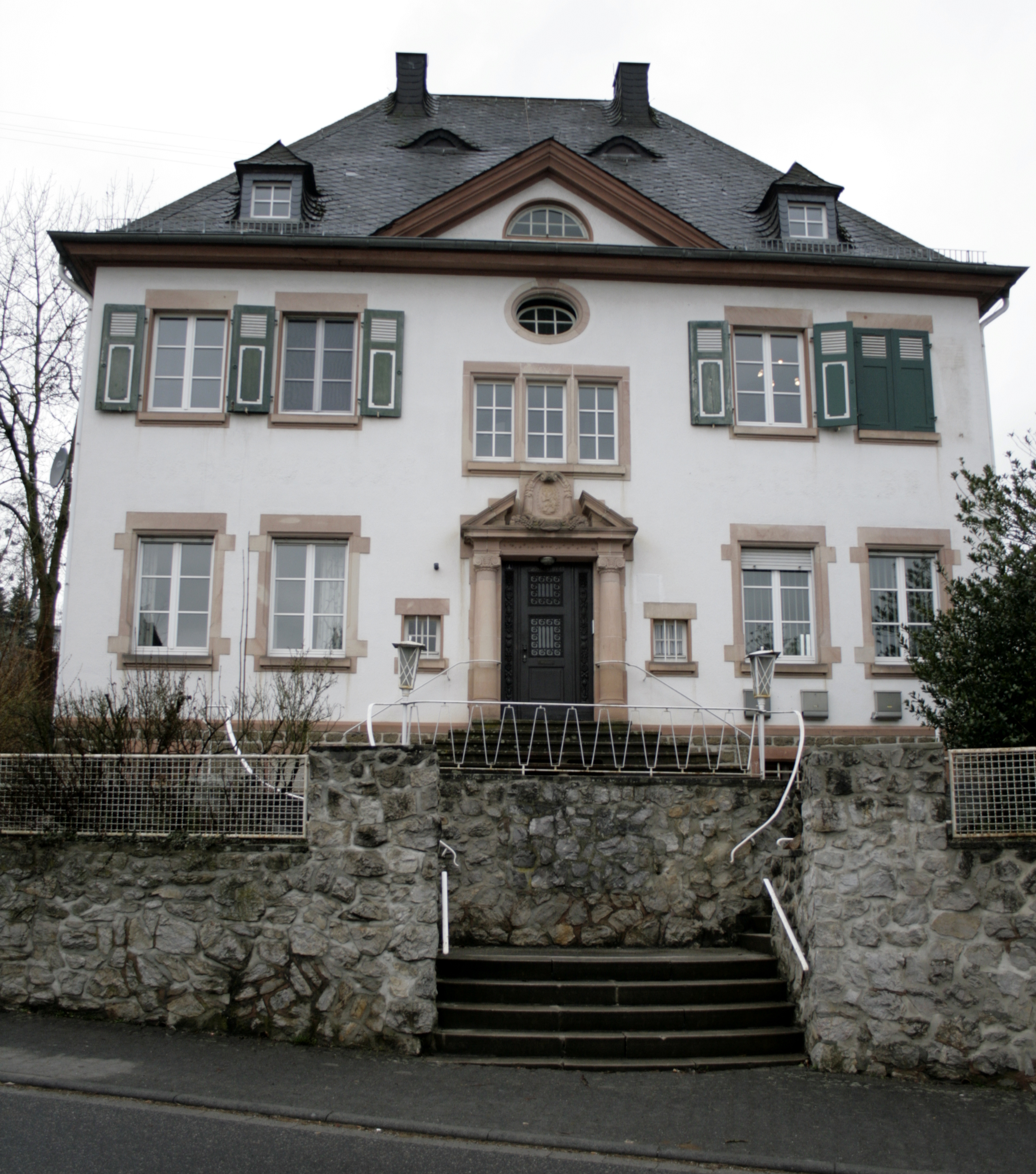
Ehemalige Nassauische Landesbank

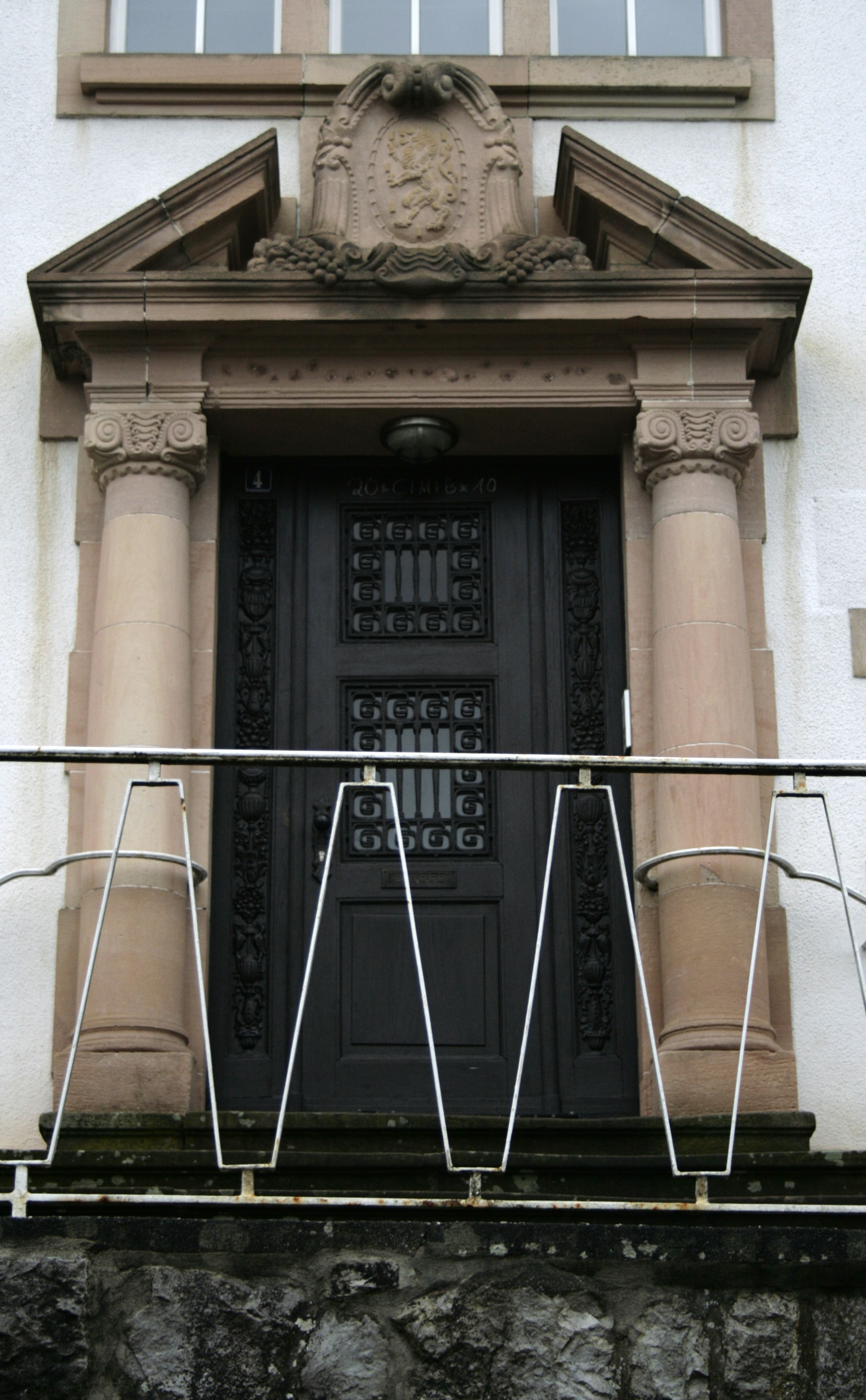
Ehemalige Nassauische Landesbank, Haupttür mit Sprenggiebel

Innerhalb des Ensembles „Alte Chaussee“ ist die ehemalige Filiale der Nassauischen Landesbank das wertvollste Gebäude. Es wurde 1911 erbaut und ist damit eines der ältesten speziell als Bank errichteten Gebäude in der Region. Es sticht durch seinen stark terrassierten Unterbau am nördlichen Ende des Villengürtels hervor. Elemente von Neobarock und Klassizismus dominieren den Baukörper, ergänzt durch einzelne Einflüsse des Jugendstils. Wichtigster Schmuck ist das Portal mit Gesprengtem Giebel, herzoglich nassauischem Wappen und Fruchtornamenten. Das Gebäude wird heute als privates Wohnhaus genutzt. Adresse: Alte Chaussee 4.

### Konvikt
Hauptartikel: Konviktsgebäude

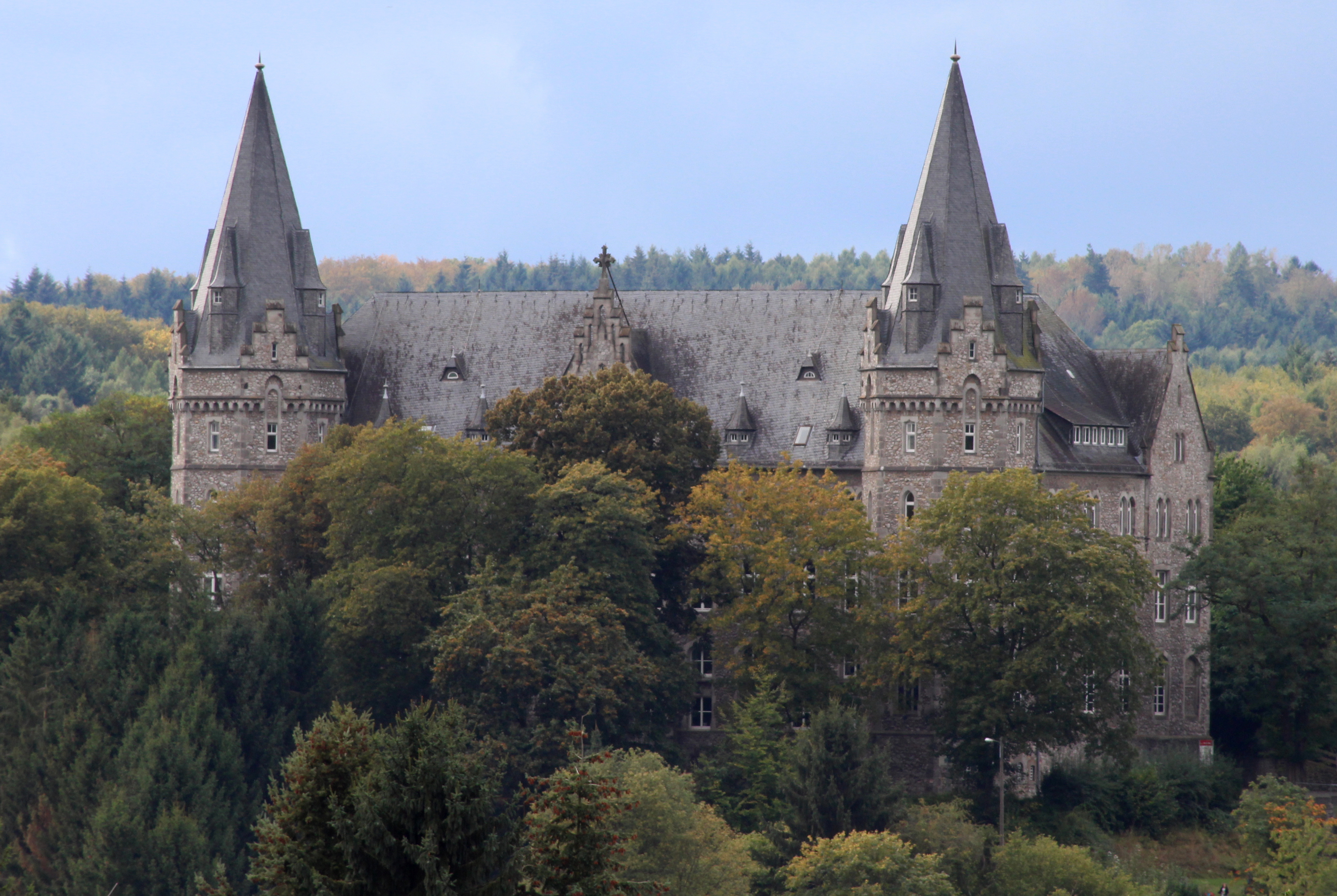
Konvikt

Nachdem das Konvikt zur Beherbergung auswärtiger Schüler des Gymnasiums mehrere wechselnde Standorte im Stadtkern gehabt hatte, wurde 1903/05 dieser repräsentative Bau mit in einer Stilmischung aus mittelalterlichen und Renaissance-Elementen errichtet. Zwei markante, spitzhelmige Türme prägen den Baukörper und das gesamte Stadtpanorama Hadamars. Wertvollstes Baudetail ist die repräsentative Haupttreppe mit reichen Steinmetzarbeiten. Heute dient das Gebäude als Tagesinternat der Limburger Domsingknaben und als Verwaltungsstandort für das Bistum Limburg.

### Hammelburg

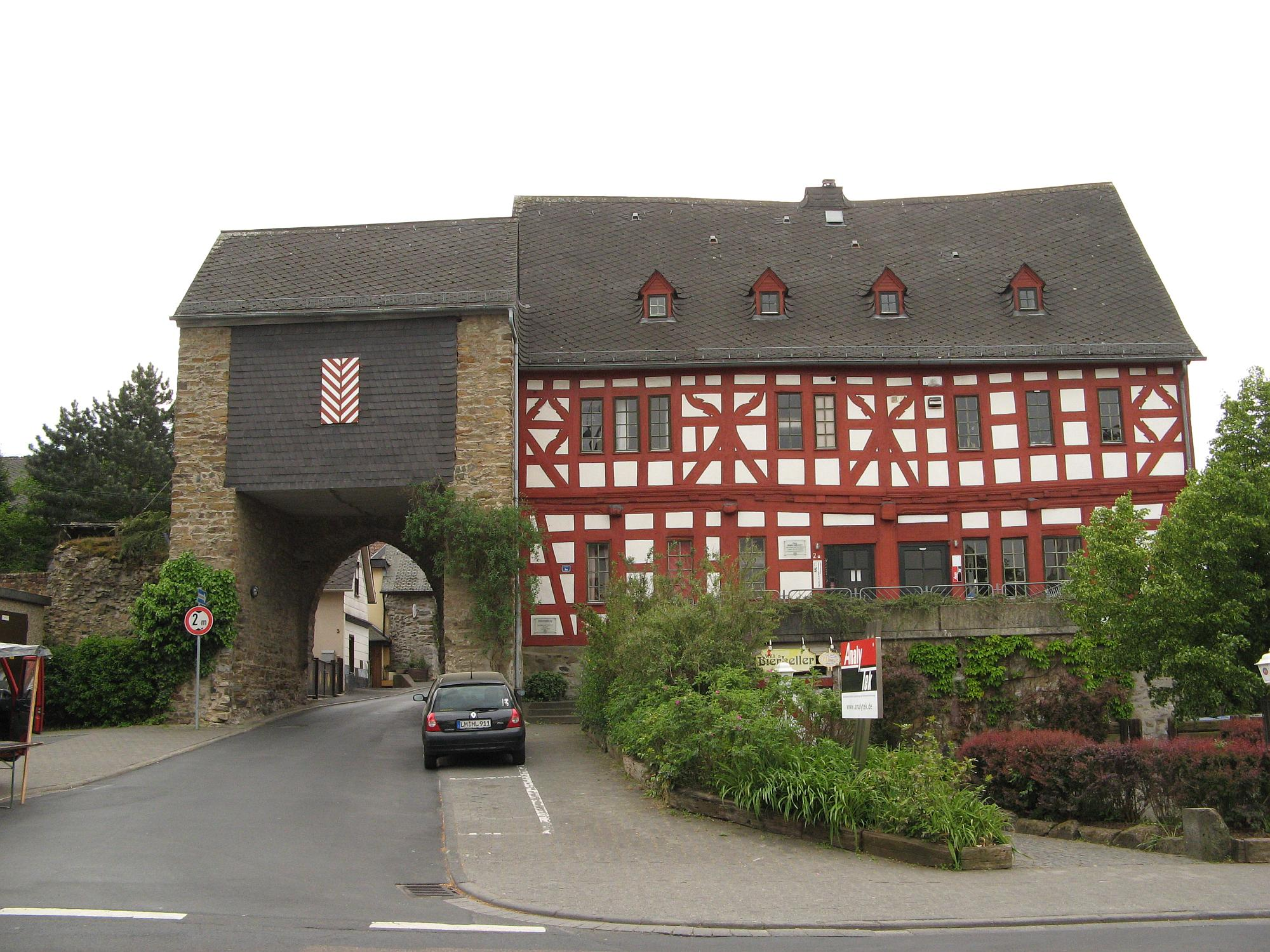
Hammelburg mit Limburger Pforte

Der voluminöse Fachwerkbau gehört zu den prägenden Profangebäuden der Stadt. Er bildet eine Einheit mit dem letzten vorhandenen Tor der Stadtmauer.
Der Keller stammt vermutlich schon aus der Zeit um 1570 und wurde damals in den kurz zuvor aus der Benutzung genommenen Befestigungsgraben an die Stadtmauer angebaut. Heute noch ist die Stadtmauer als Rückwand des Kellers zu erkennen. Zeitgleich entstand das erste Haus an dieser Stelle, von dem einige Bauteile in dem heute noch vorhandenen Bauwerk enthalten sind.
Vermutlich 1614 entstand das heutige Gebäude. Bis zum Anfang des 18. Jahrhunderts war es das Wohnhaus eines größeren Hofs, das von 1685 bis 1773 das Konvikt für auswärtige Schüler des Hadamarer Gymnasiums beherbergte. Anschließend diente die Hammelburg bis in die 1970er Jahre als Wohnhaus. Der Keller wurde zeitweise als Kartoffel- und Kohlenkeller des heute nicht mehr vorhandenen, benachbarten Altenheimes genutzt. Nach zwei Jahren Leerstand wechselte das Haus zu einem neuen Besitzer, der es von 1978 an restaurieren ließ. Von 1981 bis um das Jahr 2005 herum wurde im Keller eine Gaststätte betrieben. Der Name „Hammelburg“ leitet sich von einem ehemaligen Bewohner, einem Kellereibeamten namens „Hamel“, her.
Bei dem Torturm, auch Limburger Pforte genannt, handelt es sich vermutlich um den inneren Teil eines Doppeltors an der Südostecke der Stadtmauer aus dem frühen 14. Jahrhundert. Die einfache Dachkonstruktion ist neueren Datums. Adresse: Hospitalstraße 2.

### Grundschule

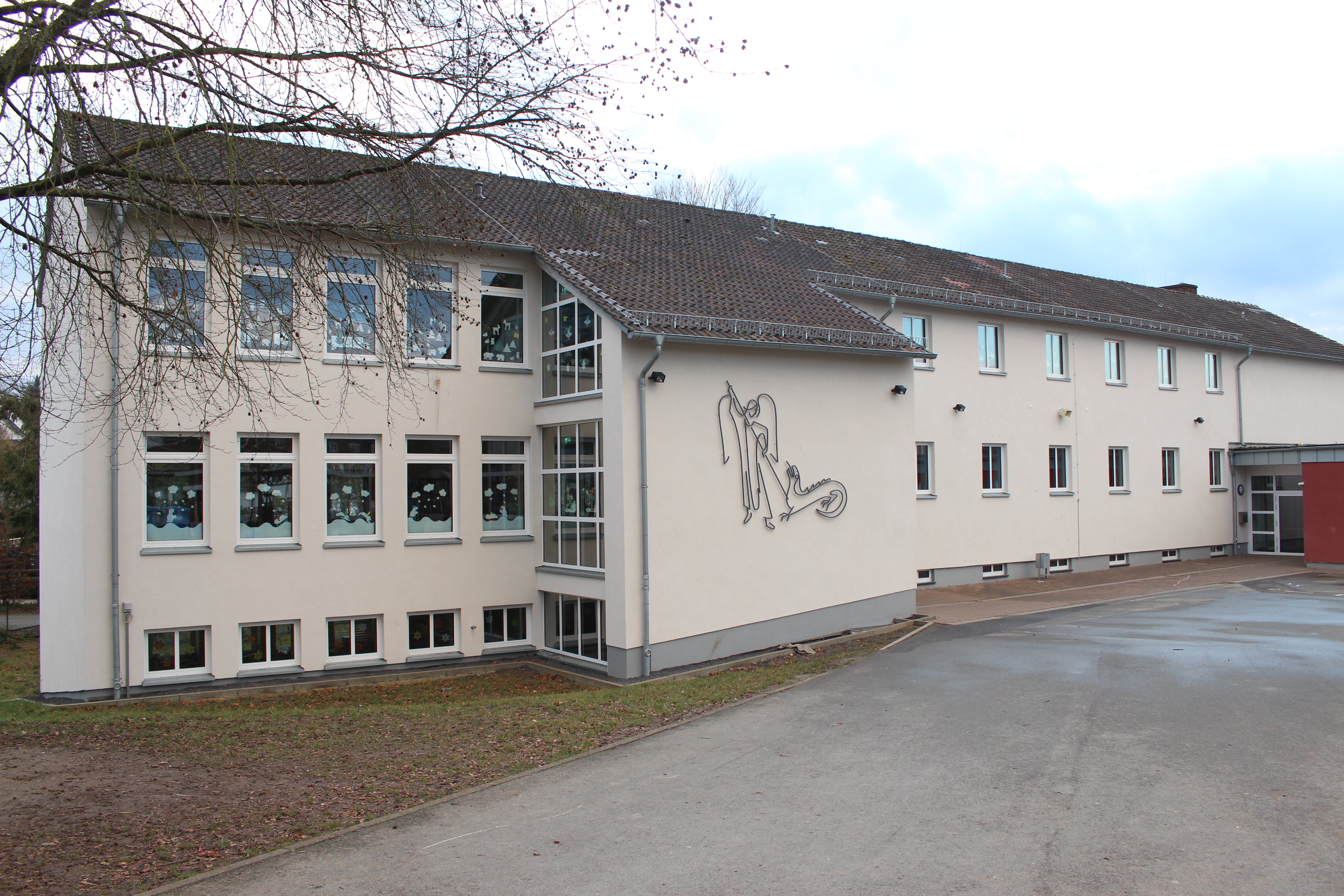
Nordfront (Eingangsseite) der Grundschule

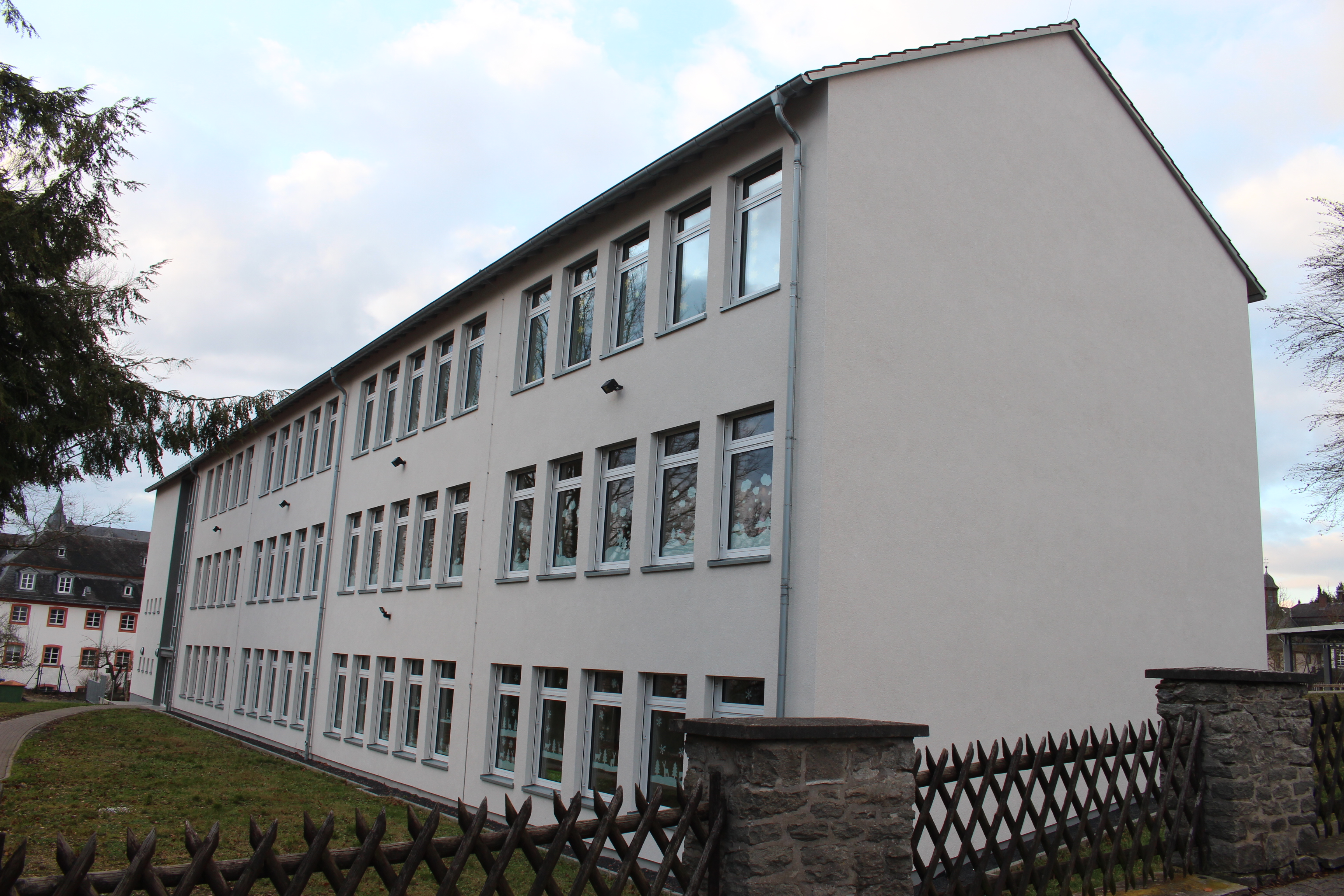
Südfront (Rückseite) der Grundschule

Das 1953 als Volksschule errichtete, langgestreckte Bauwerk ist der einzige Vertreter dieser Form der Nachkriegsarchitektur in der Region. Hervorstechend sind die großen Glasfronten der beiden Treppenhäuser. Es handelt sich um das jüngste denkmalgeschützte Bauwerk in Hadamar. 2011 entstand vor der Front des Gebäudes ein moderner Anbau. Adresse: Nonnengasse 32a

### Hengststall

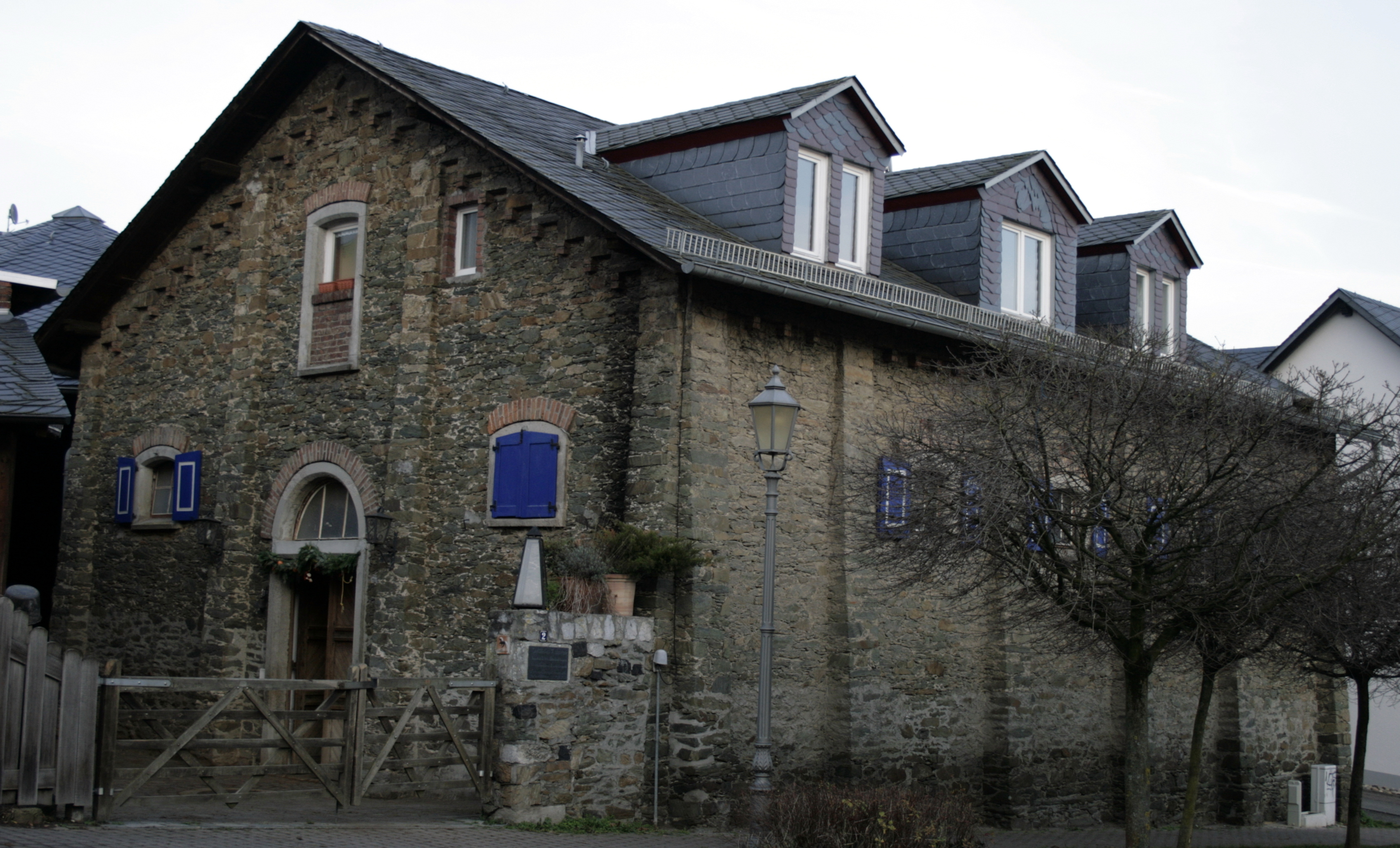
Hengststall

1860 wurde diese Stallanlage als Außenstelle des Hessischen Landgestüts Dillenburg errichtet. Der Satteldachbau wird vor allem durch die Kombination von Kalkstein und Sandstein mit Backsteinbögen im Mauerwerk geprägt. Pfeilerförmige Lisenen und ein Bogenfries gestalten die Fassade darüber hinaus. Auch die hinten angeschlossene Halle aus Fachwerk- und Holzelementen steht unter Denkmalschutz. Die großen Dachgauben wurden nachträglich eingebaut. 1992 endete die Nutzung durch das Landgestüt. Heute befindet sich ein privater Pferdehof in den Räumen. Adresse: Hundsanger Straße 2

### Turnhalle

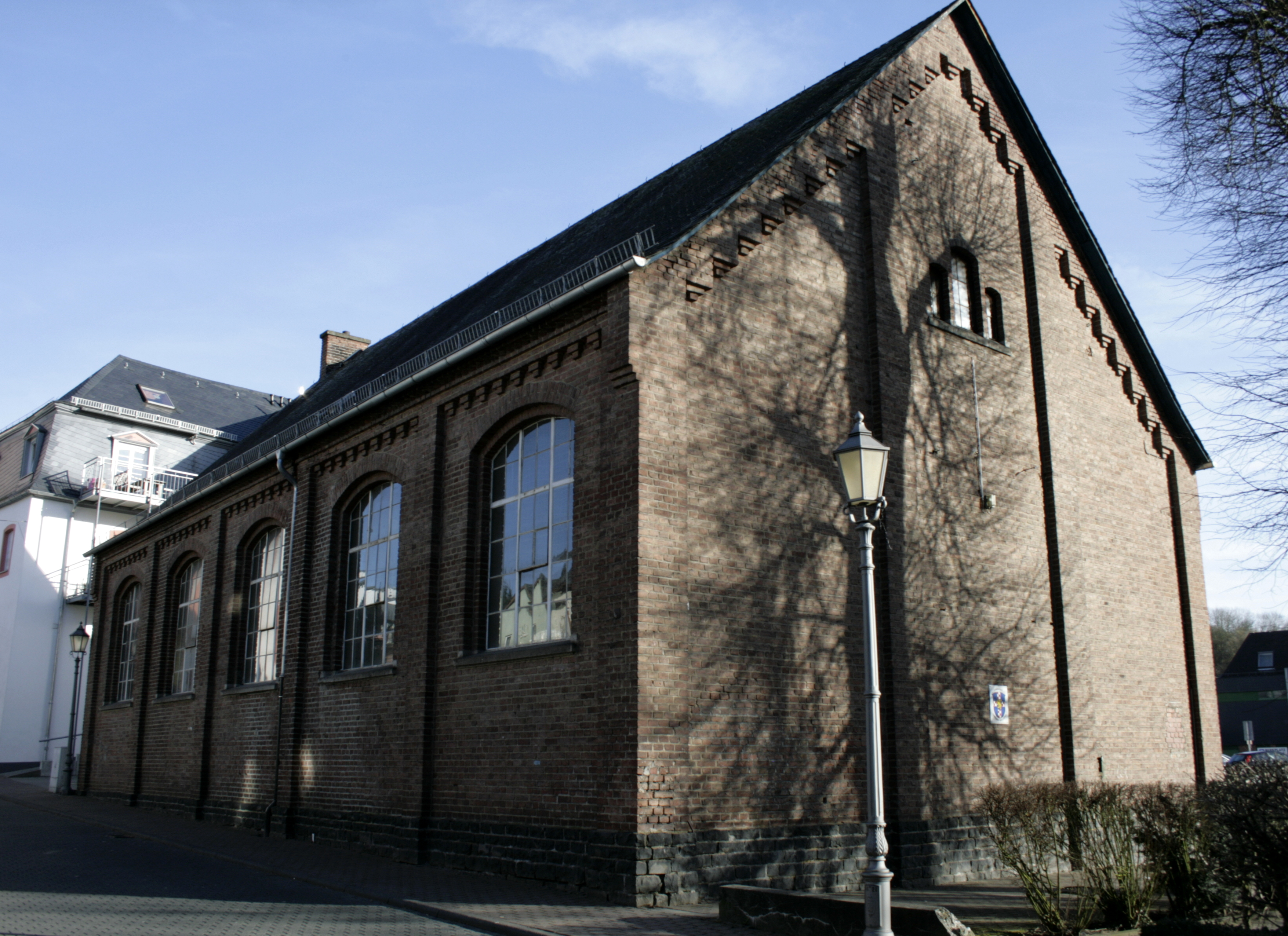
Turnhalle, Straßenfront, aus Nordwesten gesehen

Die Turnhalle in der Johann-Ludwig-Straße wurde 1902 in den ehemaligen Schlossgärten für das Gymnasium im Schloss errichtet. Es handelt sich um eine für die Jahrhundertwende typisch angelegte öffentliche Halle. In der Region sind solche Bauwerke allerdings selten. Klinkermauerwerk mit Lisenen und Stufenfries sowie große Fenster prägen das Bauwerk. Das hohe Satteldach zeigt innen offen seine Zugankerkonstruktion. Seit dem Umzug des Gymnasiums auf einen Standort am Stadtrand 1971 dient das Gebäude bis heute als Turnhalle der Grundschule Hadamar.

### Jüdischer Friedhof

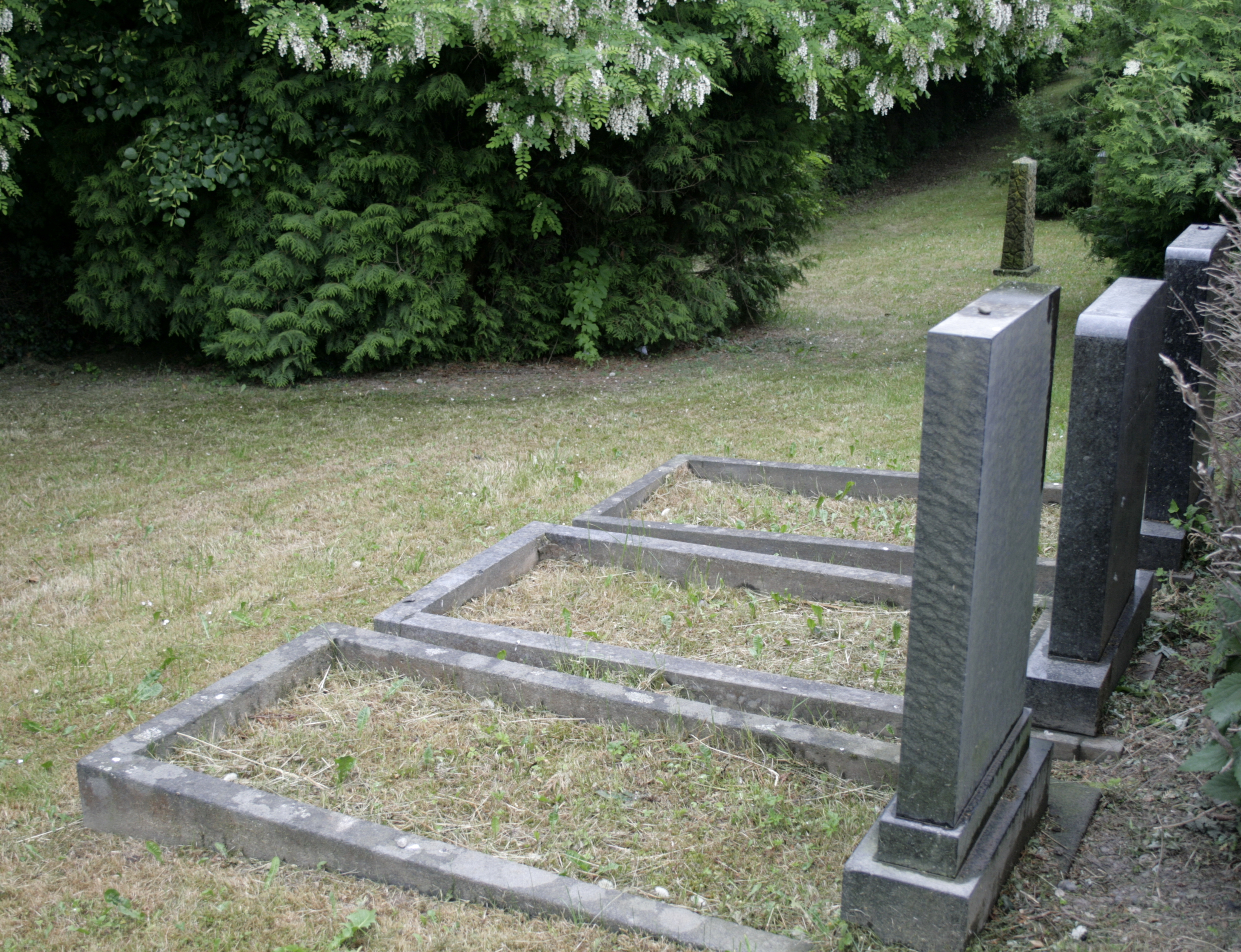
Jüdischer Friedhof

Vom ehemals größeren jüdischen Friedhof, auf dem bis 1942 Bestattungen stattfanden, ist heute nur noch ein lang gezogenes Grundstück übrig. Das restliche Gelände, bei dem es sich um den älteren Teil handelte, wurde noch während des Zweiten Weltkriegs mit Baracken überbaut. Einige Grabsteine wurden dabei als Fundamente missbraucht. Nach der Schändung sind heute nur noch rund 30 Grabsteine vorhanden. Die wenigen, an denen die Inschriften nicht zerstört wurden, stammen aus der Zeit um das Jahr 1900. Ursprünglich befand sich das Areal außerhalb der südlichen Grenze der eigentlichen Stadtgemarkung. 1970 wurde der Rest des Friedhofs, auf dem Gärten angelegt und Abfall abgekippt war, wieder hergerichtet und ein Gedenkstein für die jüdischen Hadamarer errichtet, die im „Dritten Reich“ umgebracht wurden.

### Alter Friedhof

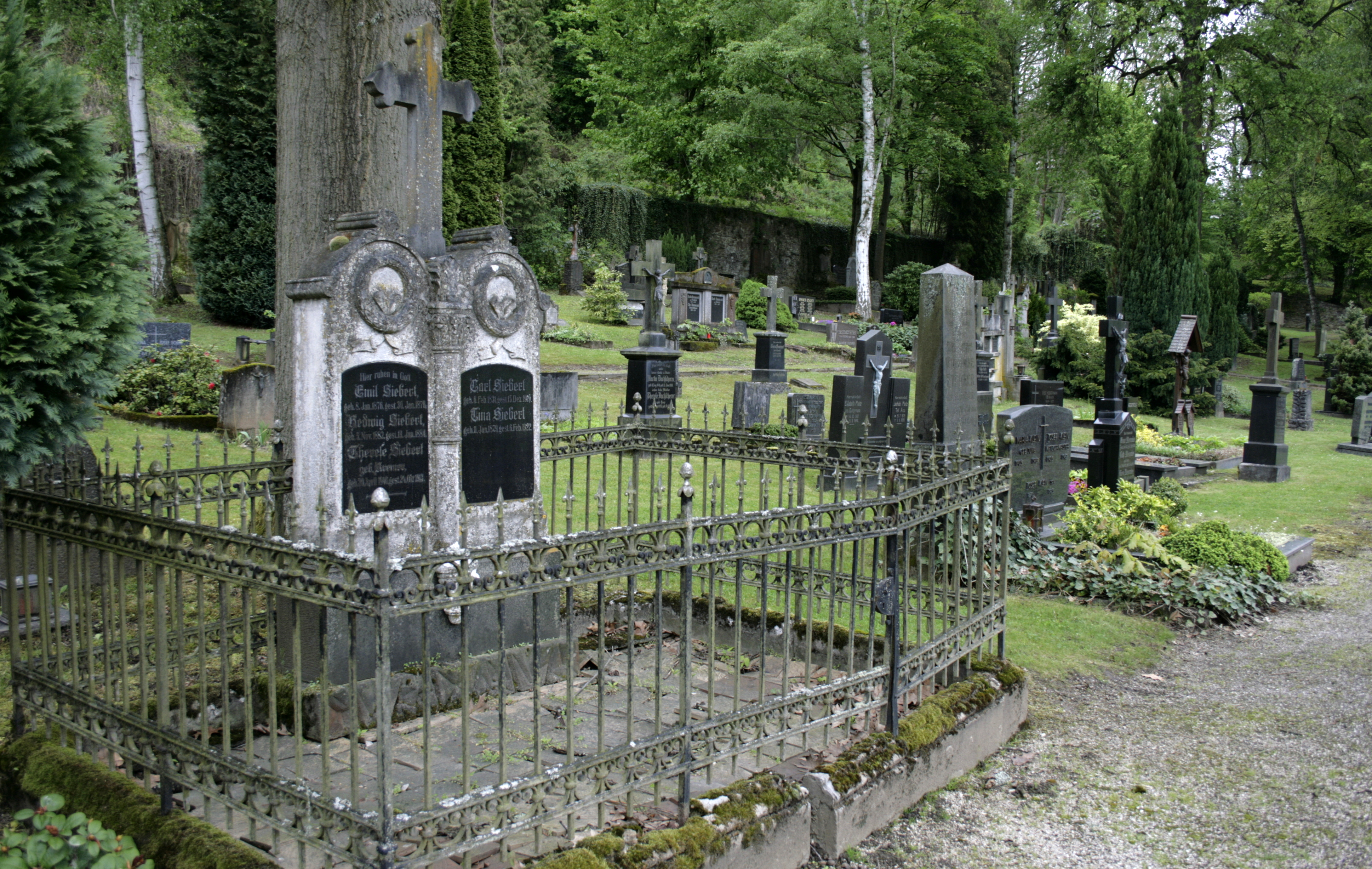
Repräsentatives Grabmal der Familie Siebert

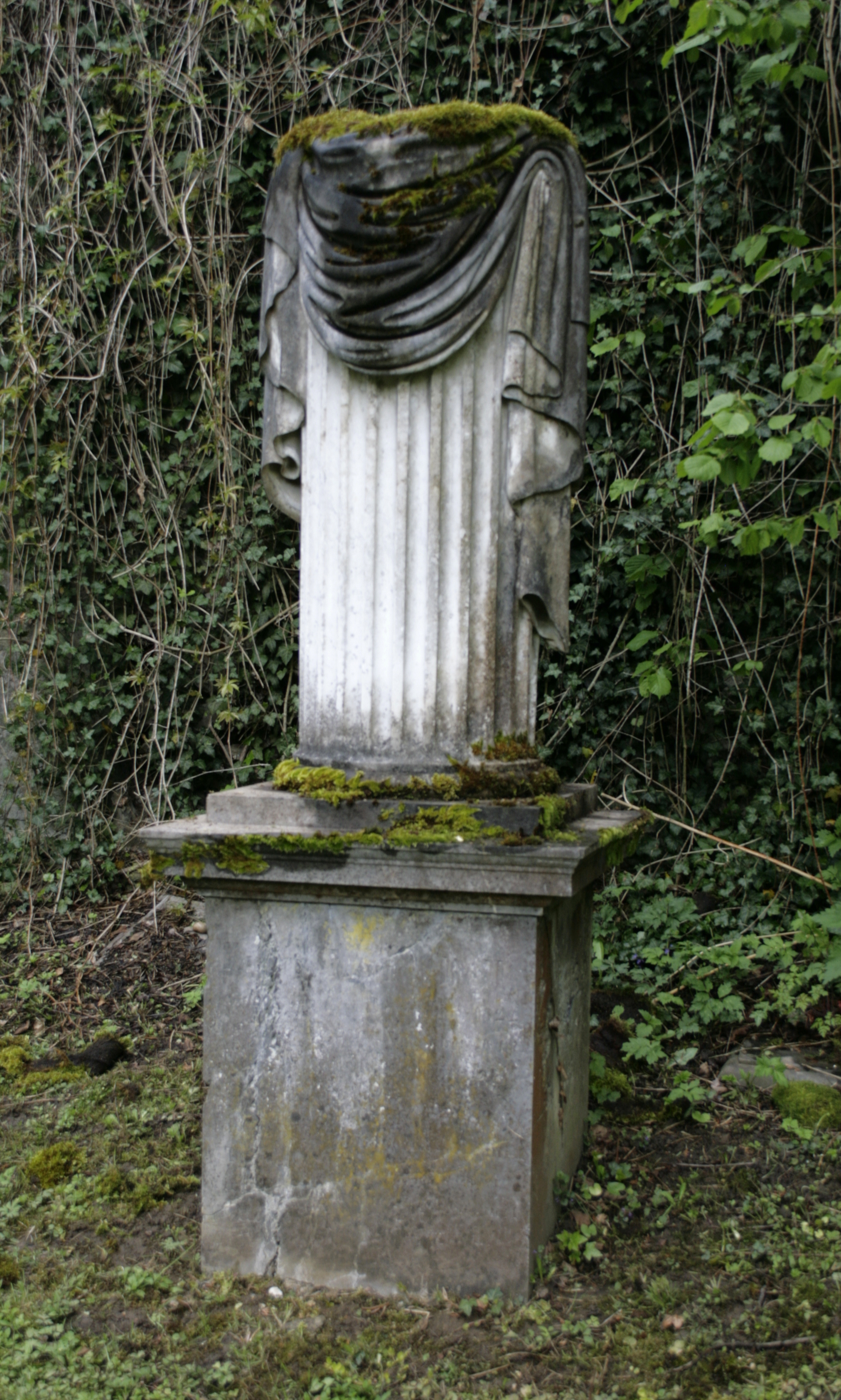
Säulentrommel auf dem alten Friedhof

Nördlich an die Liebfrauenkirche schließt sich der 1658 angelegte „Alte Friedhof“ an. Besonders treten die Grabmale an der westlichen Stützmauer zum Bahndamm hervor. An ihn sind zahlreiche kunstvolle Steinmetzarbeiten aus dem 19. und frühen 20. Jahrhundert angelehnt. Größte Grabstätte ist die der Familie Gerlach-Lehnhardt, eine tempelartige Kalksteinkonstruktion mit einem Fries, der das Jüngste Gericht darstellt. Besondere bildhauerische Kunstfertigkeit zeigt eine Säulentrommel mit abgelegtem Totengewand von 1849. Zudem finden sich einige besonders frühe Natursteingräber. Kurz nach 1900 wurde der Friedhof nach Norden erweitert. Zahlreiche Grabmale aus dieser Epoche sind erhalten geblieben.
Seit etwa 1970 finden auf dem Friedhof nur noch vereinzelt Beisetzungen statt. Als Hauptfriedhof wird seitdem der neu angelegte Friedhof auf dem Herzenberg genutzt.

### Ehemaliges Rat- und Zunfthaus

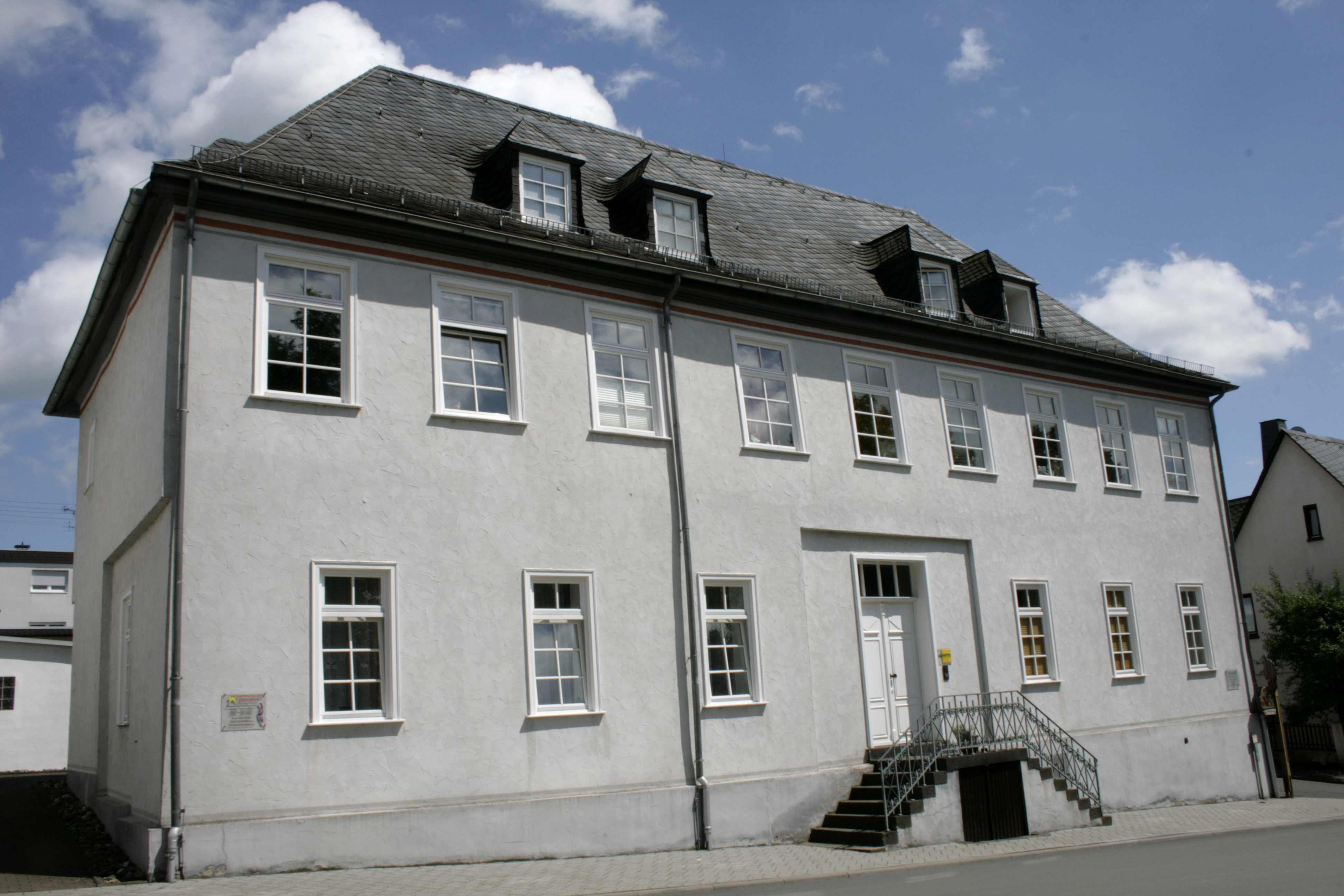
Das ehemalige Rat- und Zunfthaus am Neumarkt

Nach der planvollen Neuerrichtung der Stadt erhielt das damals neue Rathaus 1693 eine exponierte Position am Ostende des Neumarkts. Bei dem zweistöckigen Bau mit Walmdach handelte sich damals um das größte Fachwerkgebäude der gesamten Stadt. Im Erdgeschoss befindet sich ein großer, stützenfreier Saal. 1818 zog die Stadtverwaltung in das heutige Rathaus am Untermarkt um. Dessen heutiger Glockenturm befand sich ursprünglich auf dem Gebäude am Neumarkt, wurde aber mit dem Umzug auf das neue Rathaus versetzt. Das alte Rathaus wurde zur Knopfmanufaktur mit darüber liegenden Wohnräumen. Bei dieser Umwandlung verschwanden auch der repräsentative Vorbau über dem Eingang sowie der wahrscheinlich vorhandene fränkische Erker. Das Gebäude befindet sich heute in Privatbesitz und wird als Wohn- und Bürohaus genutzt. Adresse: Nonnengasse 1.

### Synagoge
Siehe Hauptartikel Synagoge

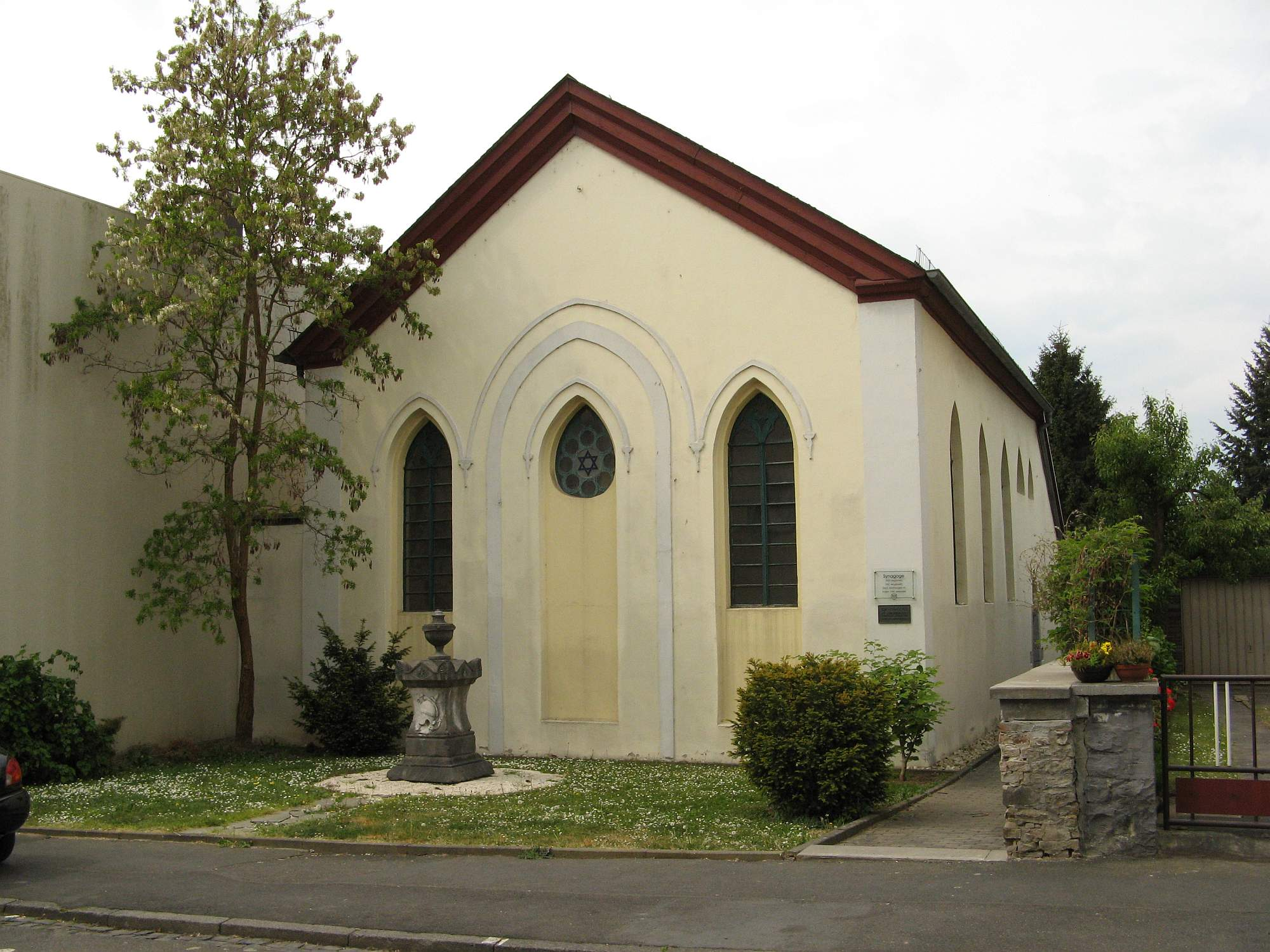
Ehemalige Synagoge

1841 wurde die neue Synagoge in der Nonnengasse als Ersatz für einen älteren Bau in der Judengasse errichtet. Der Rechteckbau ist klassizistisch geprägt, weist aber einzelne neogotische Elemente auf.

### Neues Rathaus

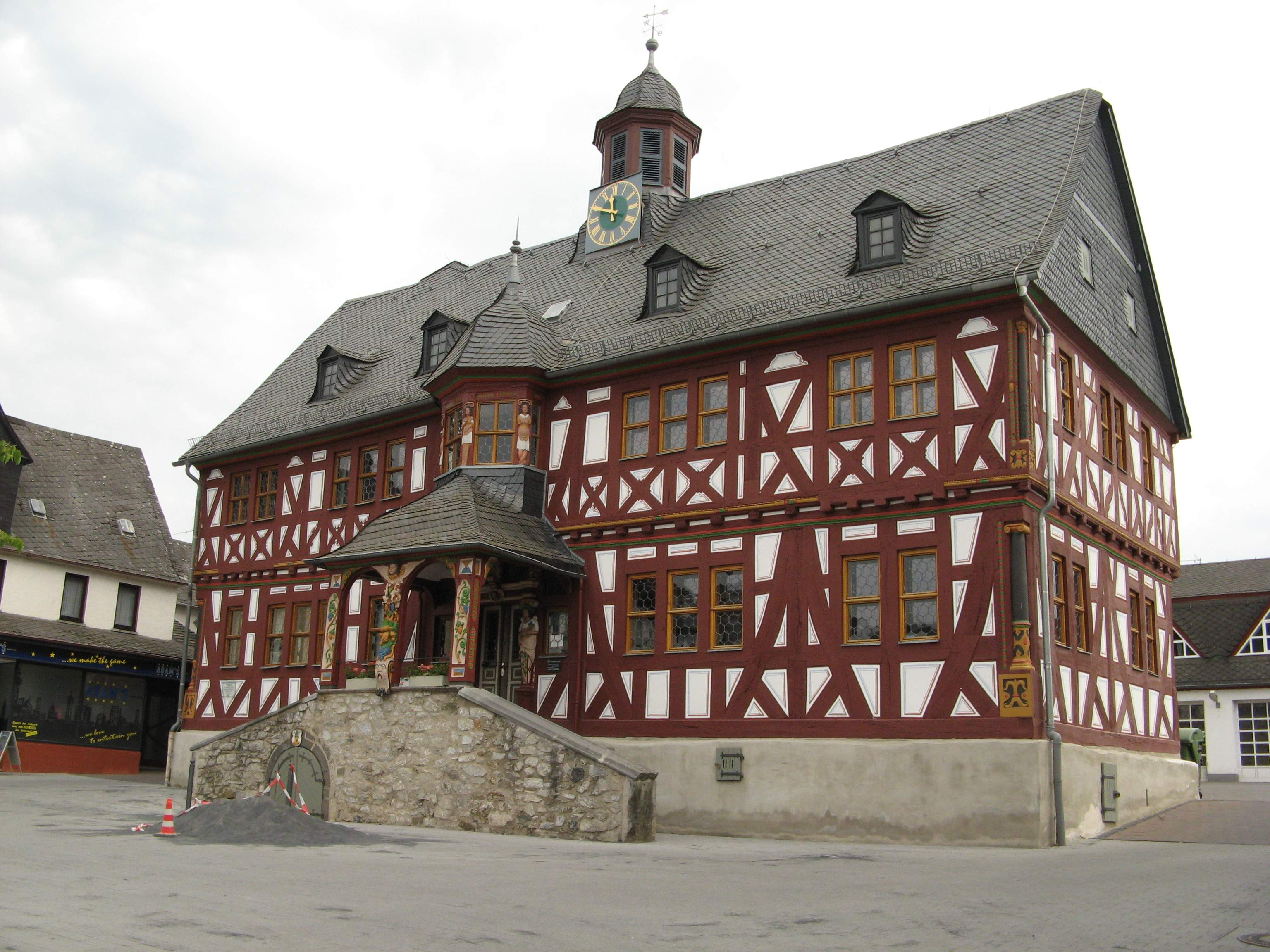
Rathaus Hadamar

Das Gebäude wurde 1639 als Sitz von Andreas von Meuser, gräflicher Sekretär und Landschultheiß des Dehrner Cents, errichtet. Durch seine Position an der Kopfseite dominiert es den Untermarkt. Der später als Schule genutzte Ostflügel mit Mansarddach entlang der Schulstraße wurde noch im 17. Jahrhundert angebaut. 1818 wurde das Gebäude Rathaus und erhielt den am heute noch vorhandenen Vorgängerbau Nonnengasse 1 abmontierten, behaubten Glockenturm. Die reich mit Schnitzereien verzierte Laube über der Freitreppe datiert auf 1643. Sie wird von einem Schweifdach und einem fünfseitigen Erker gekrönt. Zu Seiten des Eingangs stützen Herkules und eine Frauenfigur das ansonsten vor allem floral beschnitzte Gebälk. Innen findet sich eine einfache Barocktreppe.
Ein rechts an das Rathaus anschließender Torbogen wurde 1999 abgetragen, um den Baufahrzeugen für die Errichtung des angrenzenden Stadtverwaltungs-Neubaus Durchfahrt zu gewähren. Die geplante Wiedererrichtung fand nicht statt, um Feuerwehrfahrzeugen genügend Raum zu lassen und weil sich während der von 2003 bis 2005 dauernden Sanierung des Rathauses herausstellte, dass der statische Druck des Torbogens für einen Teil der Schäden an dem Gebäude verantwortlich war. Bei dieser Rathaus-Sanierung kam das bis dahin teilweise verputzte Fachwerk wieder zum Vorschein. Adresse: Untermarkt 1.

Rathaus Hadamar
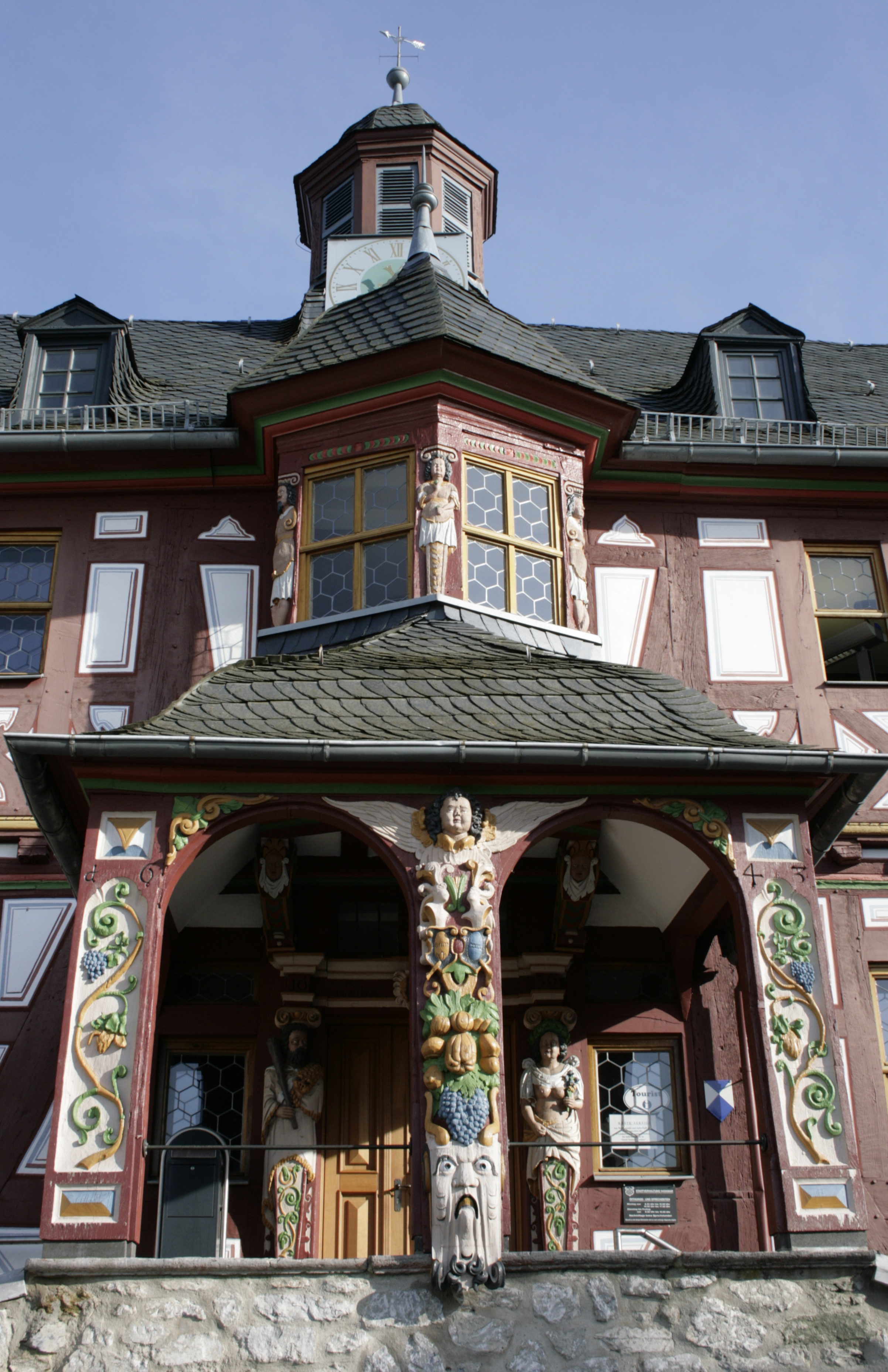
Laube über der Freitreppe
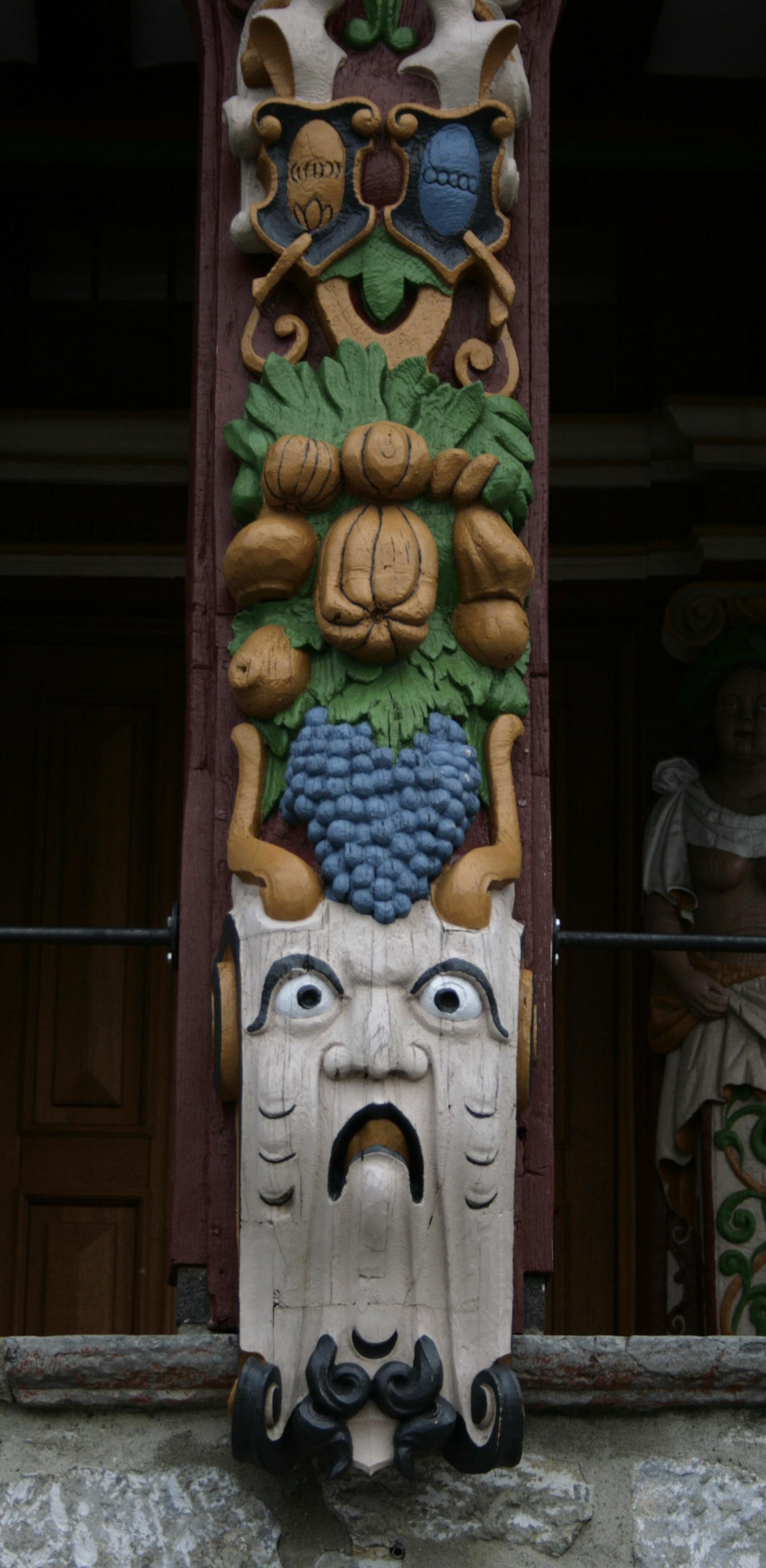
Detail des Schnitzwerks an der Laube
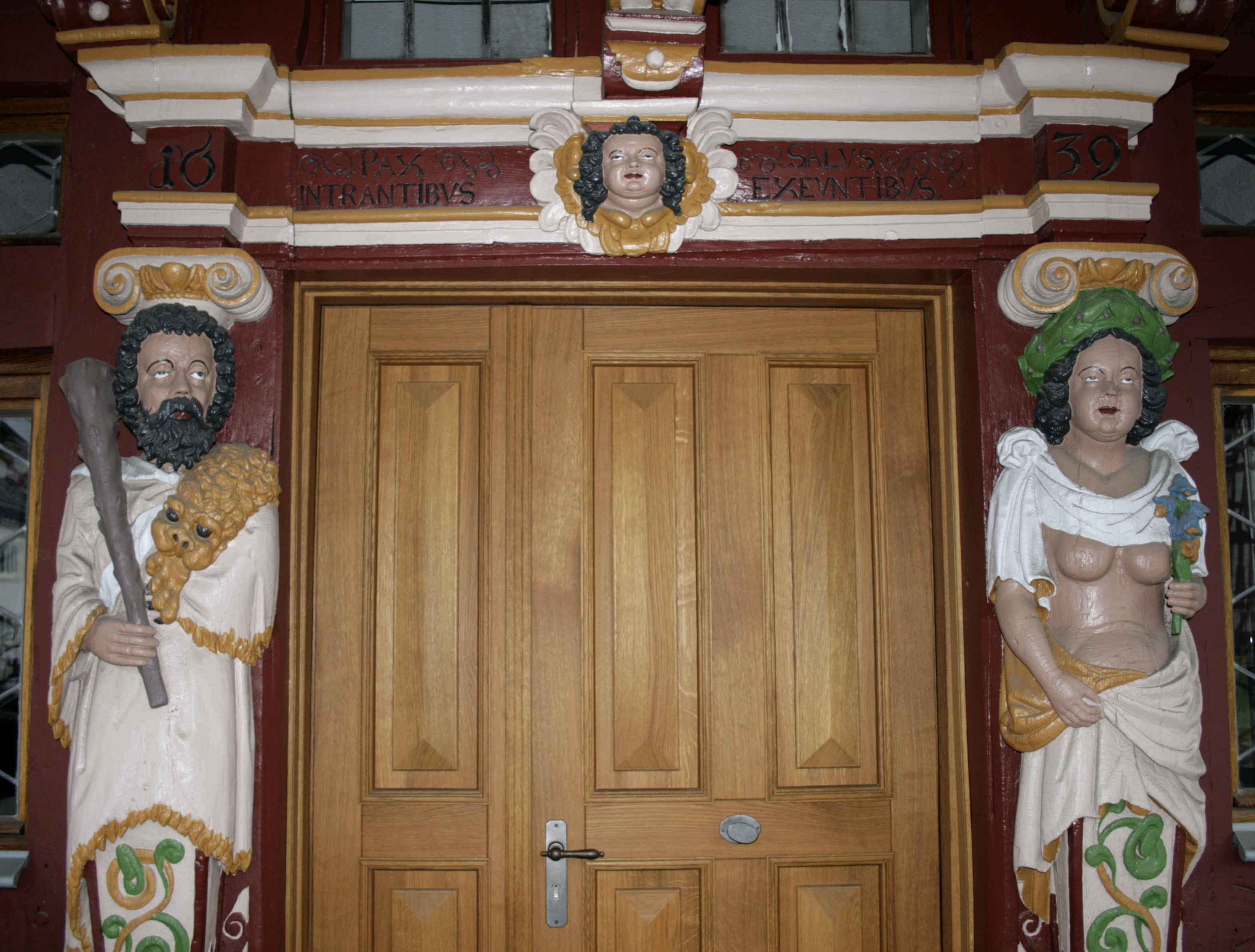
Rathaustür mit flankierenden Figuren

### Hoheholzkapelle
Die Feldprozessionskapelle befindet sich auf einer Anhöhe in der Gemarkung „Hohes Holz“ westlich der Stadt. Ursprünglich reichte ein geschlossenes Waldgebiet bis an dieser Stelle an die Straße nach Hundsangen heran. Zudem kreuzten sich dort ein Weg zwischen der Stadt und dem Hofgut Schnepfenhausen sowie zwischen Niederhadamar und Niederzeuzheim. Zunächst befand sich dort ein Bildstock, der vermutlich eine Rolle in Flurprozessionen spielte, allerdings erst 1650 urkundlich erwähnt wurde.
1699 ließ Fürst Franz Alexander den Bildstock durch eine Kapelle ersetzen. Von diesem Zeitpunkt an führten auch die Fronleichnamsprozessionen der Pfarreien Niederhadamar, Niederzeuzheim, Oberweyer und Offheim dorthin. Im 19. Jahrhundert wurden die drei ursprünglich offenen Seiten der Kapelle zugemauert. Außen schmücken abgeschrägte Ecken und Lisenen den quadratischen Bau. Ein zweiteiliges Haubendach krönt das Gebäude. Der Altar stammt aus dem späten 18. Jahrhundert. Ebenfalls im 18. Jahrhundert wohnte an der Kapelle ein Eremit, der das Gotteshaus betreute.
Im Winter 1813/14 wurden Massengräber für rund 500 Tote rund um die Kapelle angelegt. Sie stammten von durchziehenden Truppen und einem in der Stadt eingerichteten preußischen Lazarett im Rahmen der Befreiungskriege. Die Gräber sind heute nicht mehr sichtbar. 1913 wurde rund 200 Meter westlich der Kapelle ein Steinkreuz errichtet, das an die Bestatteten erinnert. In der zweiten Hälfte des 20. Jahrhunderts wurde ein Bauernhof unmittelbar südlich an die Kapelle angrenzend angelegt.
In den 1990er Jahren wurden zwei möglicherweise noch bauzeitliche Linden vor der Kapelle gefällt, da sie morsch geworden waren. Heute finden keine Prozessionen zur Hoheholzkapelle mehr statt, lediglich am Dreifaltigkeitssonntag wird dort ein Gottesdienst gefeiert.

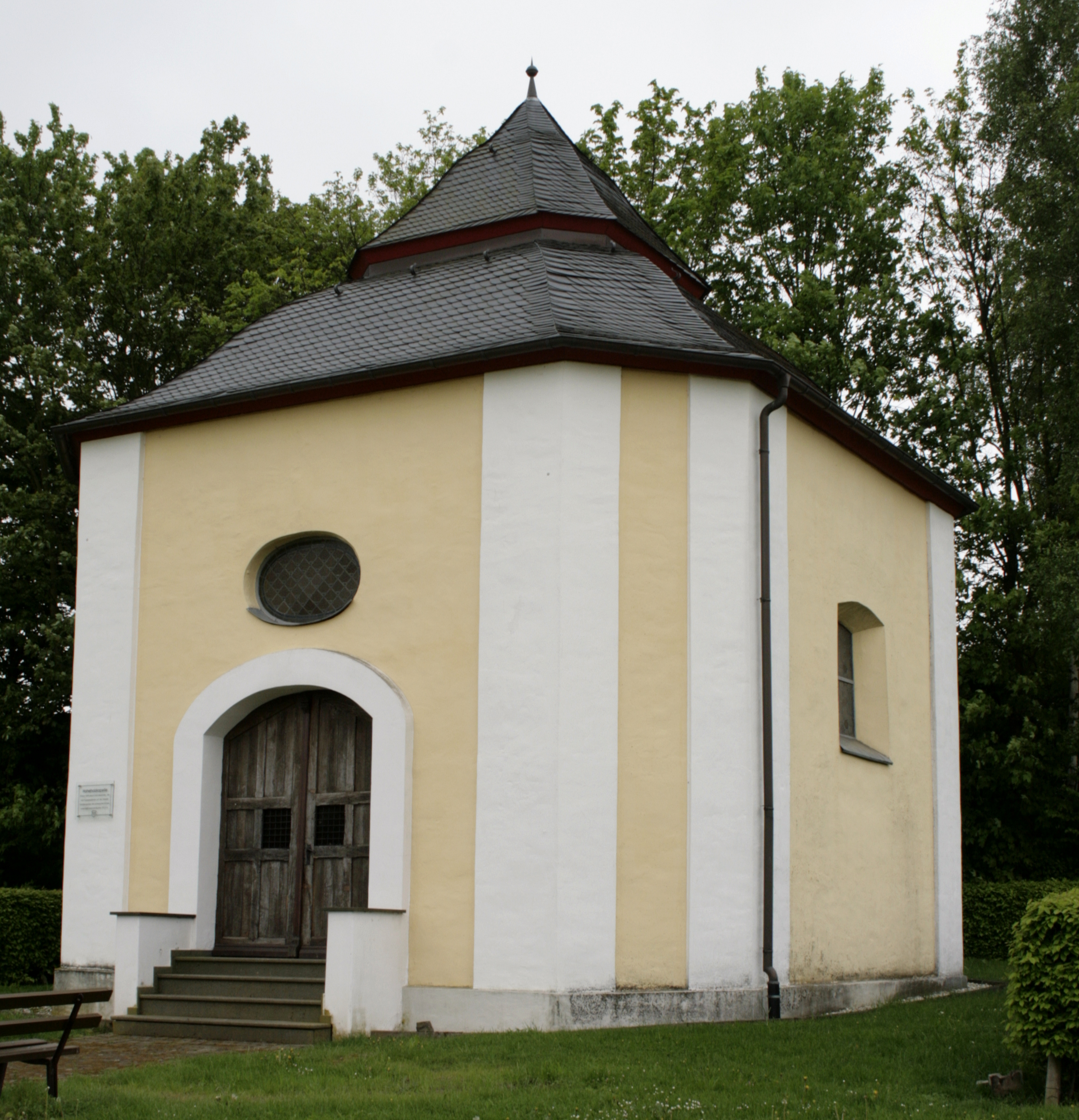
Hoheholzkapelle
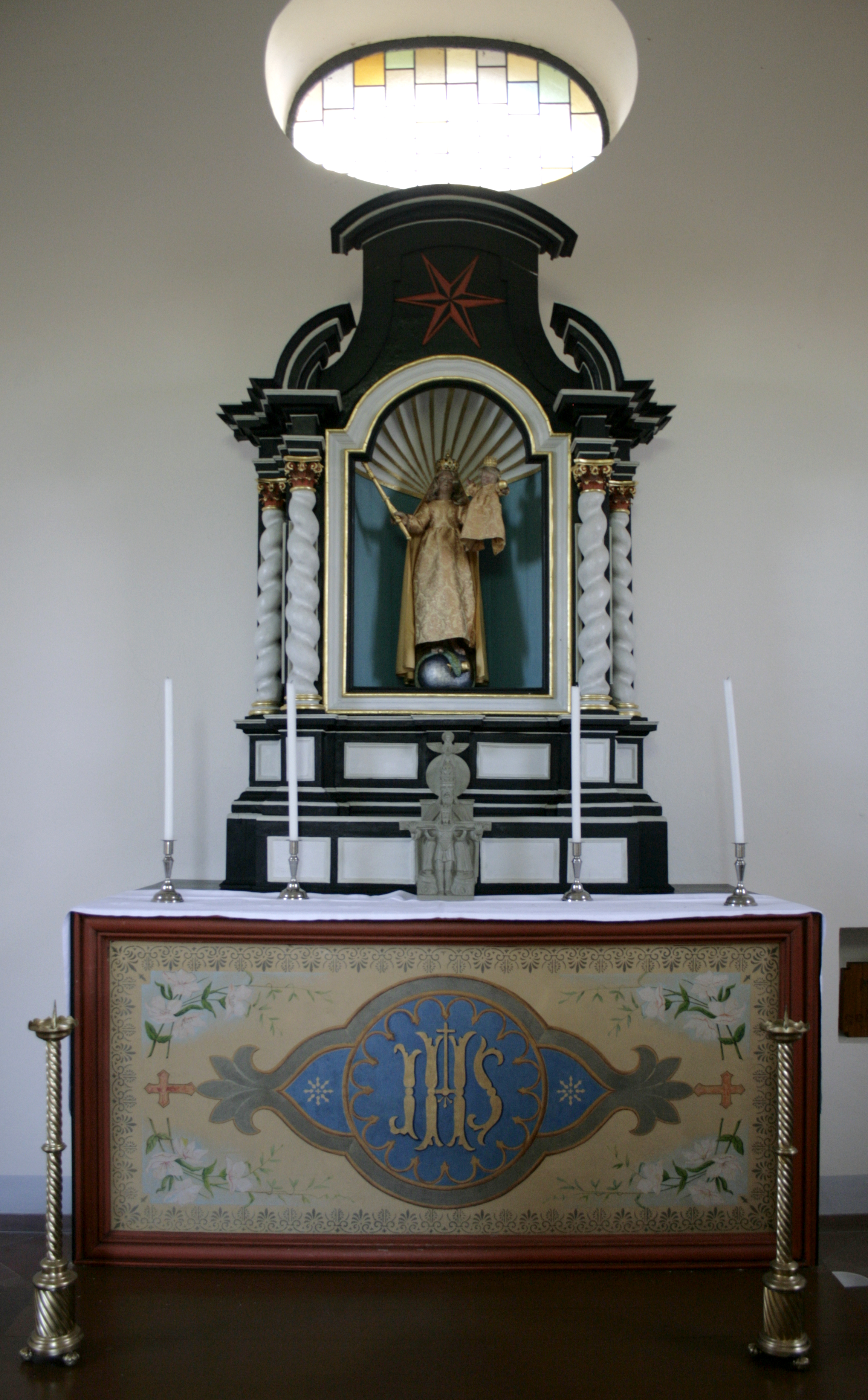
Altar der Kapelle
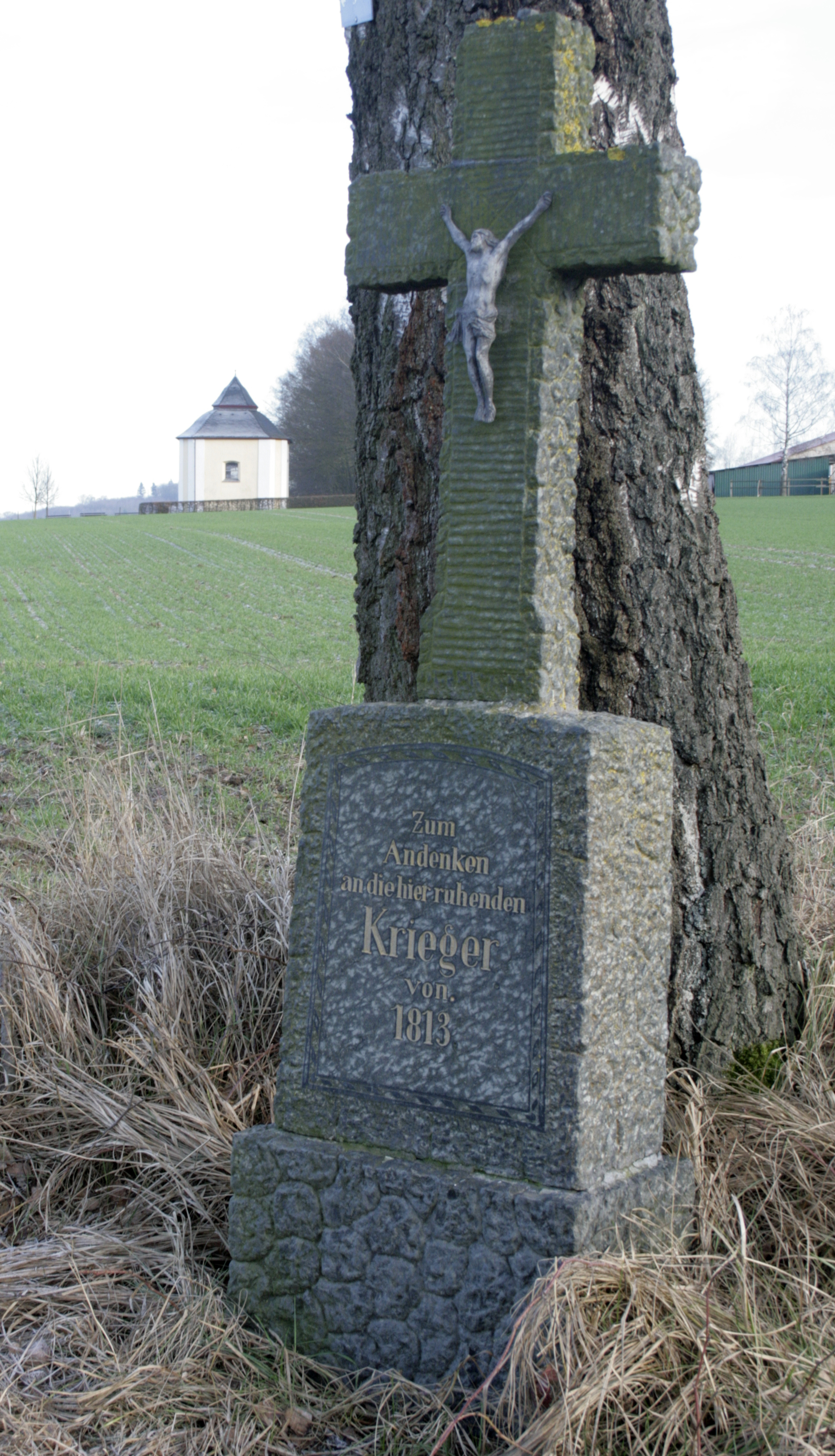
Gedenkkreuz für Massengräber, Kapelle im Hintergrund

## Borngasse

### Haus Ohlenschläger

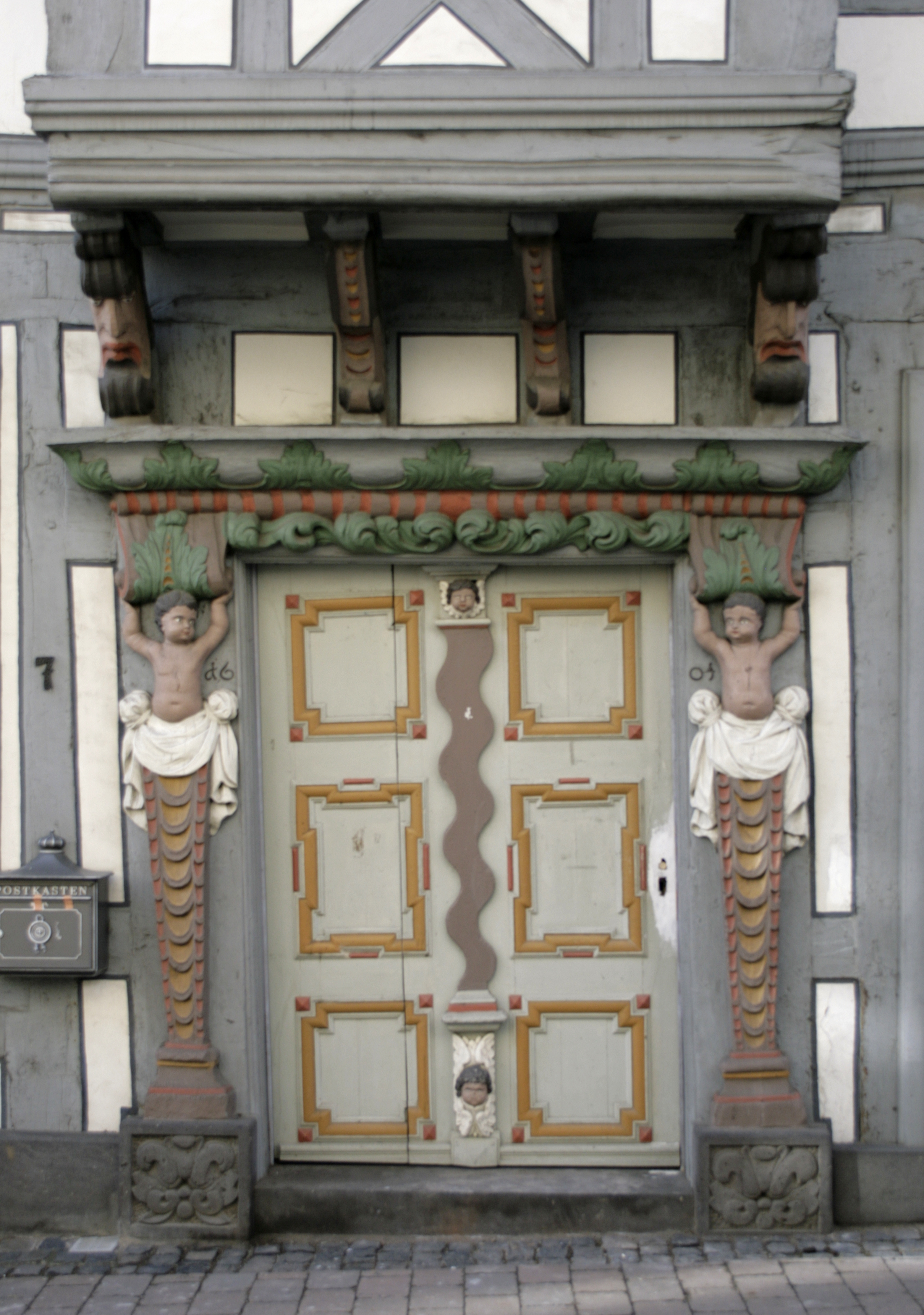
Borngasse 7, Portal

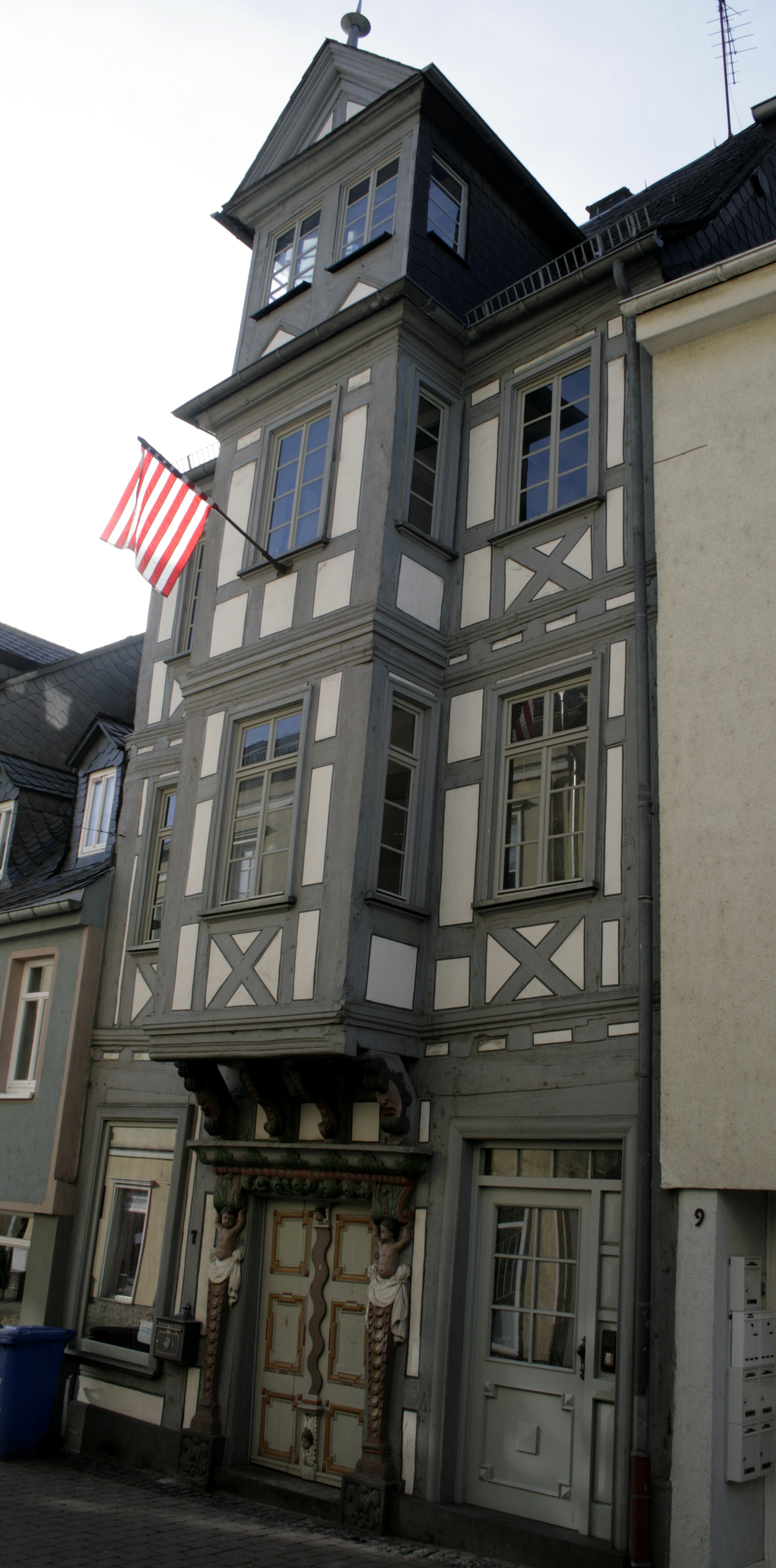
Borngasse 7

Es handelt sich um das einzige dreigeschossige Haus der Borngasse in der frühen, barocken Bauphase des Straßenzugs. Damit war es ein in dieser Zeit besonders hervorgehobenes Gebäude, vermutlich im Auftrag eines Beamten am fürstlichen Hof errichtet. Hervorstechendes Bauteil ist ein über die beiden Obergeschosse reichender und mit einem Zwerchhaus gekrönter Erker. Das übrige Fachwerk ist weitgehend schmucklos und in späteren Bauphasen teilweise verändert worden. Einer Schnitzerei auf dem Türsturz zufolge wurde das Haus 1694 errichtet. Heutige Adresse: Borngasse 7

### Borngasse 11

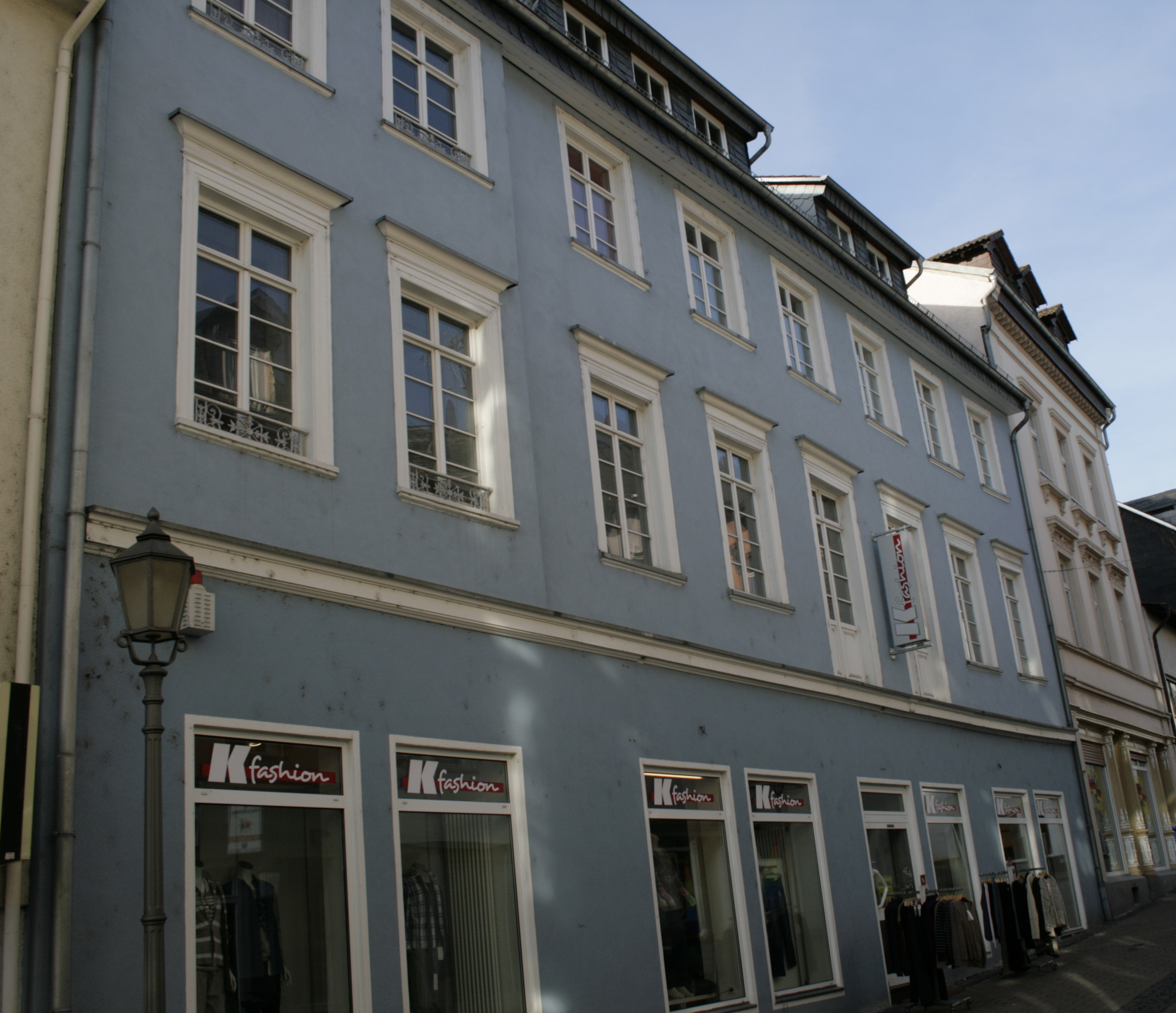
Borngasse 11

1830 entstand durch die Zusammenfassung zweier barocker Häuser ein großes, dreistöckiges Bürgerhaus. Über das Fachwerk wurde ein Putz mit klassizistischer Fassadengestaltung gelegt. Möglicherweise beherbergte das Gebäude zeitweise auch einen Gasthof. Das Gebäude ist das besterhaltene Beispiel für die Umgestaltung der Architektur in der Borngasse im 19. Jahrhundert. Im Erdgeschoss ist die historische Bausubstanz durch eine moderne Ladenfront weitgehend zerstört.

### Borngasse 13

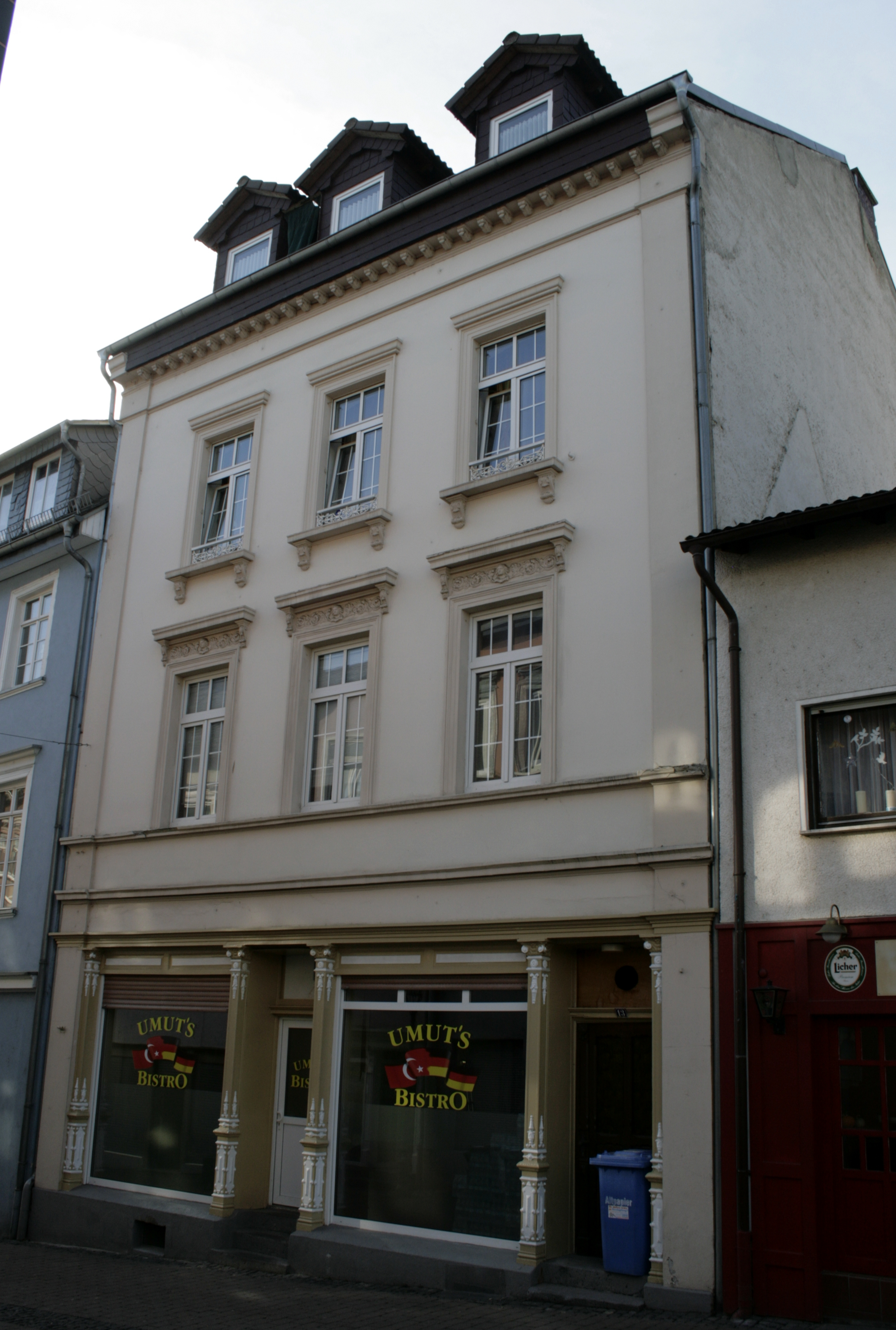
Borngasse 13

Wo das Nachbarhaus ein Beispiel für die Gestaltung des frühen 19. Jahrhunderts ist, repräsentiert Borngasse 13 den Baustil am Ende des Jahrhunderts. Fensterbrüstungen, Formfriese und im Erdgeschoss gusseiserne Säulen gestalten die Fassade.

### Nassauer Hof

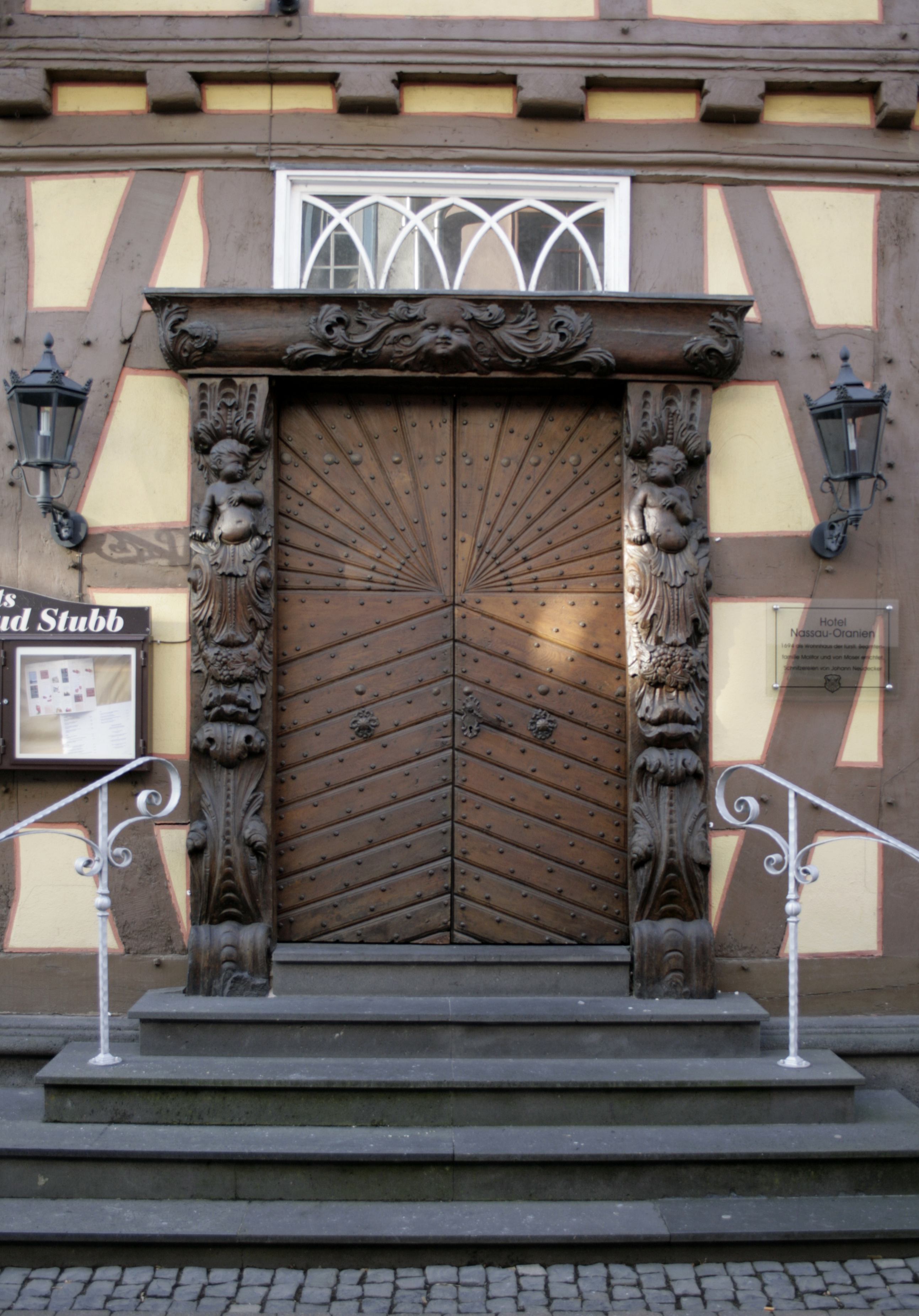
Tür des Nassauer Hofs

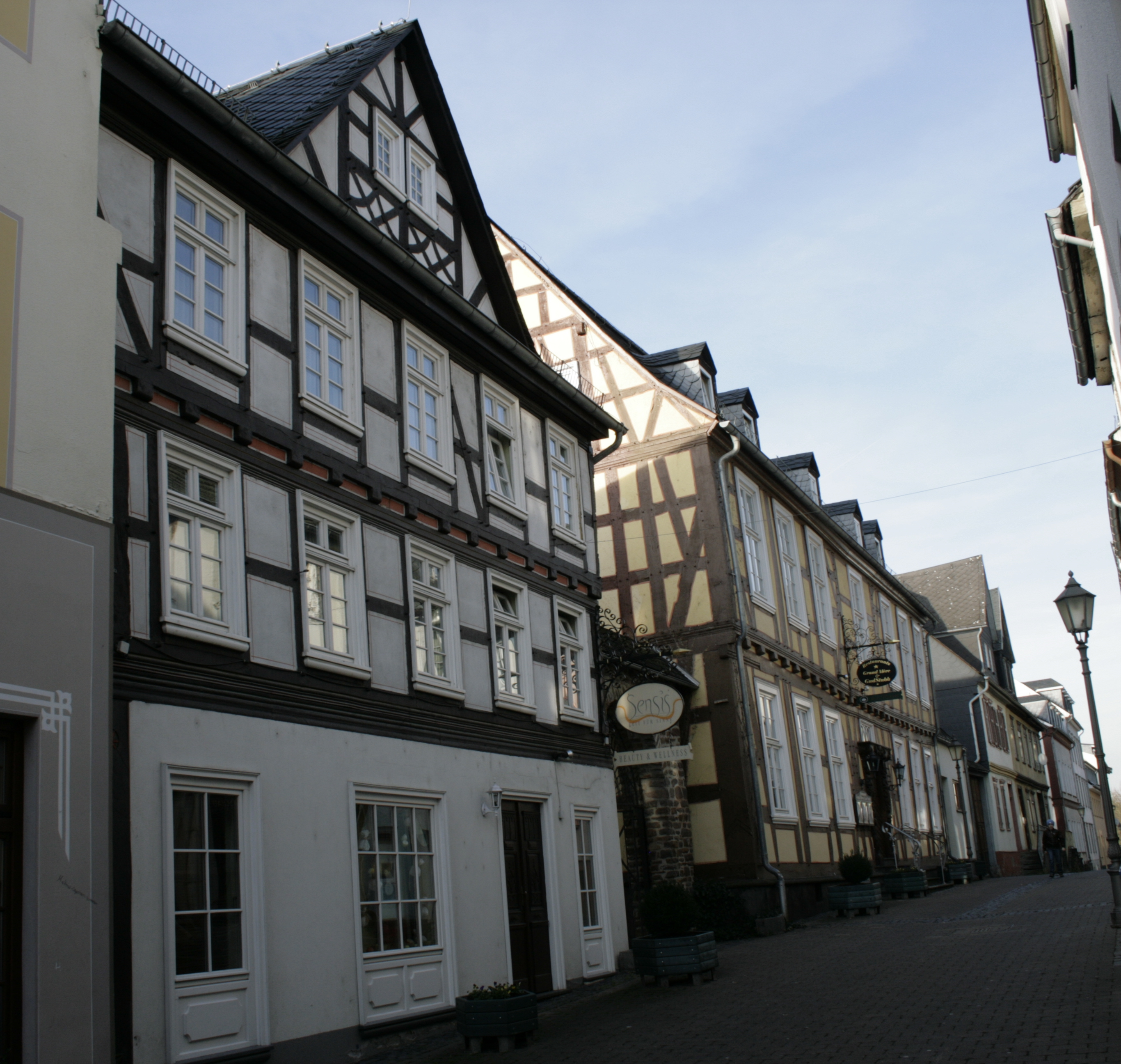
Nassauer Hof, Gesamtansicht aus Süden

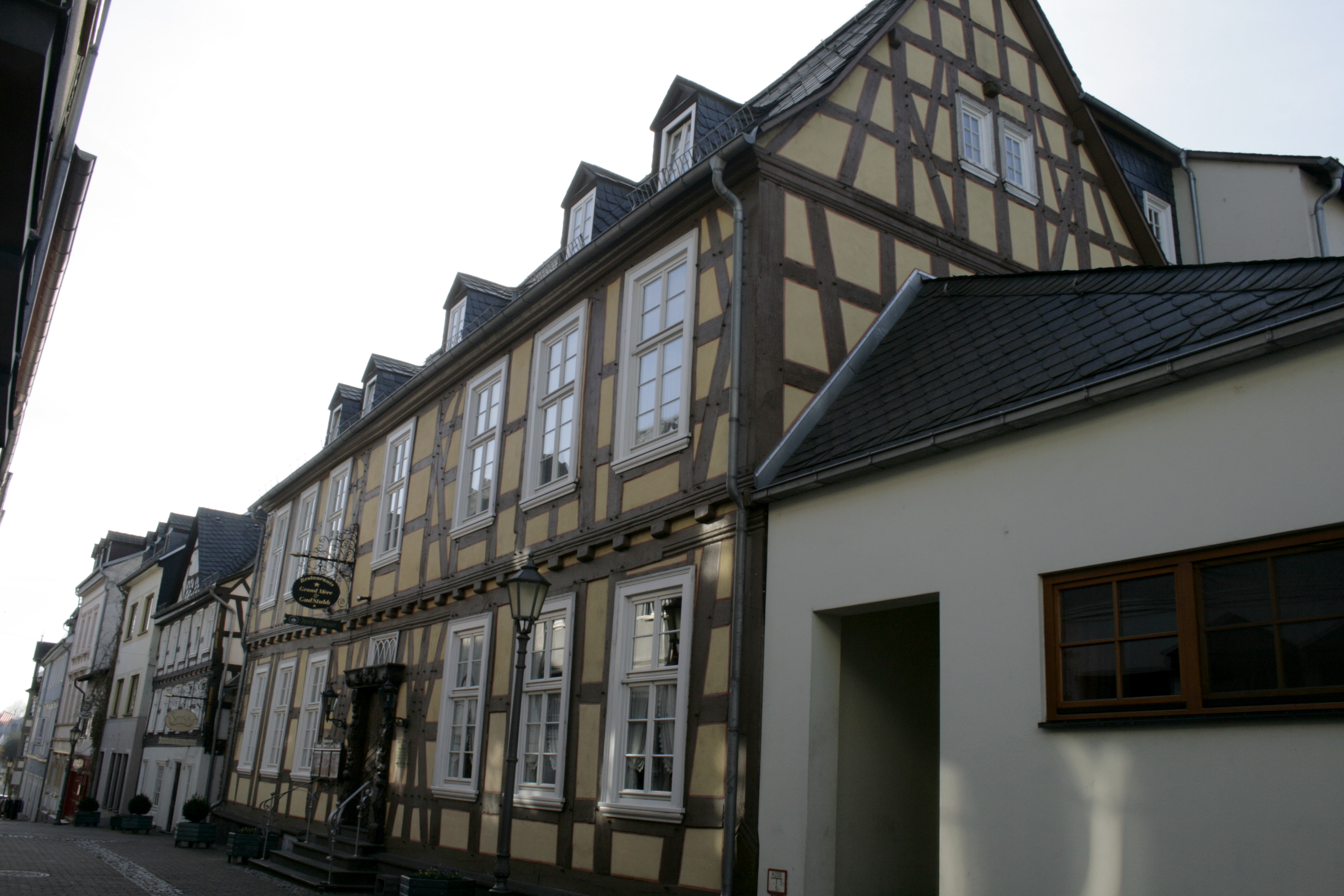
Nassauer Hof, Haupthaus aus Norden gesehen

Der große Fachwerkbau in der Borngasse beherbergte zeitweise die Posthalterei und ist heute wieder Teil eines Hotels. Das zweigeschossige Gebäude wird auf die Zeit um 1700 datiert. Als Bauherren treten die Beamtenfamilien Molitor und von Moser auf. Möglicherweise handelte es sich ursprünglich um ein Doppelhaus. Wichtigstes Baudetail ist das zwischen 1690 und 1708 im Stil des Hadamarer Barock von Johann Neudecker dem Älteren geschaffene Portal. Putten, als Akanthen ausgeführte Voluten und eine Maske über dem Sturz schmücken diesen Eingang. Ebenfalls wertvoll ist eine über drei Stockwerke reichende, aus einem einzigen Baumstamm gedrechselte Treppe im Inneren des Hauses.
Im 19. Jahrhundert wurde der Mittelerker entfernt und die Fenstergestaltung zur heutigen Form verändert. In dieser Zeit wurde das Haus unter dem Namen „Nassauer Hof“ zur Gaststätte mit großem Tanzsaal. Vom 15. bis 21. September 1865 beherbergte das Gebäude den Generalstab von Adolf von Nassau im Deutschen Krieg. Adresse: Borngasse 21.

### Alte Seifenfabrik

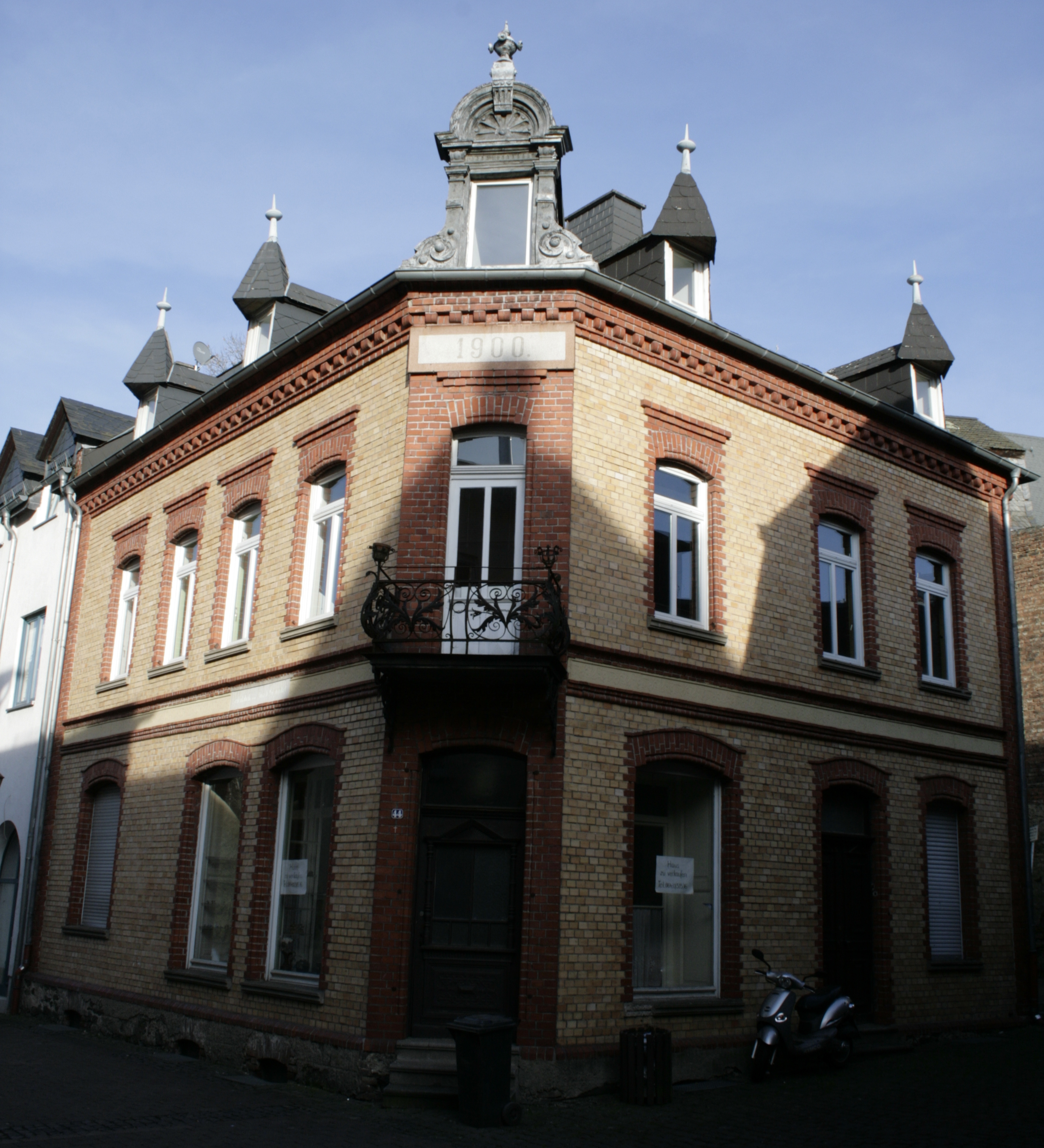
Alte Seifenfabrik

Am nördlichen Ende der Borngasse gibt dieses Wohn- und Geschäftshaus einen Eindruck der Architektur um 1900. Variantenreiches Klinkermauerwerk prägt die Fassade. Besonders aufwendig ist der Zwerchhausgiebel verziert. Hoftor und Balkon weisen reichen Schmiedeeisen-Schmuck auf. Adresse: Borngasse 44.

### Borngasse 23/25

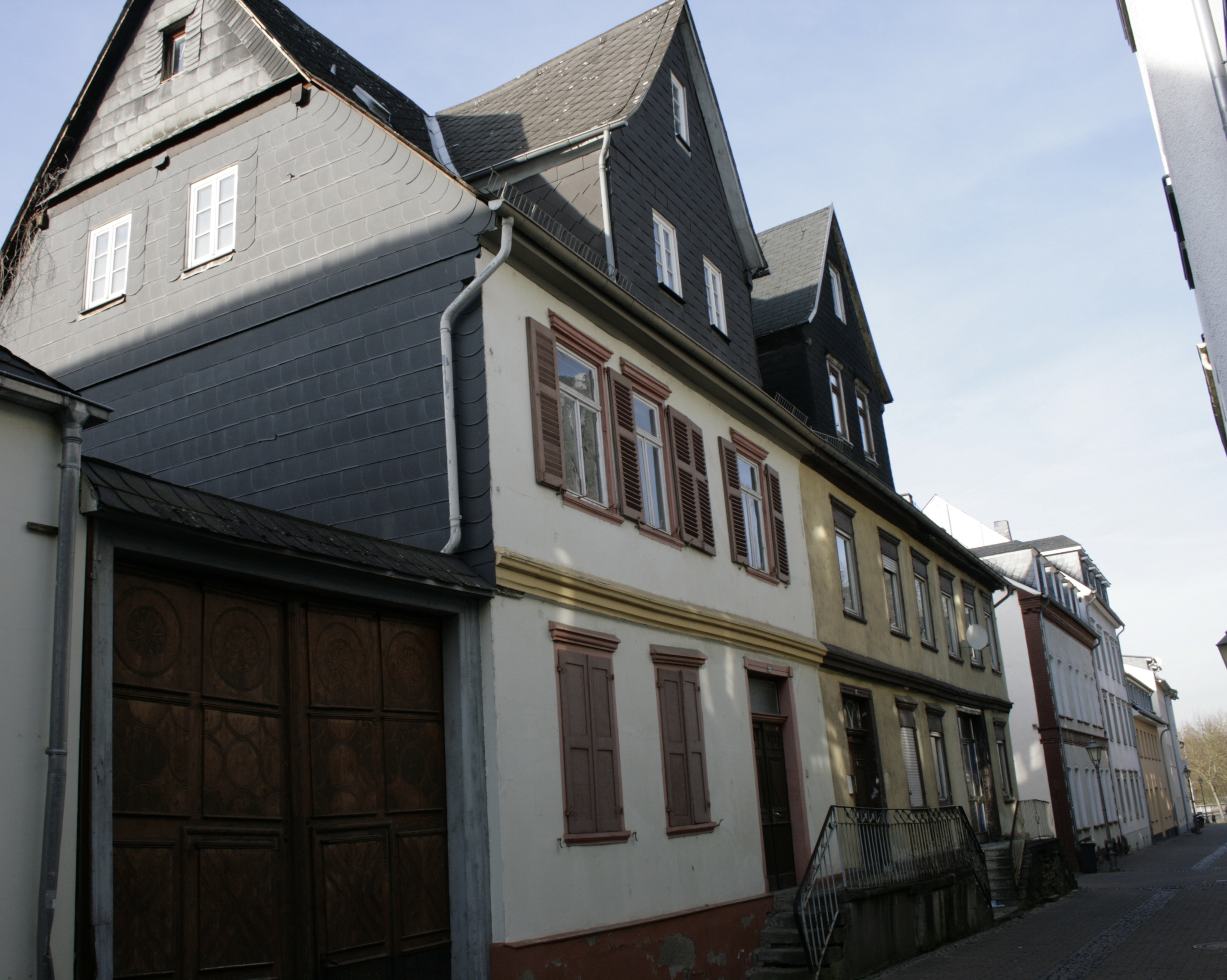
Borngasse 23/25

Dieses Doppelhaus mit zwei großen Zwerchhäusern stammt im Kern aus der Zeit um 1700, wurde aber erheblich verändert. Um 1800 wurden die Freitreppen angelegt, als das Haus die erste Druckerei Hadamars beherbergte. Im 19. Jahrhundert wurde das Gebäude verputzt, Türen und Fenster umgestaltet.

### Borngasse 32

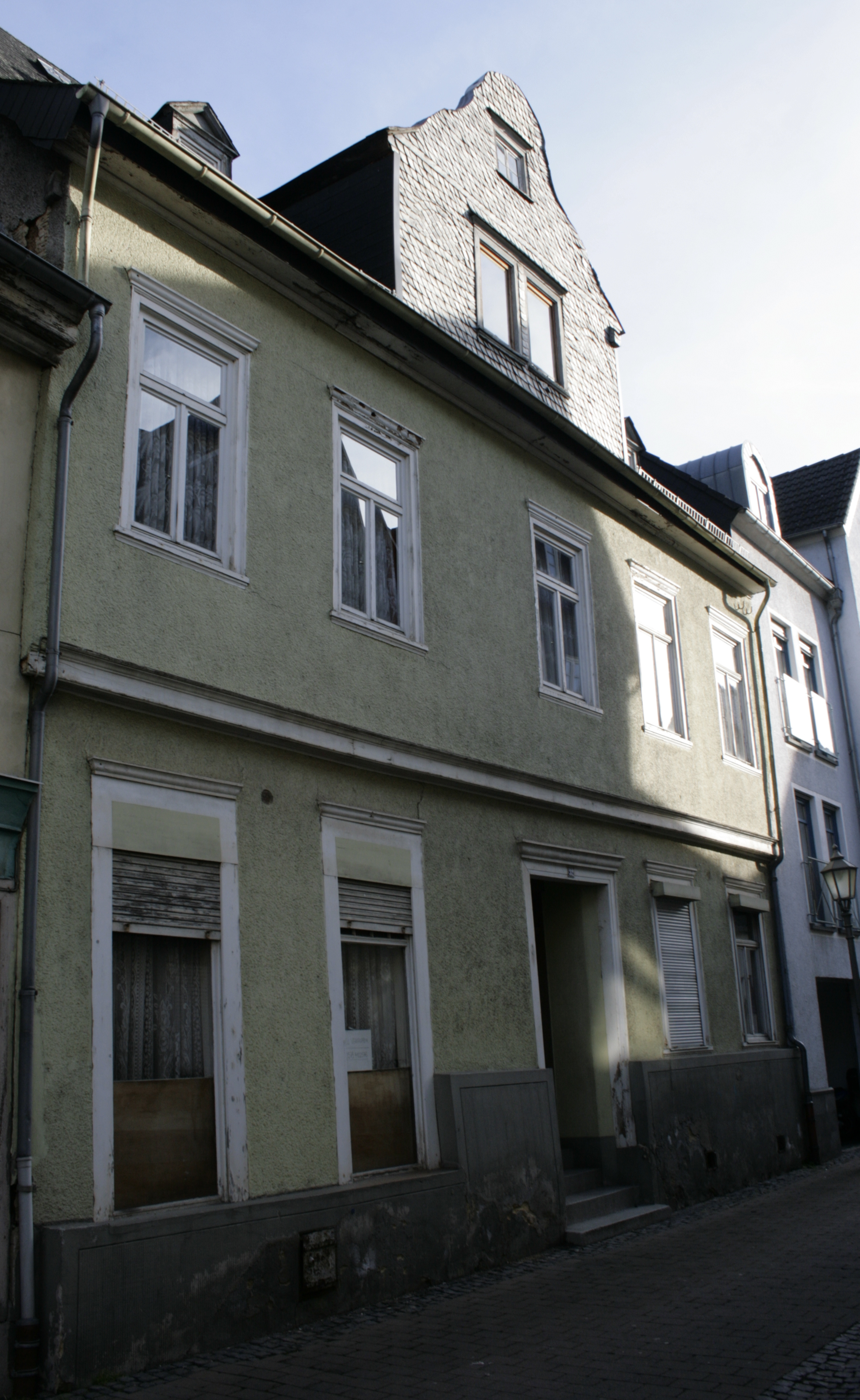
Borngasse 32

Das Gebäude zeigt trotz späterer Überformung noch vergleichsweise viel von der ursprünglichen Gestaltung aus der Bauzeit zwischen 1650 und 1750. Durch die größere Höhe sowie die Wellengiebel des Zwerchhauses ist das Gebäude hervorgehoben. Im 19. Jahrhundert wurde das Haus verputzt und die Fassade spätklassizistisch umgestaltet. Die reich beschlagene, biedermeierliche Haustür sticht hervor.

## Schulstraße

### Schulstraße 2

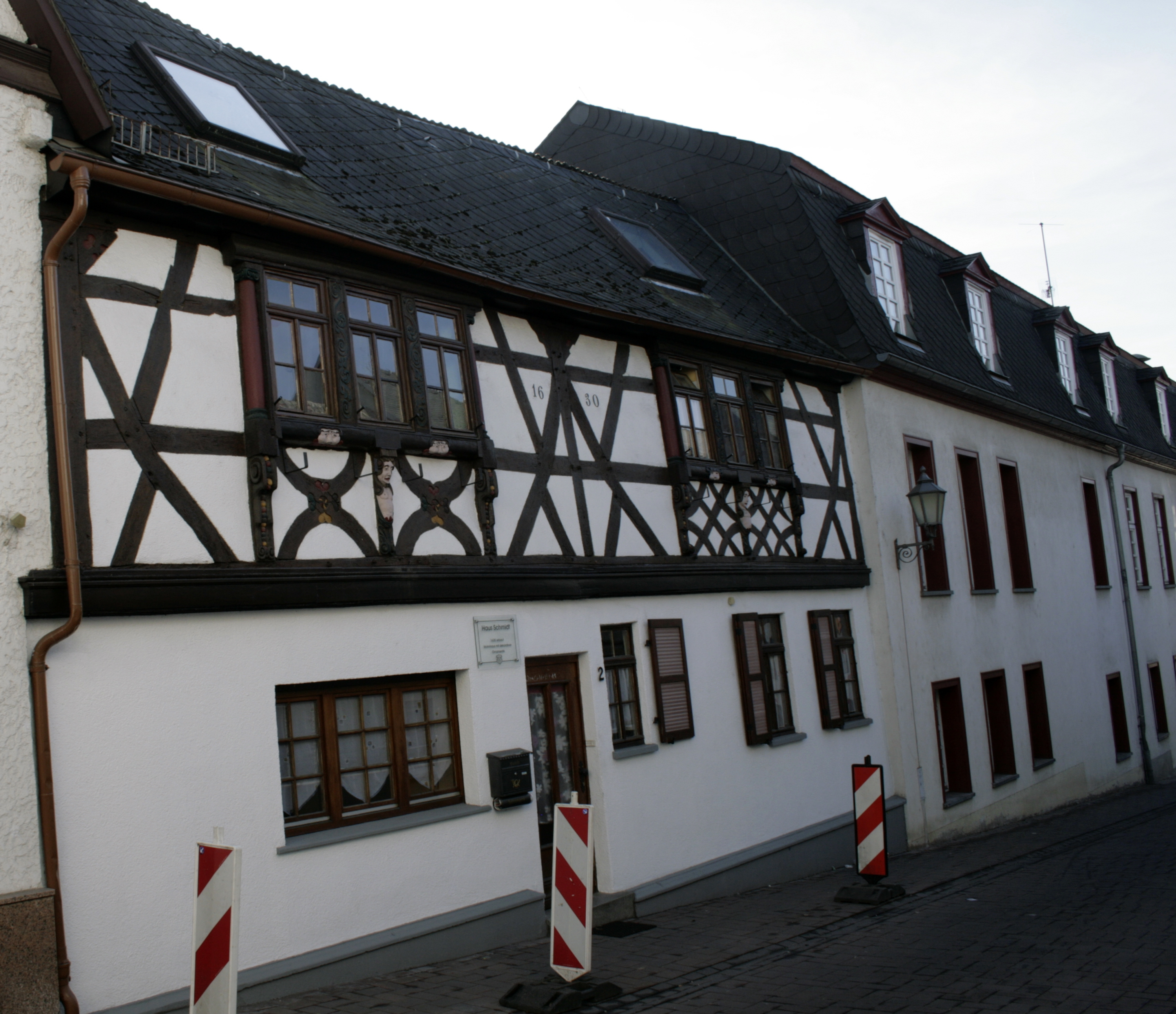
Schulstraße 2, im Hintergrund der rückwärtige Teil des Rathauses

Der langgestreckte Fachwerkbau entstand um 1630 und war damit einer der ersten der planvollen Neuanlage der Stadt. Das Obergeschoss entspricht bis heute weitgehend unverändert dem anfänglichen Bauzustand und zeigt eine Zweizonengliederung mit dreiteiligen Fensterfeldern. Vereinzelt ist geschnitzter Bauschmuck vorhanden.

### Schulstraße 6

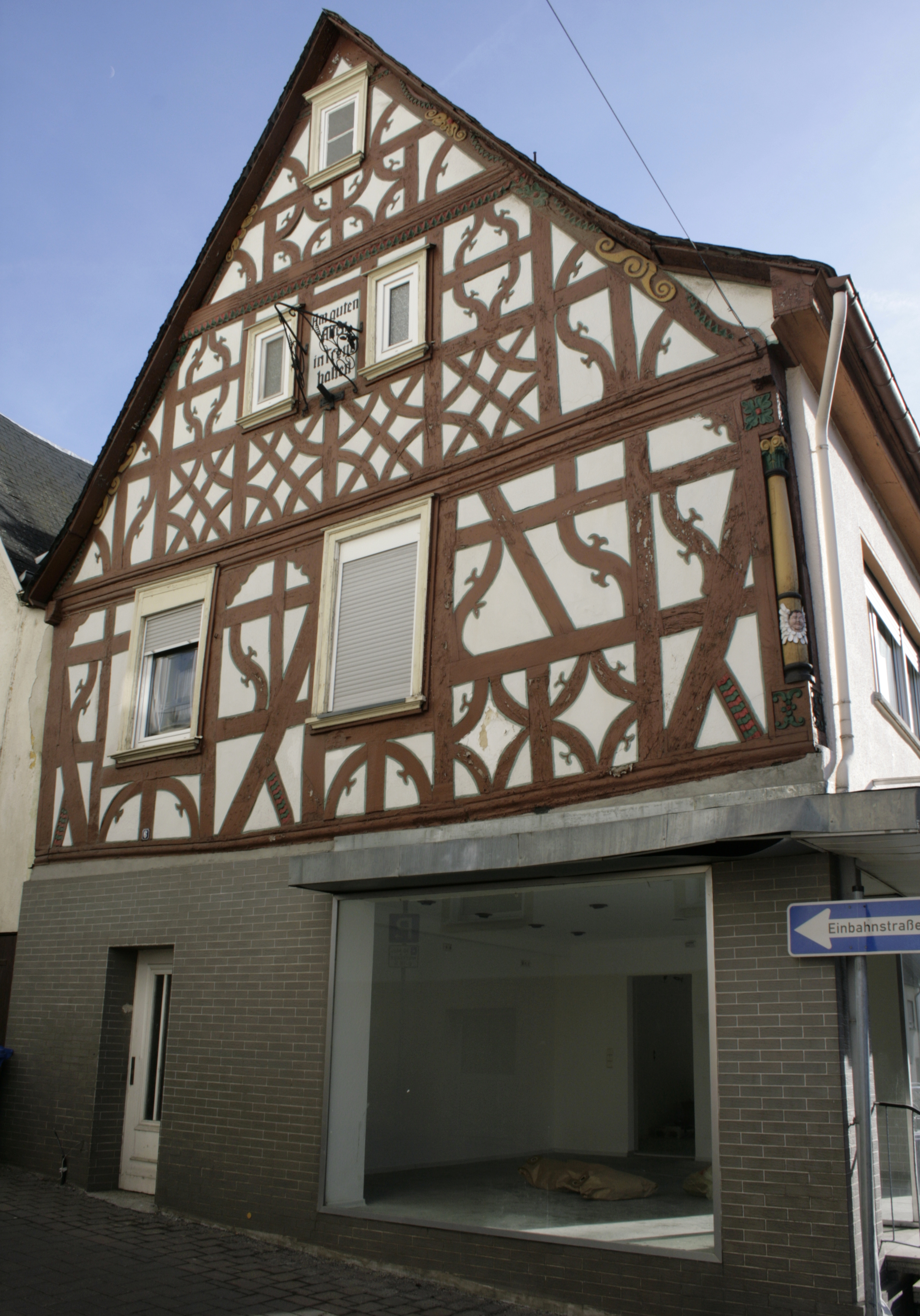
Schulstraße 6

Von dem Fachwerkbau ist ein eindrucksvoller Giebel mit dichter Balkenstruktur im typischen Westerwälder Stil erhalten. Besonders sind die Ecksäulen und die sichtbaren Sparren sowie ein Rautenband mit Schnitzereien verziert.

### Schulstraße 11

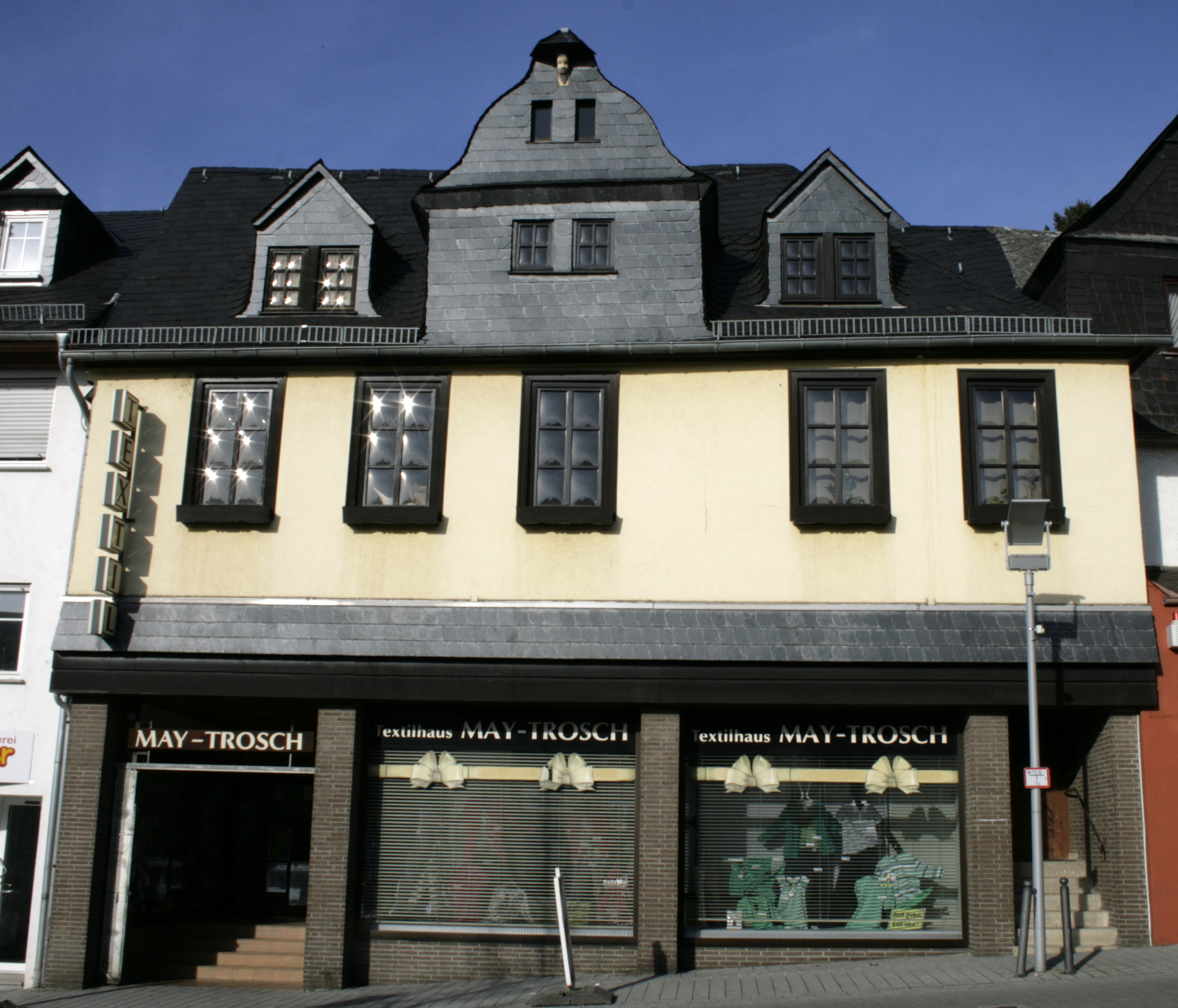
Schulstraße 11

Wertvoller Rest der Bausubstanz an dem 1639 errichteten Haus ist das Dach, hier besonders das Zwerchhaus. Es wird von Schweifgiebeln flankiert. Unter dem Helm befindet sich ein geschnitzter Neidkopf, wie sie früher in Hadamar verbreitet waren, heute aber fast restlos verschwunden sind. Die historische Bausubstanz im wurde durch die Nutzung als Geschäft weitgehend zerstört. Heute befindet sich eine Textilhandlung in den Räumen.

### Schulstraße 12

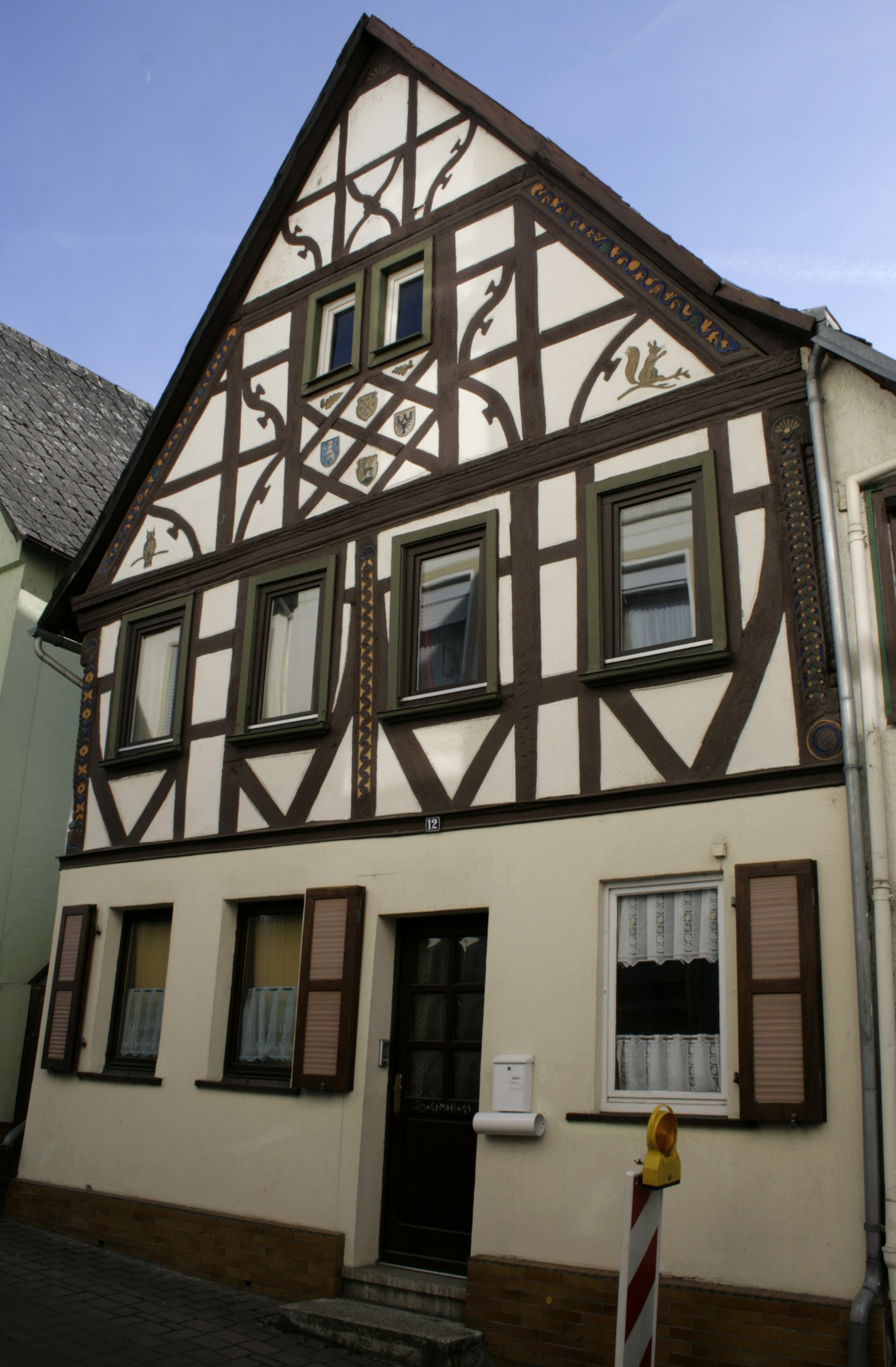
Schulstraße 12

Gemeinsam mit Haus Nummer 6 bildet dieses Gebäude den Rest der einstmals eindrucksvollen Schaugiebelreihe in der Schulstraße. Auch hier ist der Giebel über dem Erdgeschoss erhalten geblieben. In der Balkengestaltung und dem Schnitzschmuck der Eckständer und Sparren fällt es etwas schlichter aus als Schulstraße 6.

### Schulstraße 14

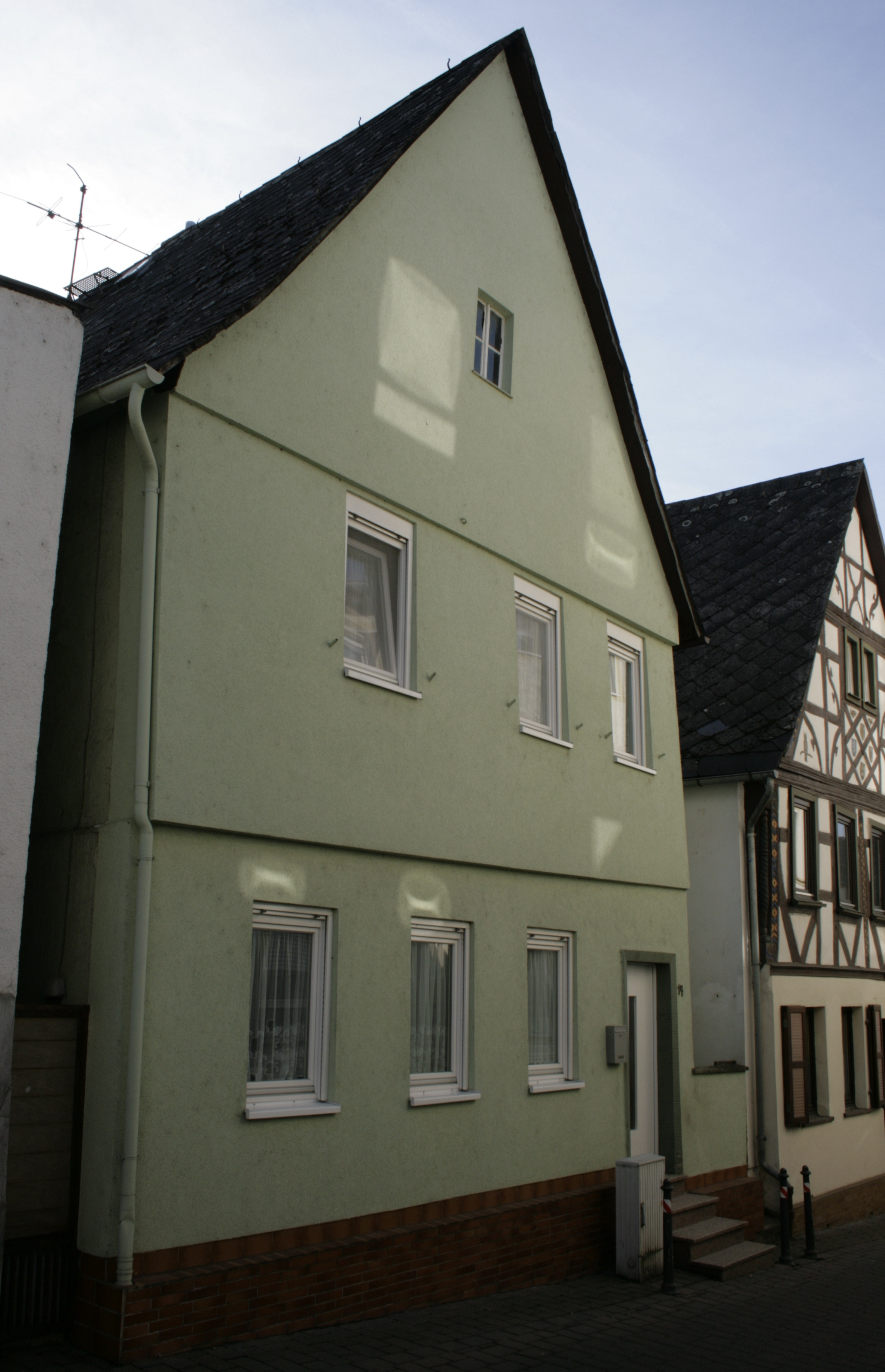
Schulstraße 14

Unter der verputzten Fassade dieses Hauses verbirgt sich ein ähnliches Fachwerk wie bei den Häusern 6 und 12.

### Schulstraße 15/17

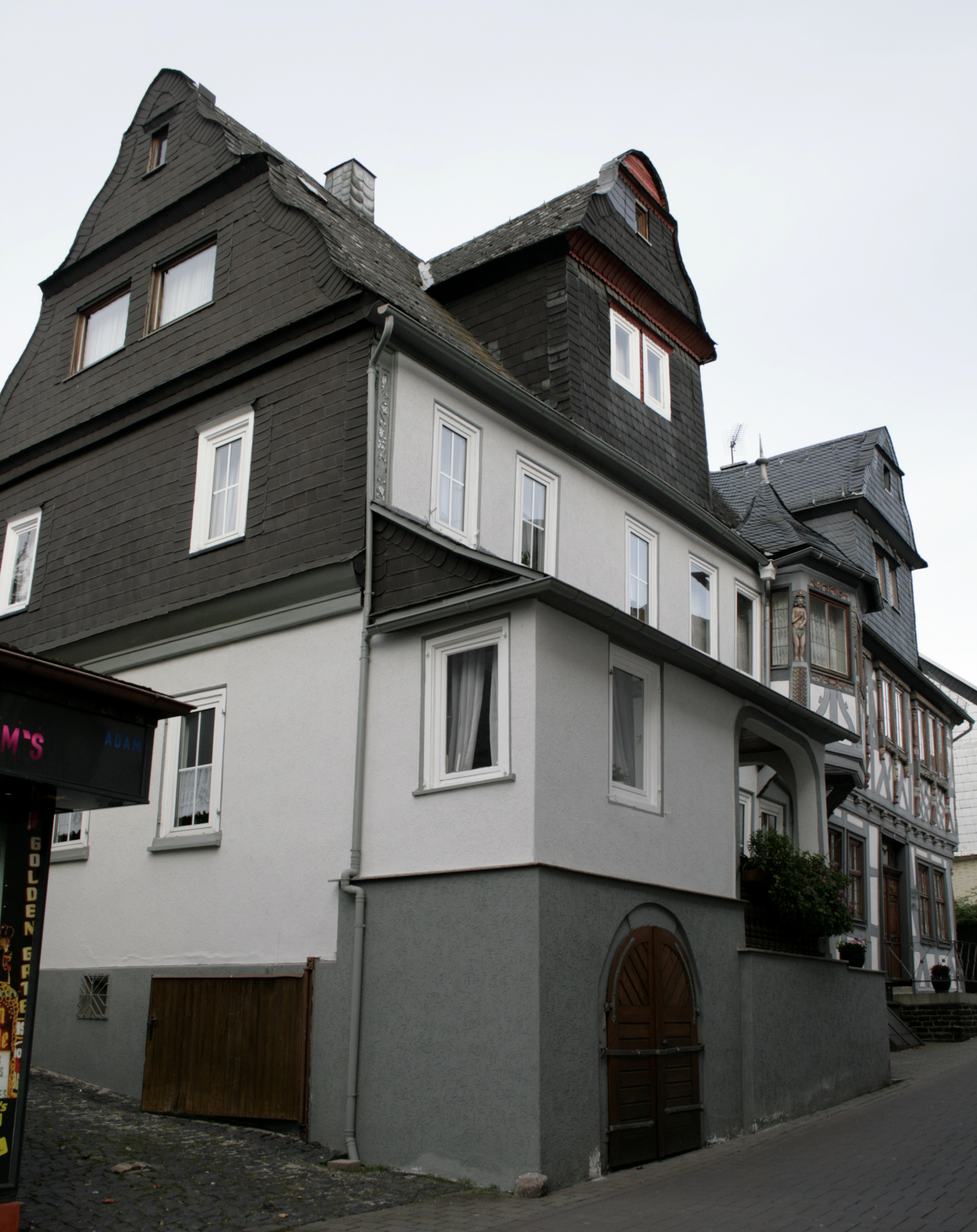
„Duchscherers Haus“, von links gesehen

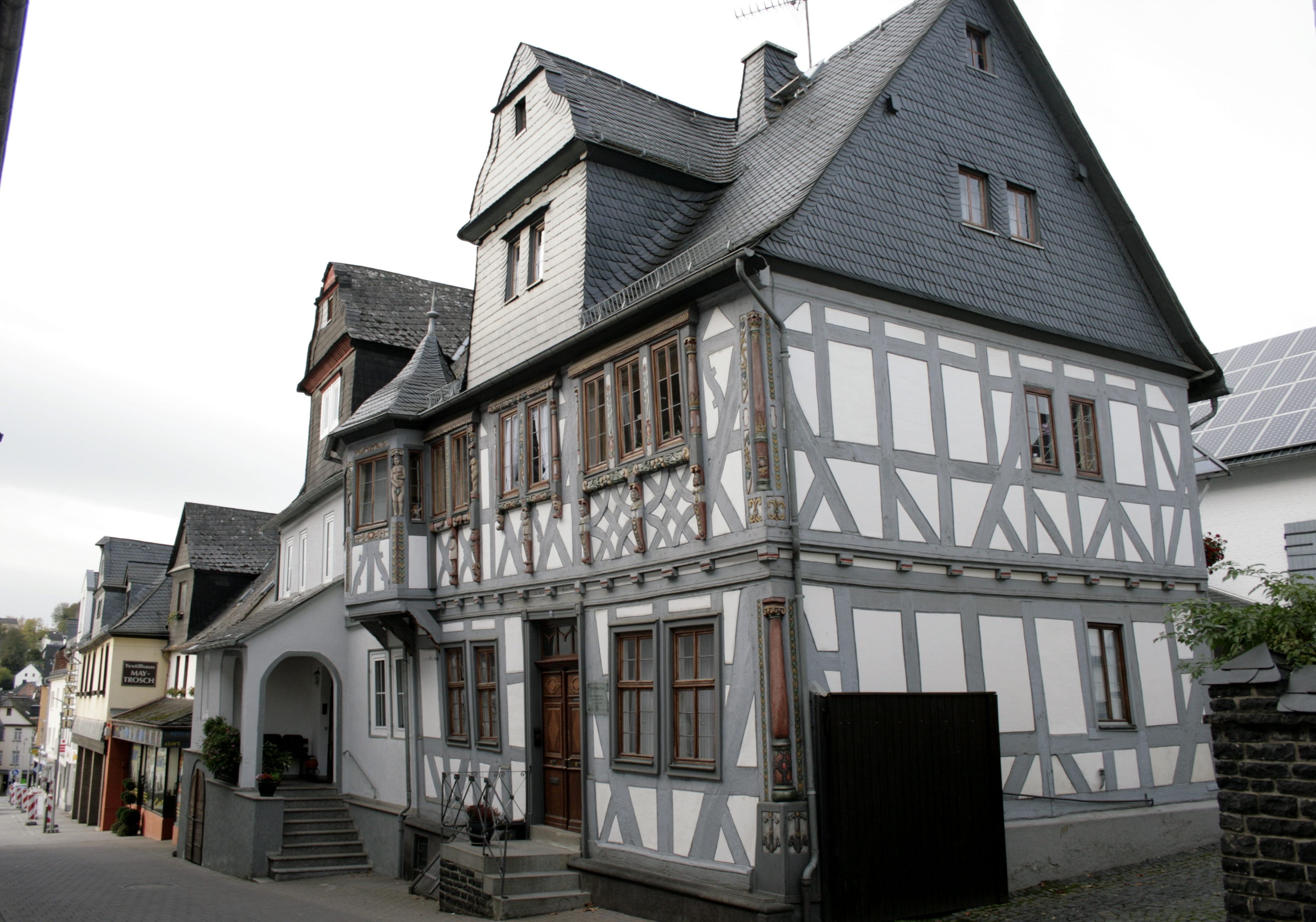
„Duchscherers Haus“, von rechts gesehen

Bei diesem als „Duchscherers Haus“ bekannten Gebäude handelt sich um das kunstvollste reine Wohnhaus der heute erhaltenen Hadamarer Fachwerkarchitektur. Selbst hessenweit nimmt es eine herausgehobene Stellung unter den frühbarocken Fachwerkbauten ein. Der fürstliche Kammermeister Jakob d’Avina und sein Schwager, Hofkoch Johann Jakob Helftrich, ließen das Doppelhaus 1676 errichten.
Der heutige Zustand weist einige Veränderungen auf. So ist der linke Teil seit dem 19. Jahrhundert bis auf die Eckständer verputzt. Der Laubeneingang mit der darunter liegenden Kellertür in dieser Gebäudehälfte war in ähnlicher Form allerdings spätestens 1715 vorhanden. Am rechten Hausteil wurde vermutlich ein geschweifter Ziergiebel entfernt, wie er das Bauwerk an der anderen Seite abschließt.
Erhalten haben sich zwei Zwerchhäuser mit Schweifgiebeln und in der Mitte der Straßenfront ein fünfseitiger Freierker mit Haube. Das Schnitzwerk an den Eckständern und um die gruppierten Fenster zeigt Hermen, ganze Figuren, Frucht- und Blattmotive. Am Erker wird der Paradiesbaum von Adam und Eva flankiert.
Ein wichtiges Baudetail ist der rechte Eingang mit Biedermeiertür und einem kunstvollen Schmiedeeisengeländer. Innen befinden sich zwei wertvolle Spindeltreppen.

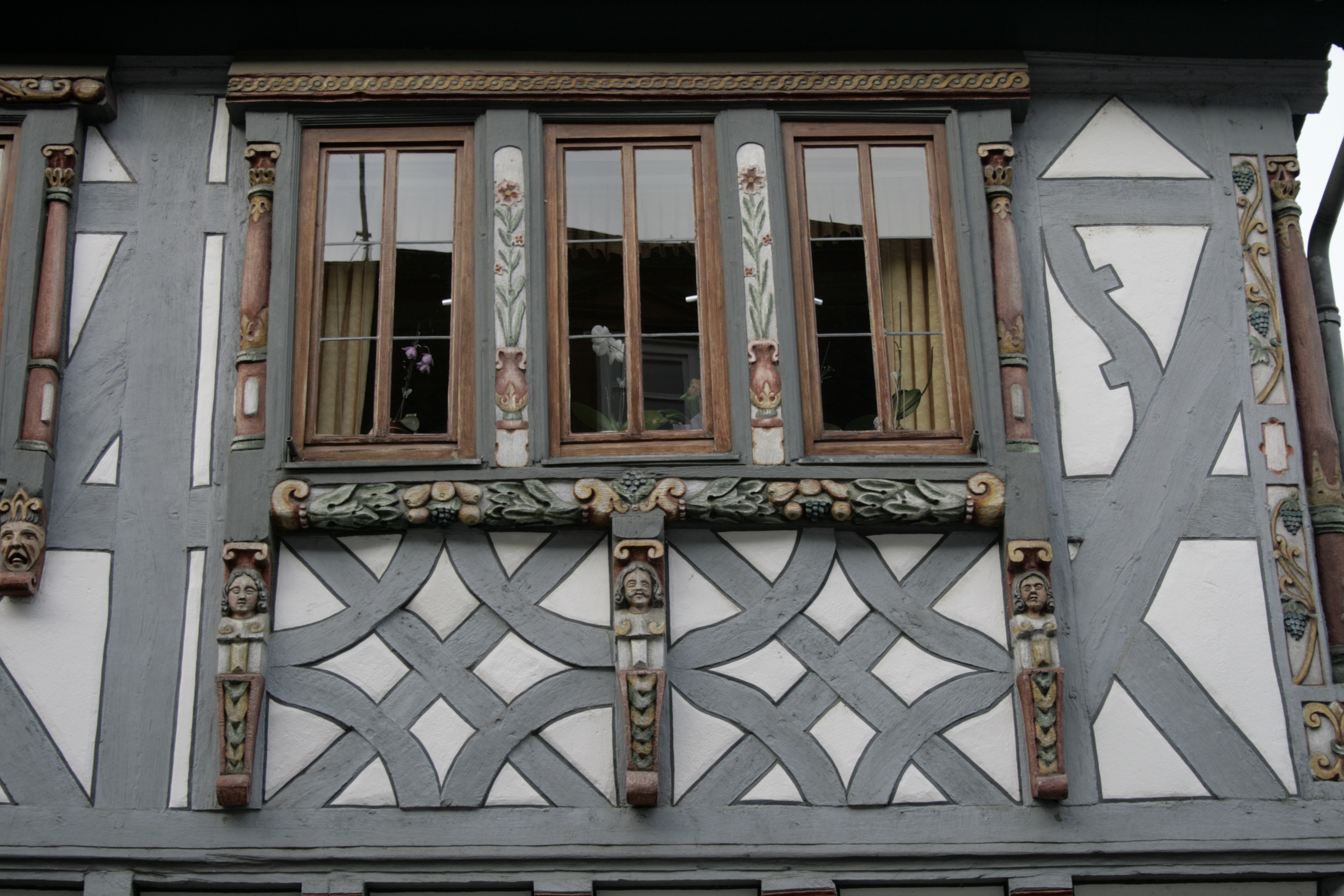
Baudetail: Fenstergruppe
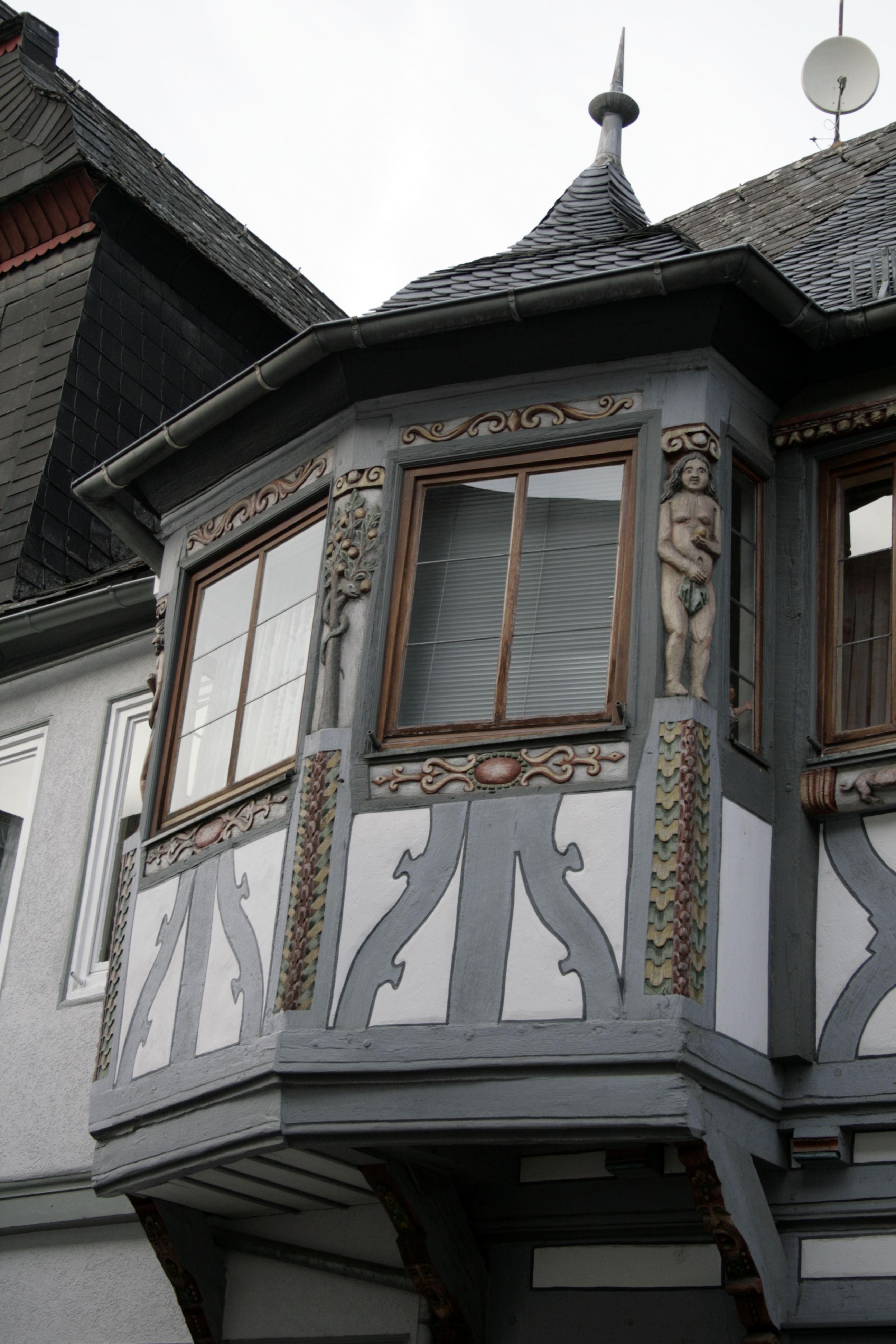
Baudetail: Erker mit Eva-Figur
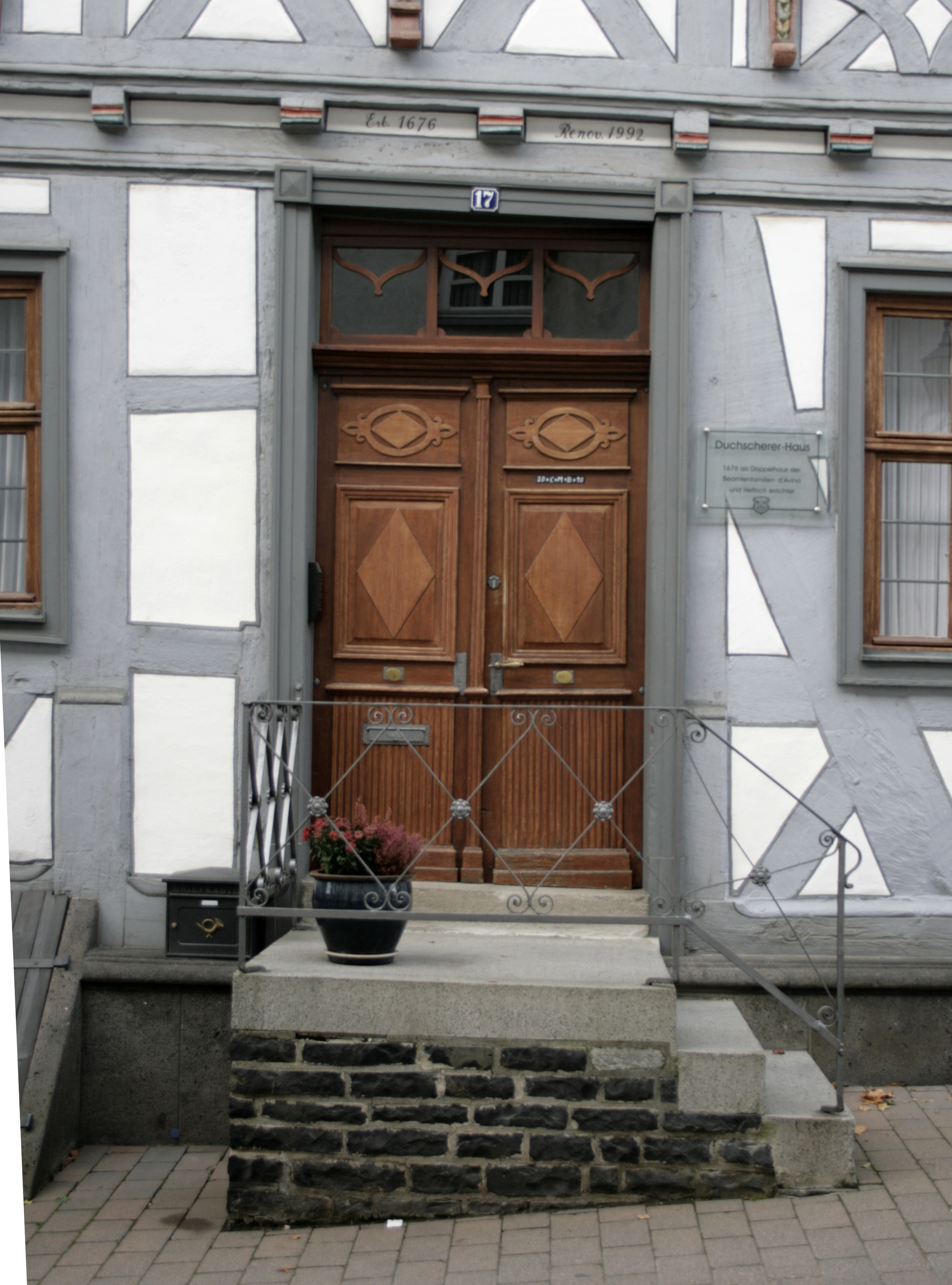
Baudetail: Eingangstür

### Schulstraße 33

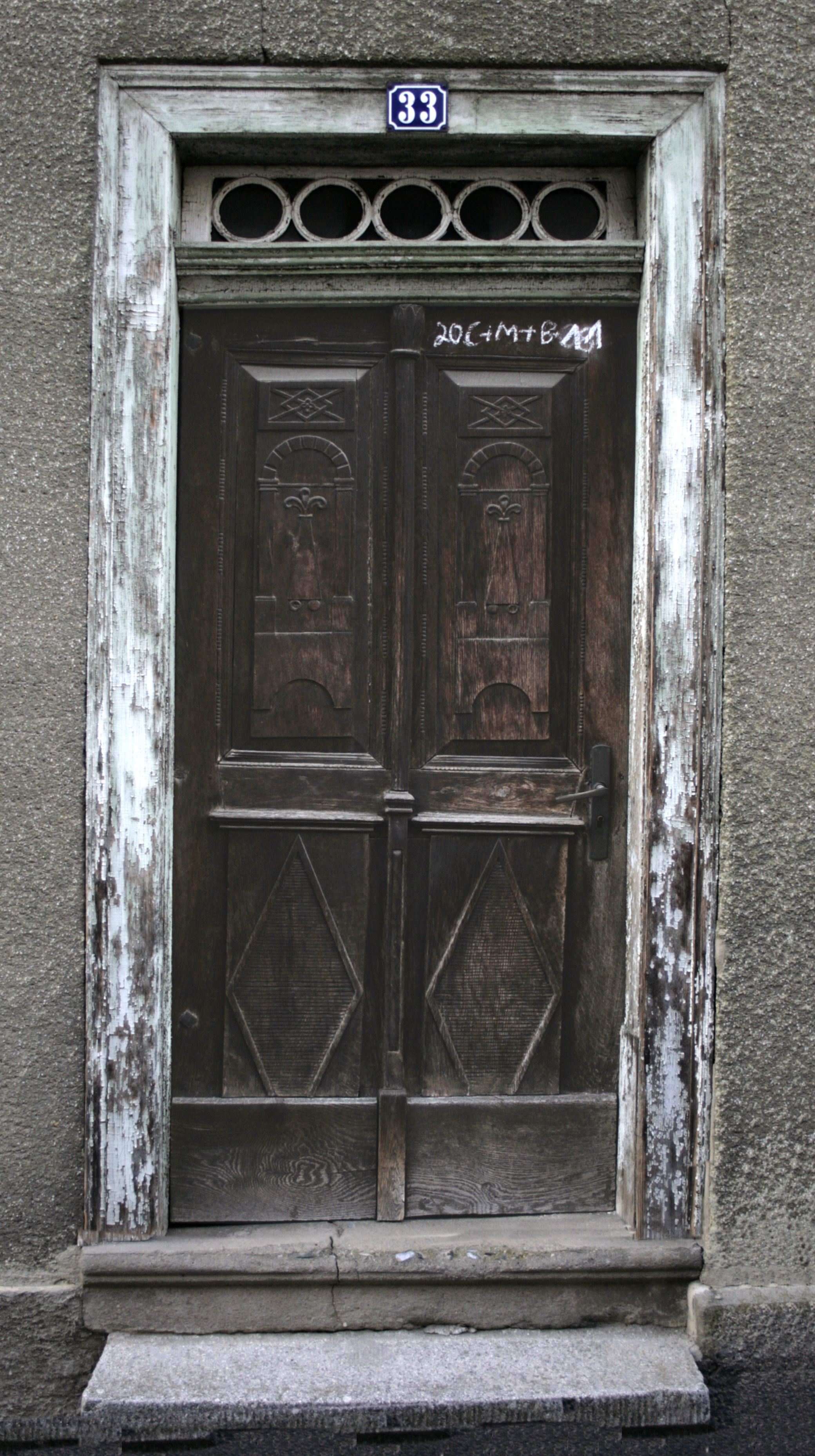
Haustür Schulstraße 33

Eine stark gegliederte, zweiflügelige Haustür aus dem späten Biedermeier hebt dieses ansonsten unscheinbare Haus hervor. Die Tür ist beschnitzt und mit einem von Ringen durchbrochenen Oberlicht versehen.

## Einzelne Wohnhäuser

### Alte Chaussee 35

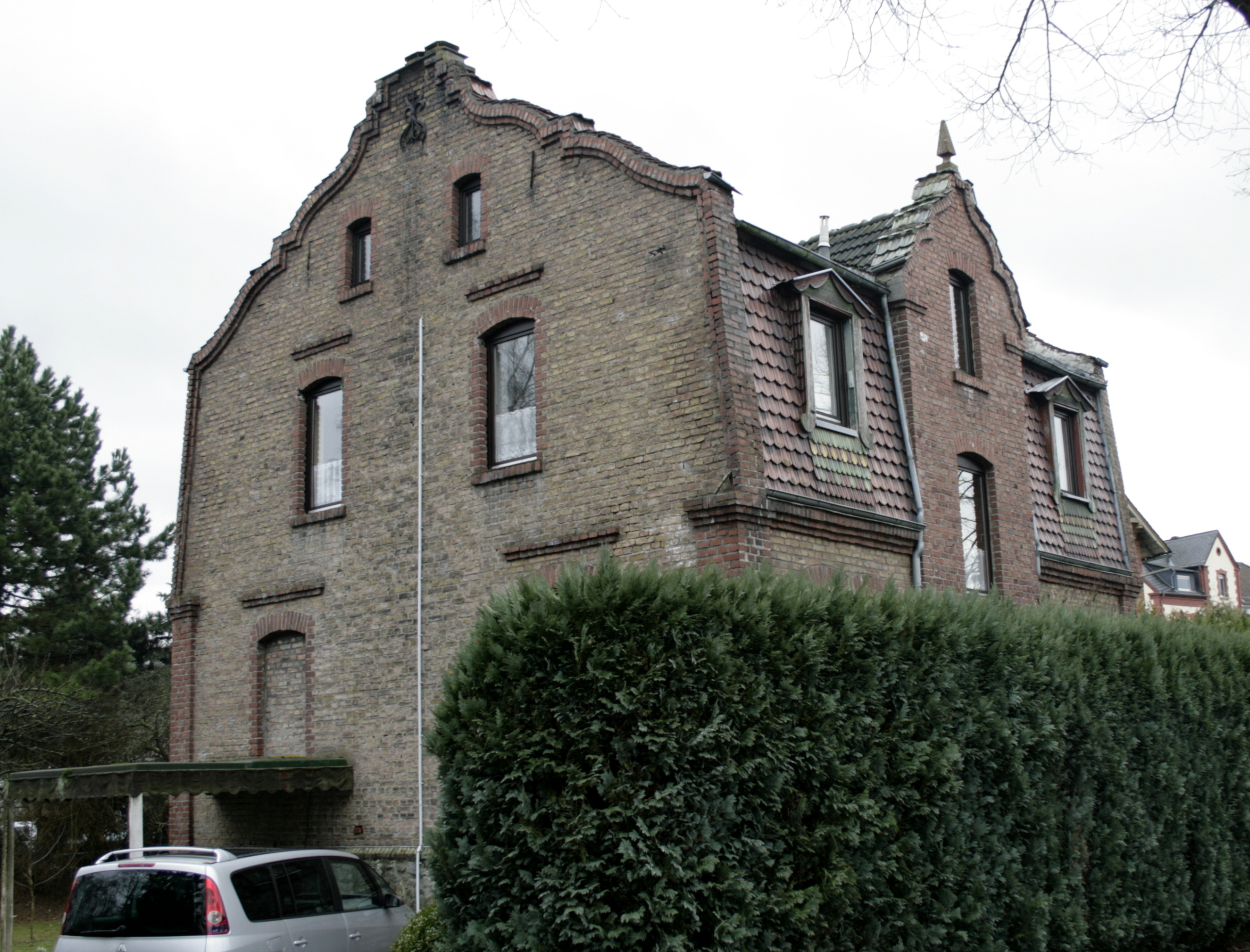
Alte Chaussee 35

Dieses kleine, um 1900 entstandene Wohnhaus ist ein Beispiel für Jugendstil-Architektur in Hadamar. Wichtigstes Gestaltungswerkzeug sind die Profile des Klinkermauerwerks. Geschweifte Mauerkronen von Giebelwänden und Risalit schmücken zudem das Gebäude.

### Alter Markt

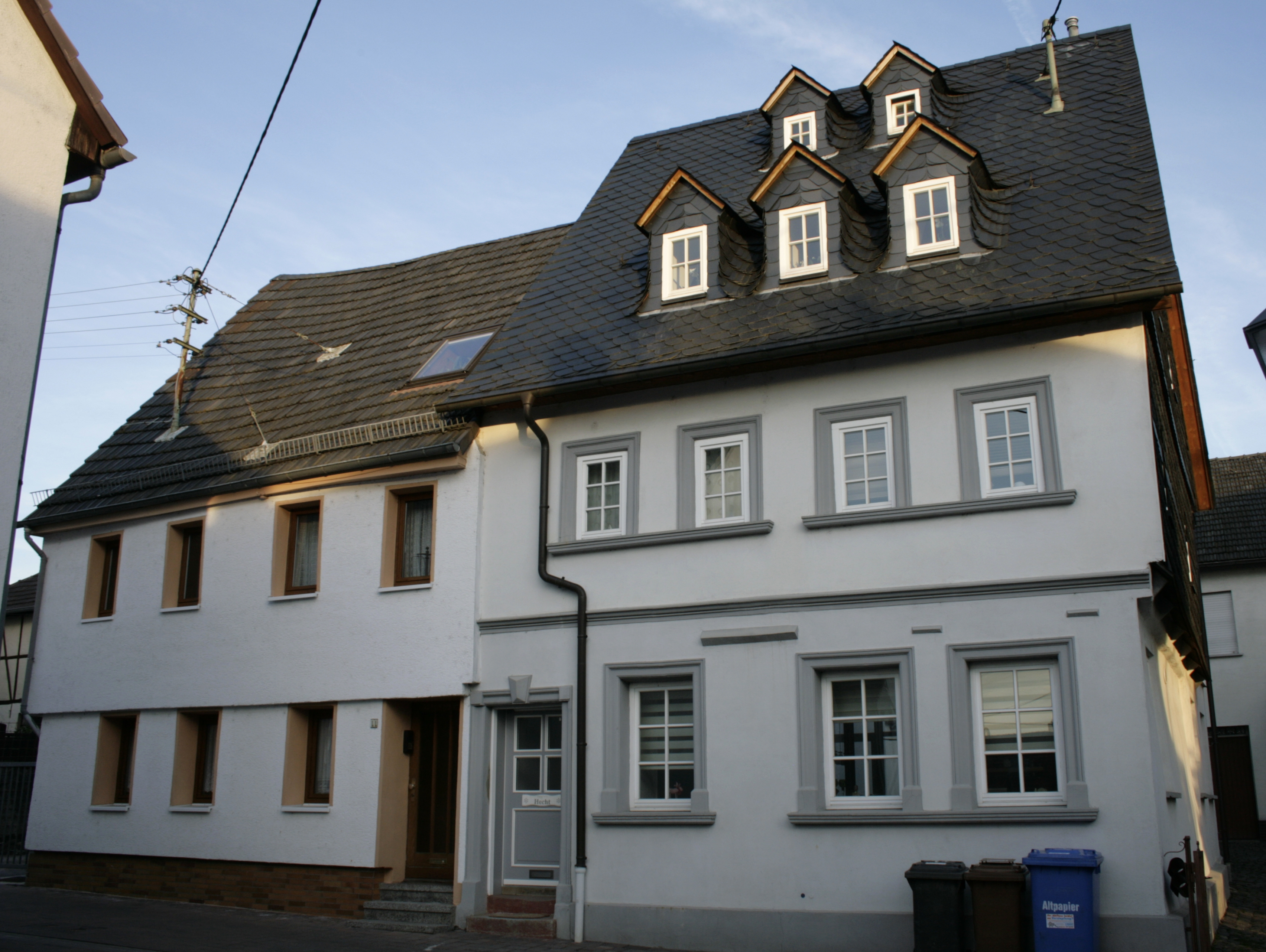
Alter Markt 11/13

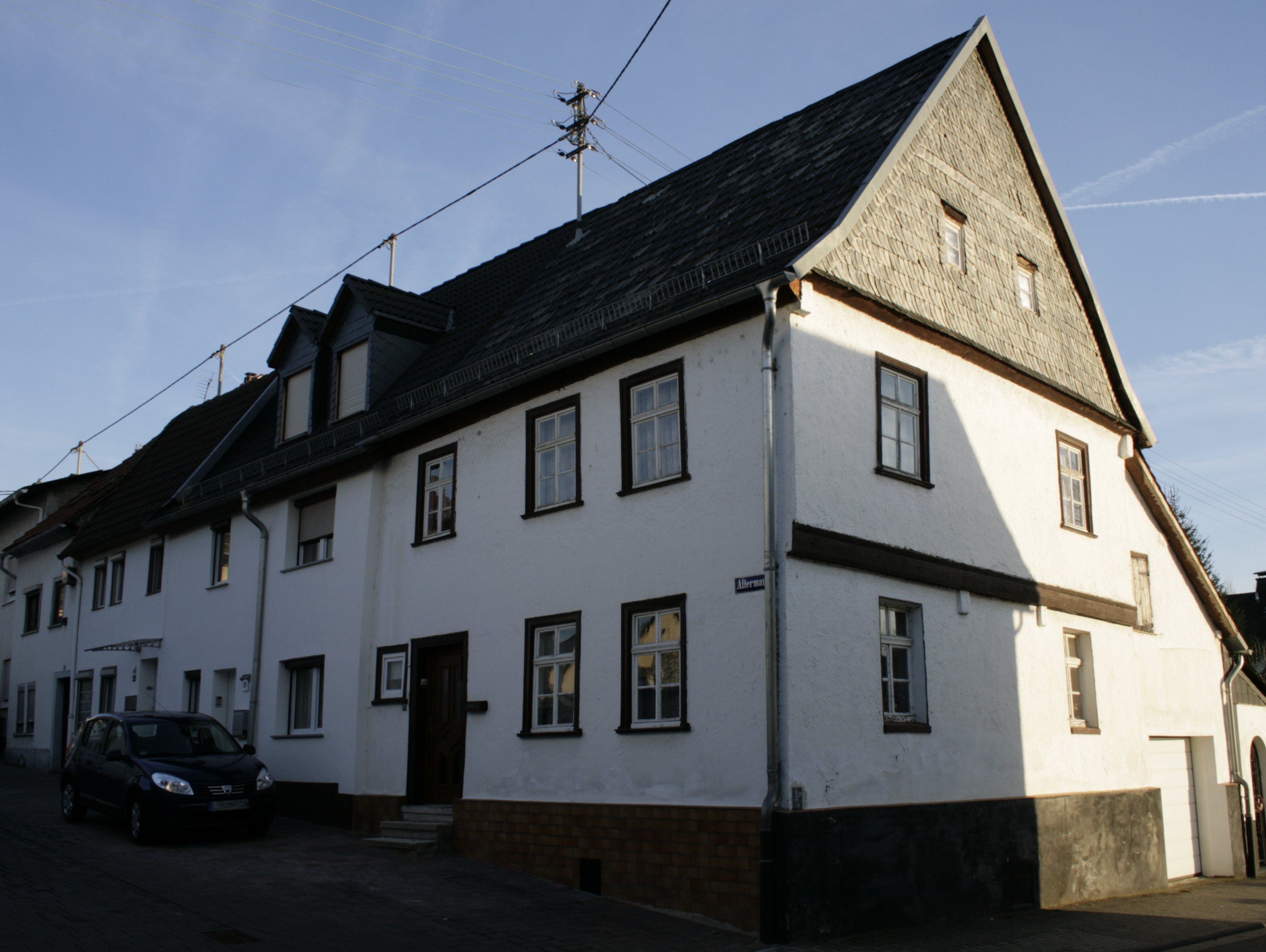
Alter Markt 27

Das Fachwerk der beiden miteinander verbundenen Häuser Nummer 11 und 13 ist heute unter dem Putz nicht mehr zu erkennen. Die linke Haushälfte (Nr. 11) lässt sich dem 17. Jahrhundert zuordnen. Die rechte Haushälfte (Nr. 13) ist wenig später, in jedem Fall noch vor 1715, entstanden. Im Erdgeschoss wurde das Fachwerk durch Modernisierungen aus der Zeit um 1900 zerstört. Zusammen mit dem Haus Alter Markt 27 bildet dieses Doppelhaus den Rest der einstmals geschlossenen Umbauung des Marktes. Das Haus Nummer 27 bildet das Eckhaus zur Nonnengasse. Ebenfalls unter Putz haben sich Teile der alten Fachwerksubstanz erhalten. Seine Bauzeit kann lediglich zwischen 1650 und 1750 eingegrenzt werden.

### Gymnasiumstraße 27

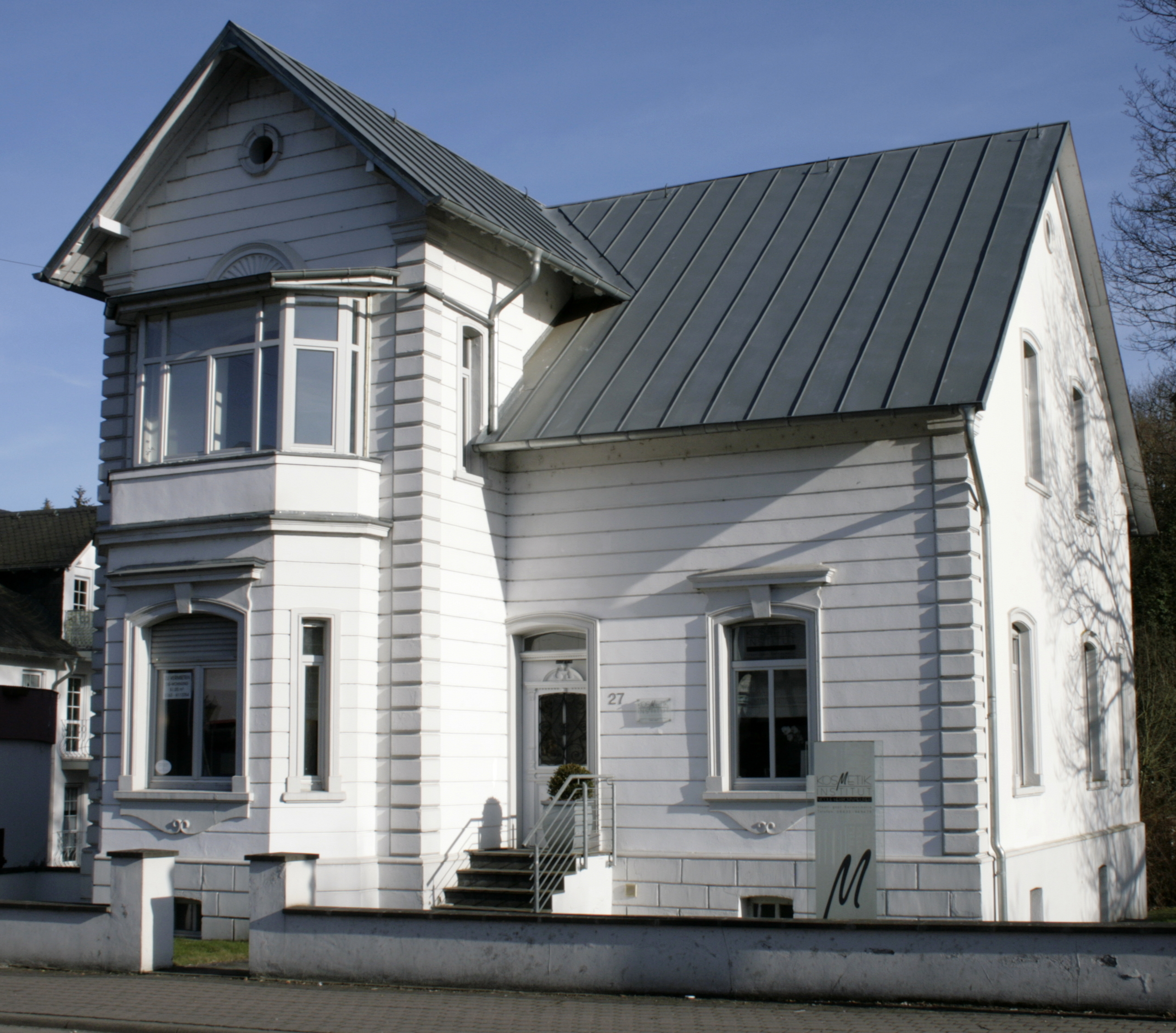
Gymnasiumstraße 27

Dieses kleine Wohnhaus aus der Zeit um 1900 ist mit Bossenwerk geschmückt und fällt zudem durch den dreiseitigen, über zwei Stockwerke geführten Vorbau auf.

### Herzenbergweg 13

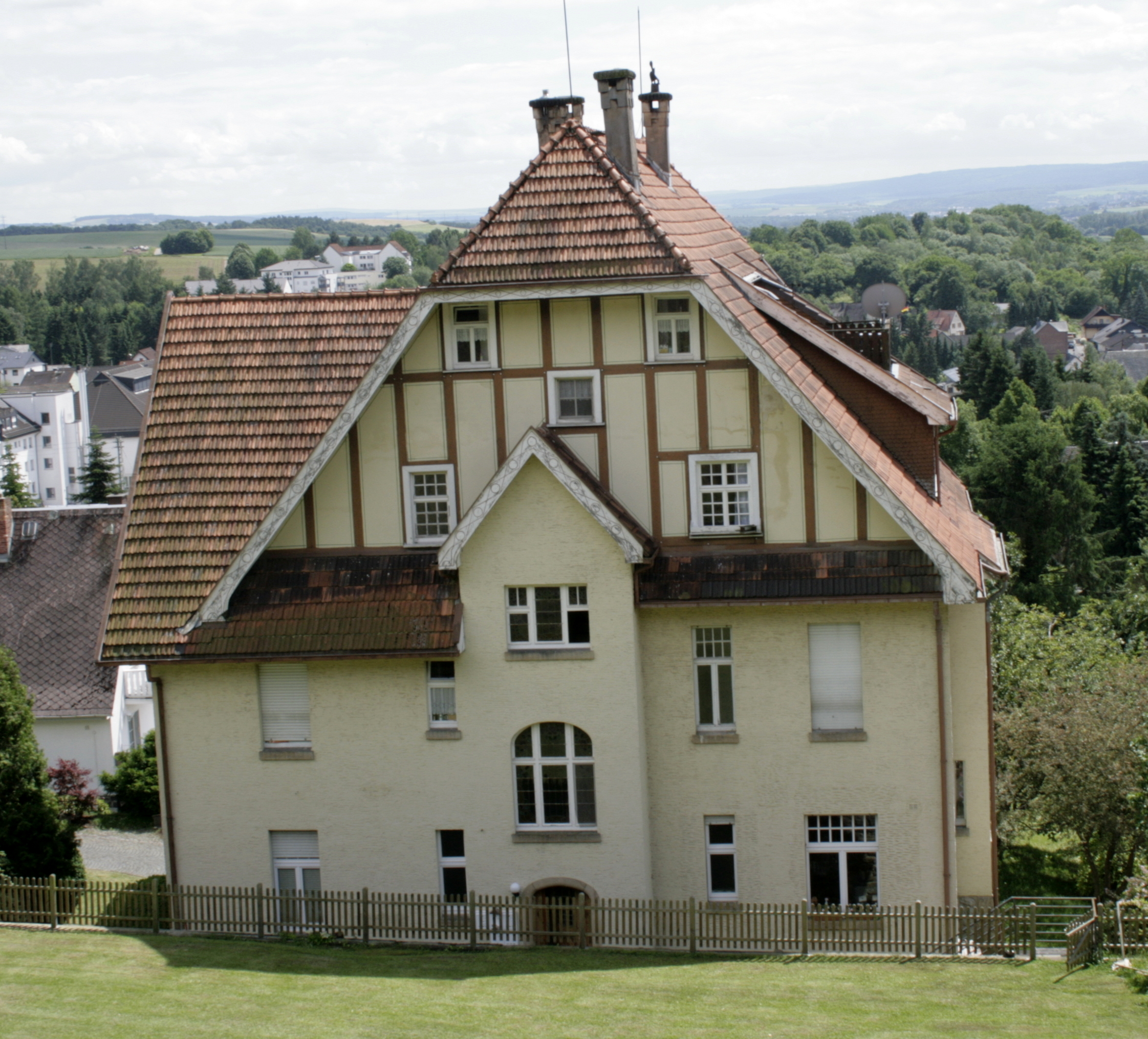
Herzenbergweg 13, vom Herzenberg (Norden) aus gesehen

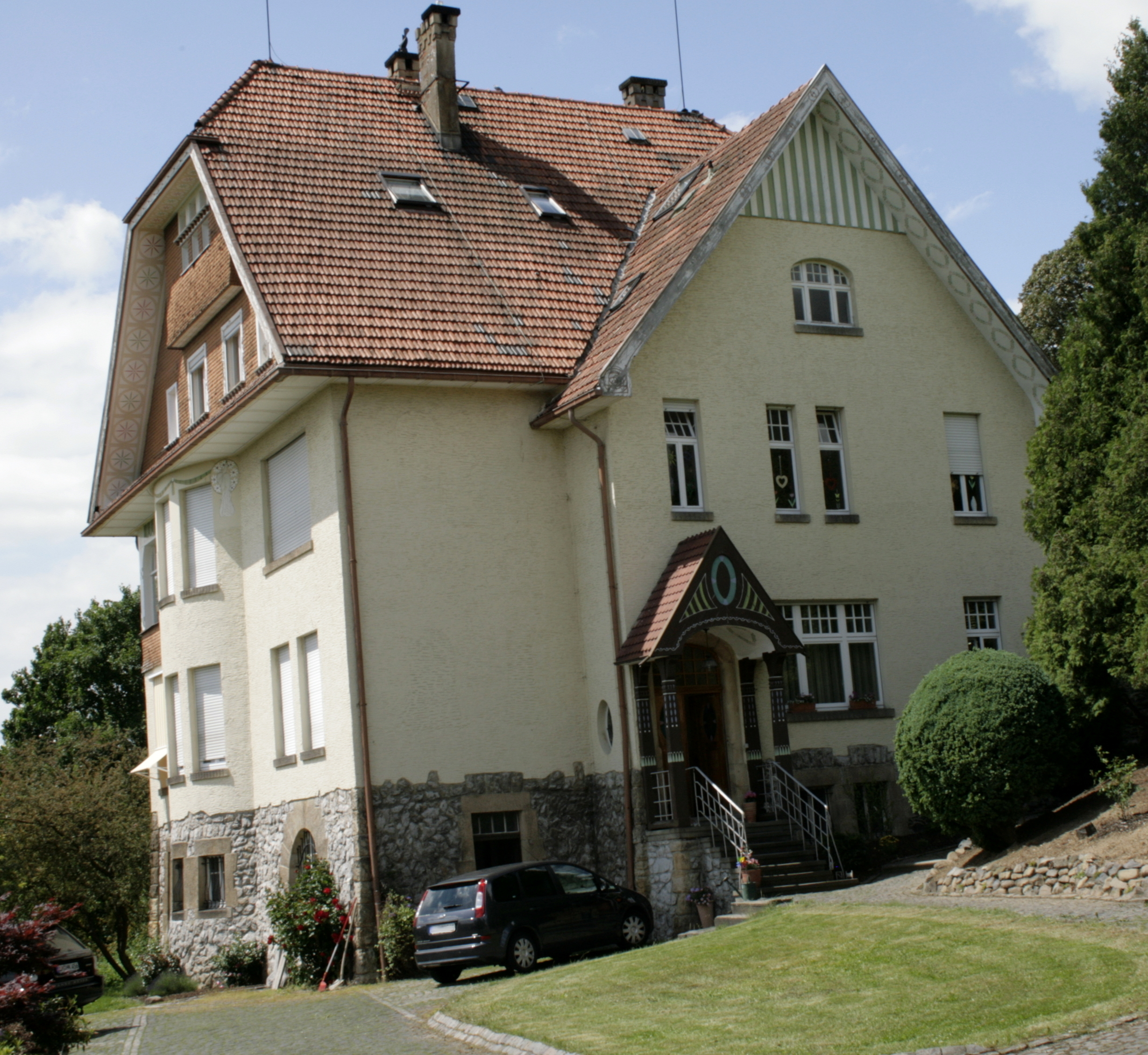
Herzenbergweg 13, von Osten aus gesehen

Unmittelbar unterhalb des Herzenberg-Plateaus liegt diese große Jugendstil-Villa, die 1906 für einen Privatbankier errichtet wurde. Das Gebäude sticht durch seine dominante Dachkonstruktion und den hohen Natursteinsockel hervor. Aufwändig ist das mit Schnitzwerk und buntem Dekor verzierte Vordach über dem Eingang gearbeitet. Ähnlicher Farbschmuck findet sich an Giebeln und Gesimsen.

### Kirchgasse
Kirchgasse 2: Dieses Haus lässt sich aufgrund seiner Konstruktion als ältester Bau auf der Ostseite der Kirchgasse ansprechen. Das inzwischen verputzte Fachwerkhaus mit einem Erdgeschoss aus Bruchsteinmauerwerk entstand im 17. Jahrhundert. Im Jahr 1981 erfolgte nach einem Hochwasser eine umfassende Sanierung.
Kirchgasse 11: Der um 1700 entstandene Fachwerkbau sticht durch seinen großen Geschossüberstand und das Zwerchhaus hervor.
Kirchgasse 19/21: Das für die Verhältnisse der Kirchgasse recht große Fachwerkhaus sticht zusätzlich durch seine Frontgiebelstellung hervor. Es handelt sich um eine Firstständerkonstruktion mit allseitigem Überstand des Obergeschosses. Am hohen Bruchsteinsockel sticht ein Bogenportal mit Resten eines Wappenreliefs hervor.
Kirchgasse 29/31: Der Bau neben der Liebfrauenkirche war bereits 1713 in einem Stadtplan verzeichnet und war im Gegensatz zu vielen Nachbarhäusern gegenüber seiner ursprünglichen Konstruktion kaum verändert. Das Haus Nummer 31, neben der Liebfrauenkirche, wurde 2009 wegen Baufälligkeit abgerissen. Das Haus Nummer 29 brannte im Jahr 2023 ab.

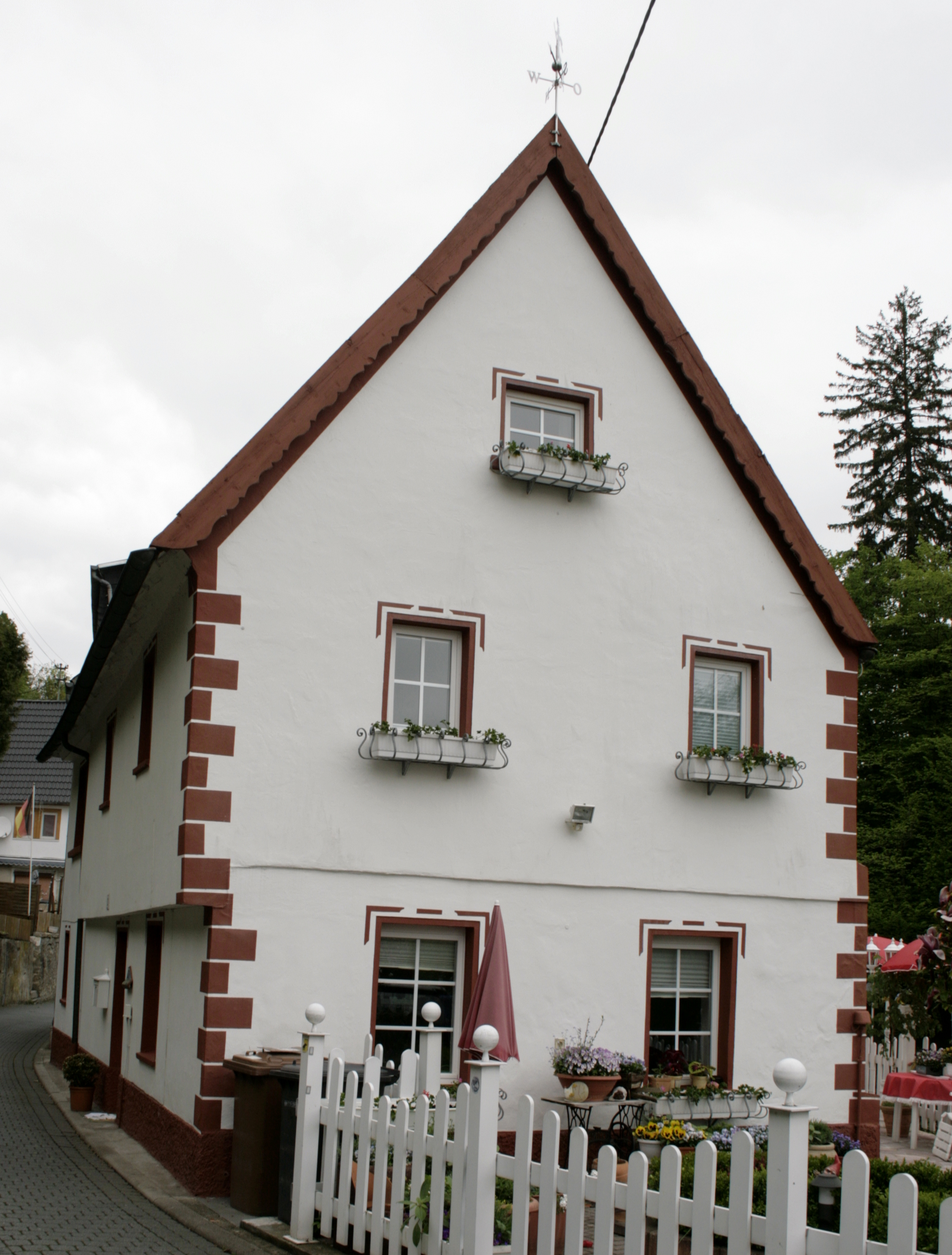
Kirchgasse 2
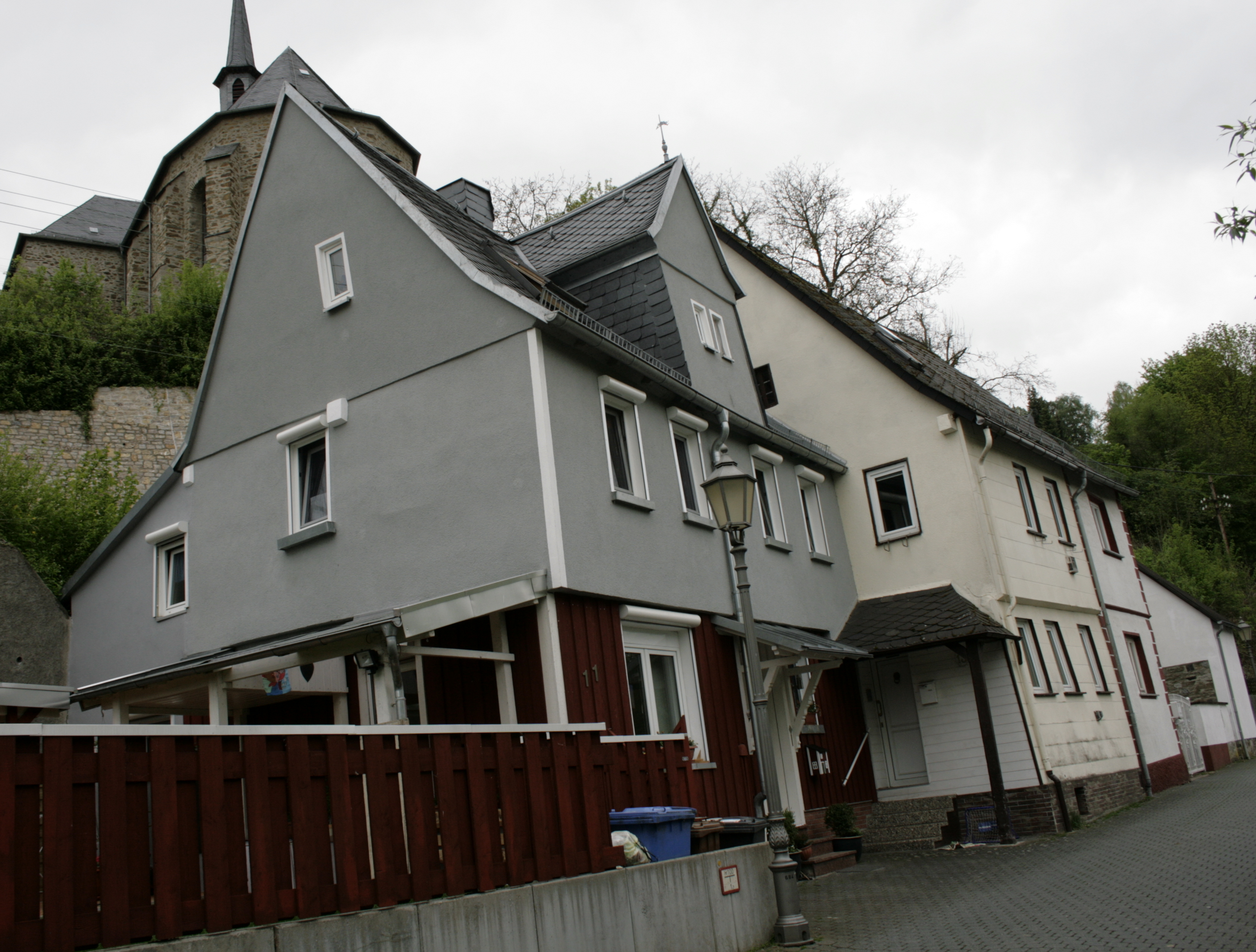
Kirchgasse 11
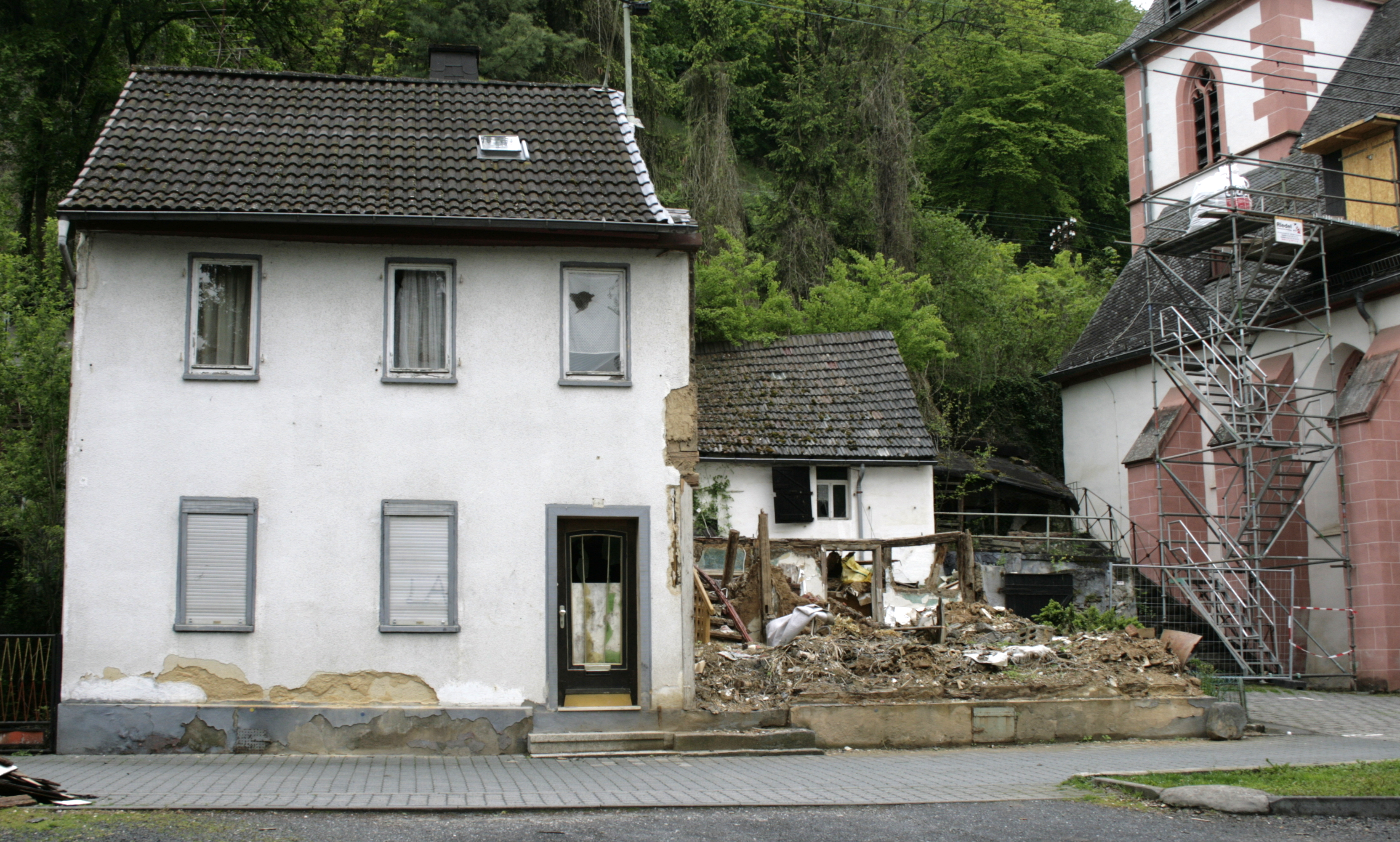
Kirchgasse 13
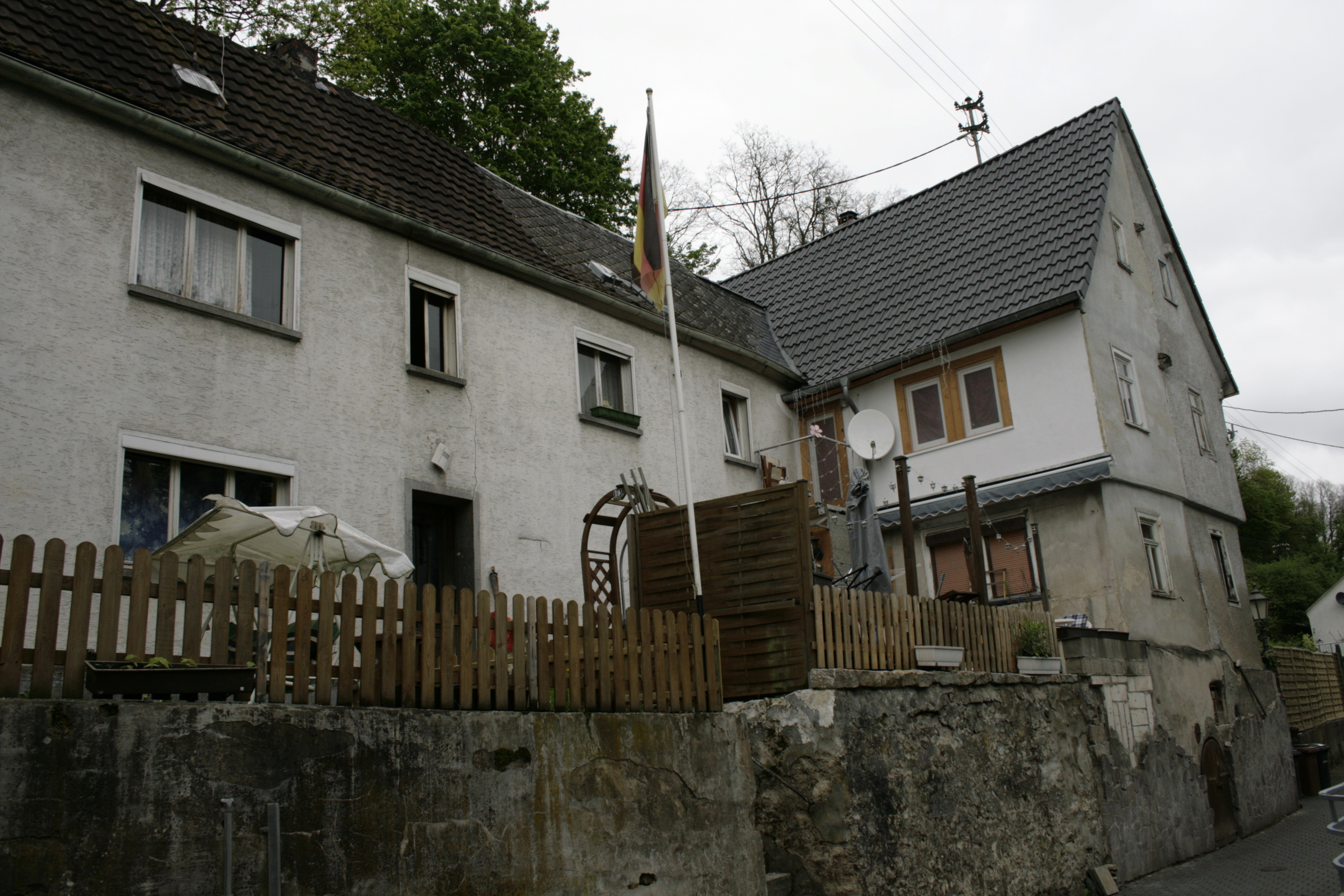
Kirchgasse 19

### Neue Chaussee 2

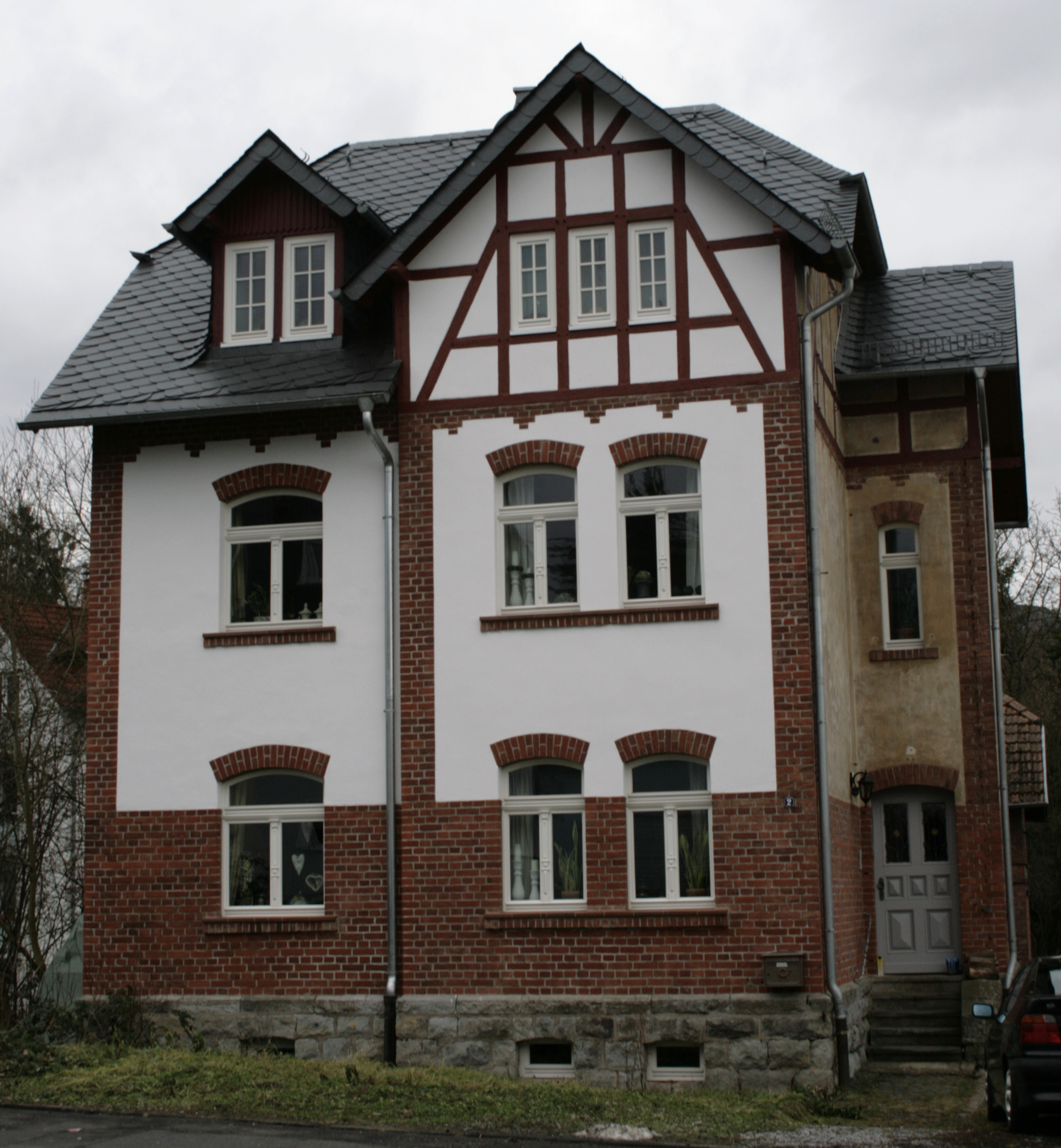
Straßenfront Neue Chaussee 2

Das ehemalige Wohnhaus für Angestellte des nahen Bahnhofs entstand um 1900 nach Standardentwürfen von Eisenbahnarchitekten. Fachwerk, Klinkerbänder und Putzflächen gestalten die Fassade. Durch die dreigeschossige Ausführung bei kleiner Grundfläche erhält das Haus eine starke vertikale Wirkung. 2015/16 erhielt das Gebäude eine umfassende Fassadensanierung.

### Neue Chaussee 4

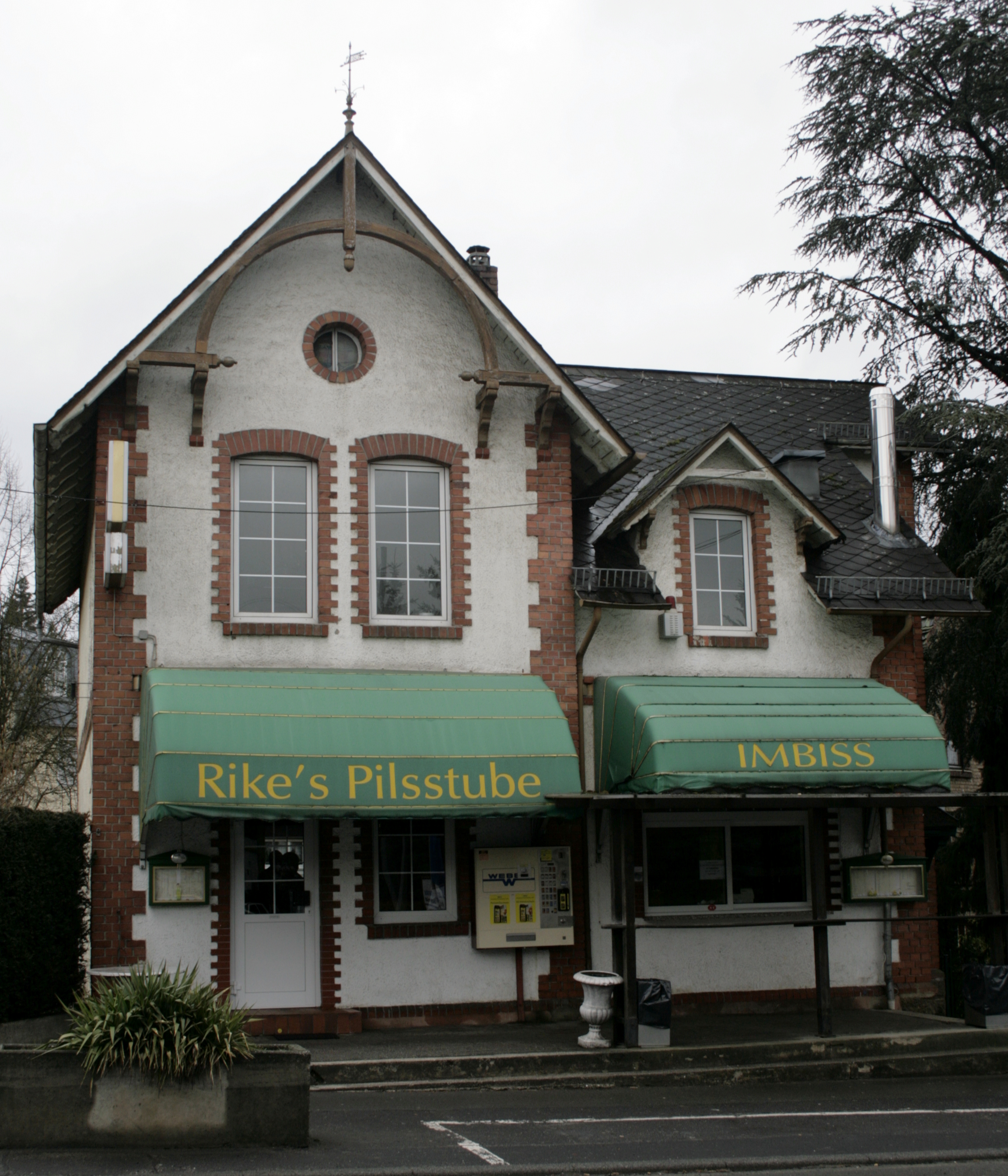
Straßenfront Neue Chaussee 2

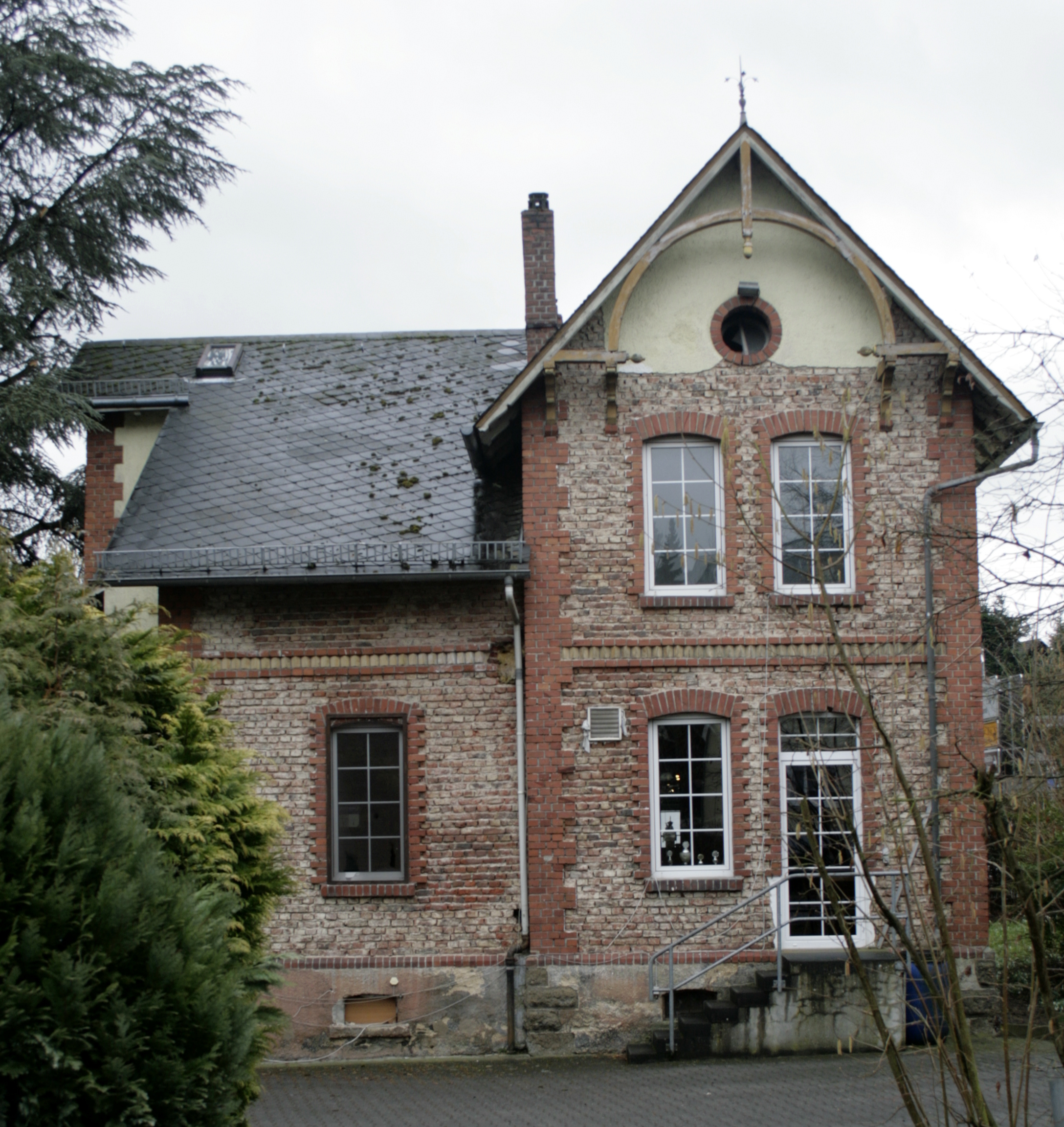
Rückseite Neue Chaussee 2

Das vermutlich 1896 errichtete Wohnhaus ist durch seine Lage an der Kreuzung der Hadamarer Hauptstraße und der Landstraße in Richtung Hundsangen exponiert. Der stark stufige Grundriss, die aufwändigen Giebelkonstruktionen und der Kontrast zwischen Klinker und Putz prägen das Erscheinungsbild.

### Stadtschänke

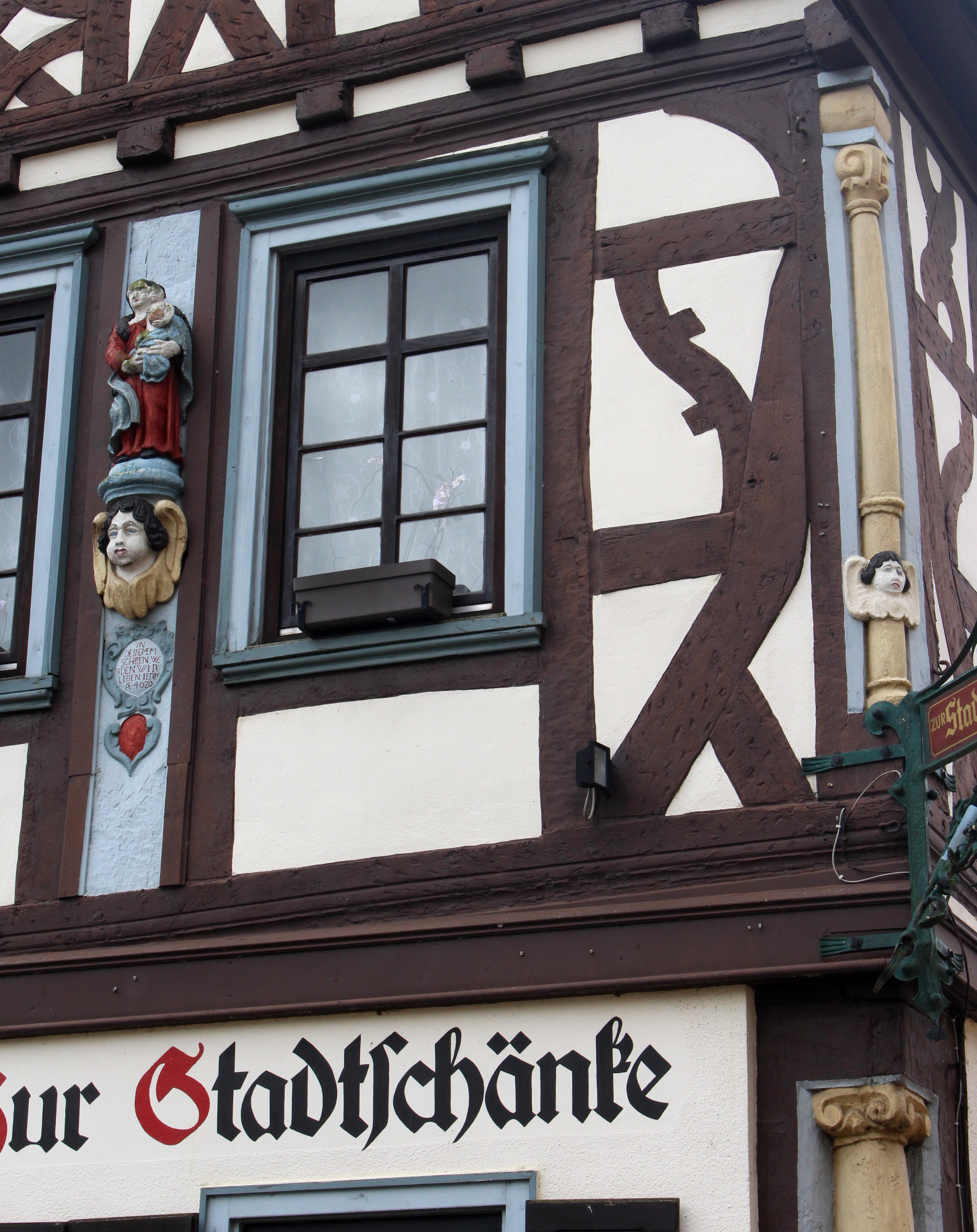
Beschnitzter Eckständer und Statue an der Stadtschänke

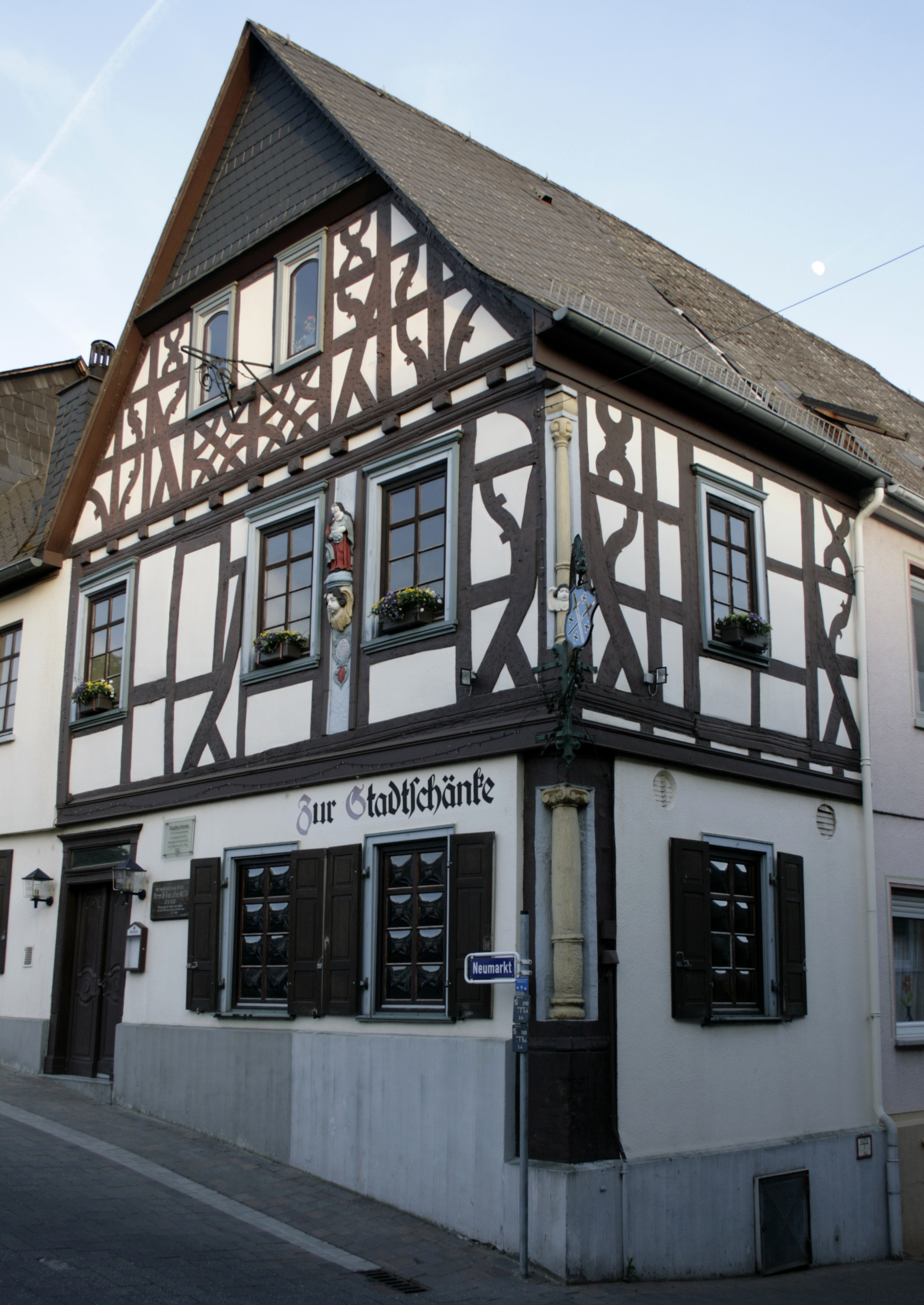
Stadtschänke

Das Eckhaus vom Neumarkt zur Krämergasse ist das Geburtshaus des Heimatdichters Franz Alfred Muth. Unter einer Madonnenfigur an der Giebelseite ist in einer Kartusche das Jahr 1679 angegeben. Das nur teilweise freiliegende Fachwerk zeigt typische Stilelemente des Westerwalds und barocke Einflüsse. Der Eckständer ist mit Schnitzwerk verziert. Ursprünglich befand sich der Eingang mit einer großen Freitreppe in der Krämergasse. Heute ist er stark reduziert. Der neue Eingang zum Markt hin wird durch eine deutlich biedermeierliche Tür verschlossen. Das Gasthaus firmiert seit 1931 unter dem Namen „Stadtschänke“, davor als „Stadt Mainz“. Derzeit ruht der Gastbetrieb. Adresse: Neuer Markt 2, Krämergasse 14.

### Neuer Markt 7

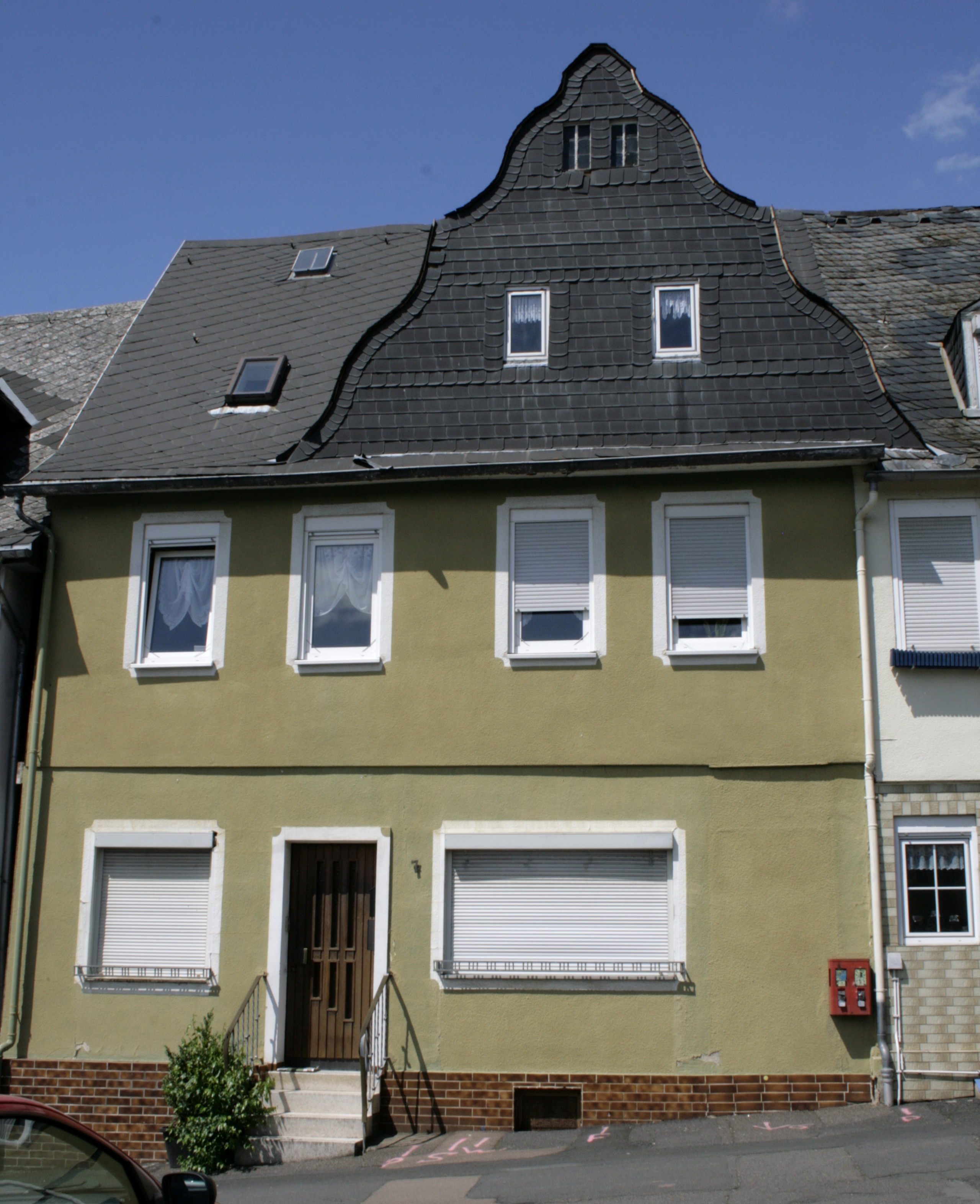
Neuer Markt 7

Dieses Haus trägt einen der wenigen heute noch vorhandenen geschweiften Giebel, in diesem Fall an einem Zwerchhaus. Zahlreiche Gebäude aus der Zeit des Stadtumbaus im 17. und frühen 18. Jahrhundert trugen solche Schweifgiebel. Im 19. Jahrhundert wurden sie in den meisten Fällen durch gerade Giebel ersetzt.

### Neuer Markt 31

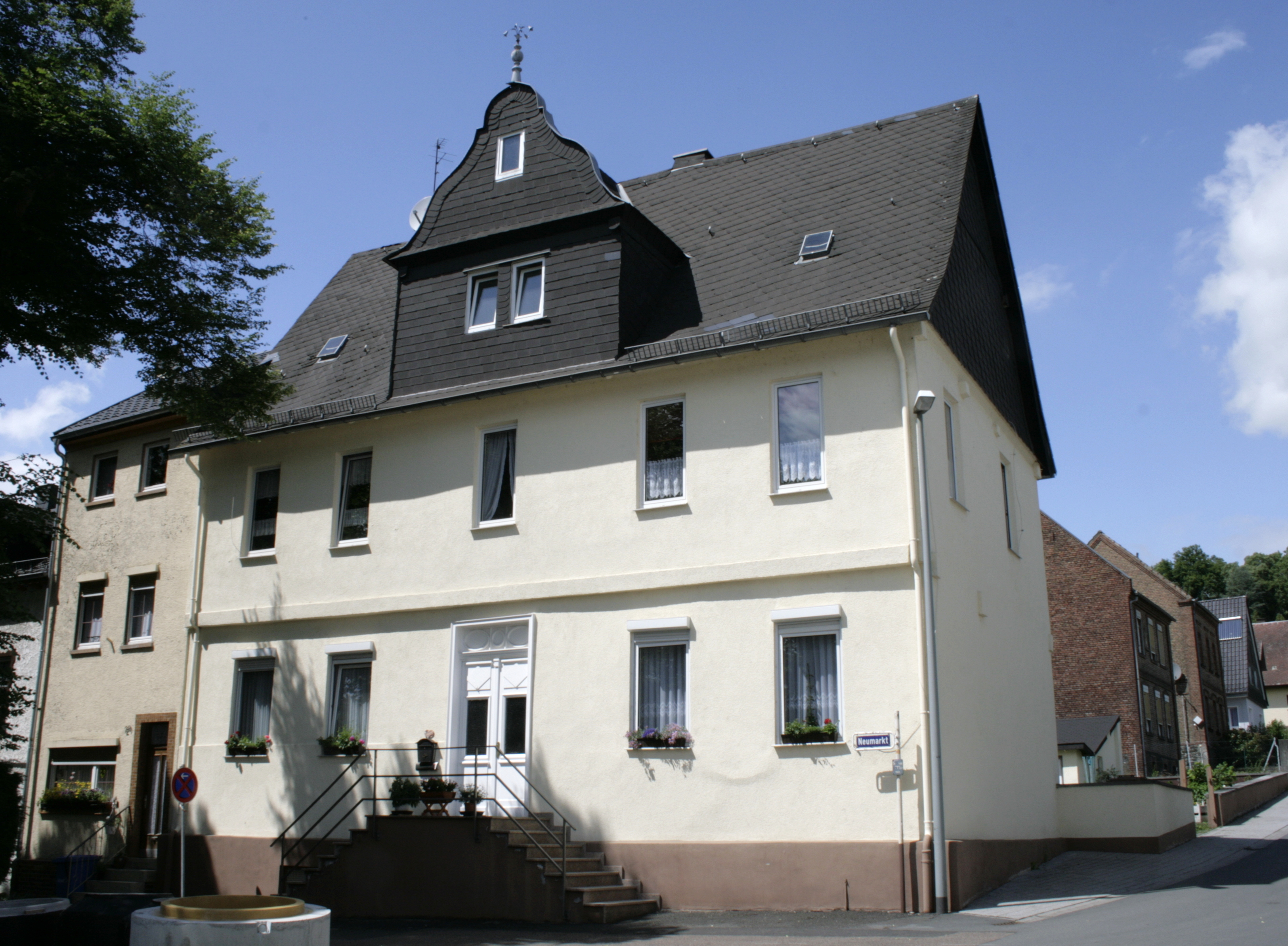
Neuer Markt 31

Dieses Wohnhaus tritt durch seine für das 17. Jahrhundert vergleichsweise großen Abmessungen und gleichmäßige Proportionen hervor. Das Zwerchhaus mit Wellengiebel, die große Freitreppe sowie die Biedermeier-Tür sind weitere Besonderheiten. Es handelt sich um eines der weitgehend unveränderten Häuser aus der Zeit der Anlegung des Neumarkts. Durch seine Lage gegenüber dem alten Rathaus und an der Mündung des Prozessionswegs zum Herzenberg auf den Neumarkt ist es besonders exponiert.

### Neugasse 1

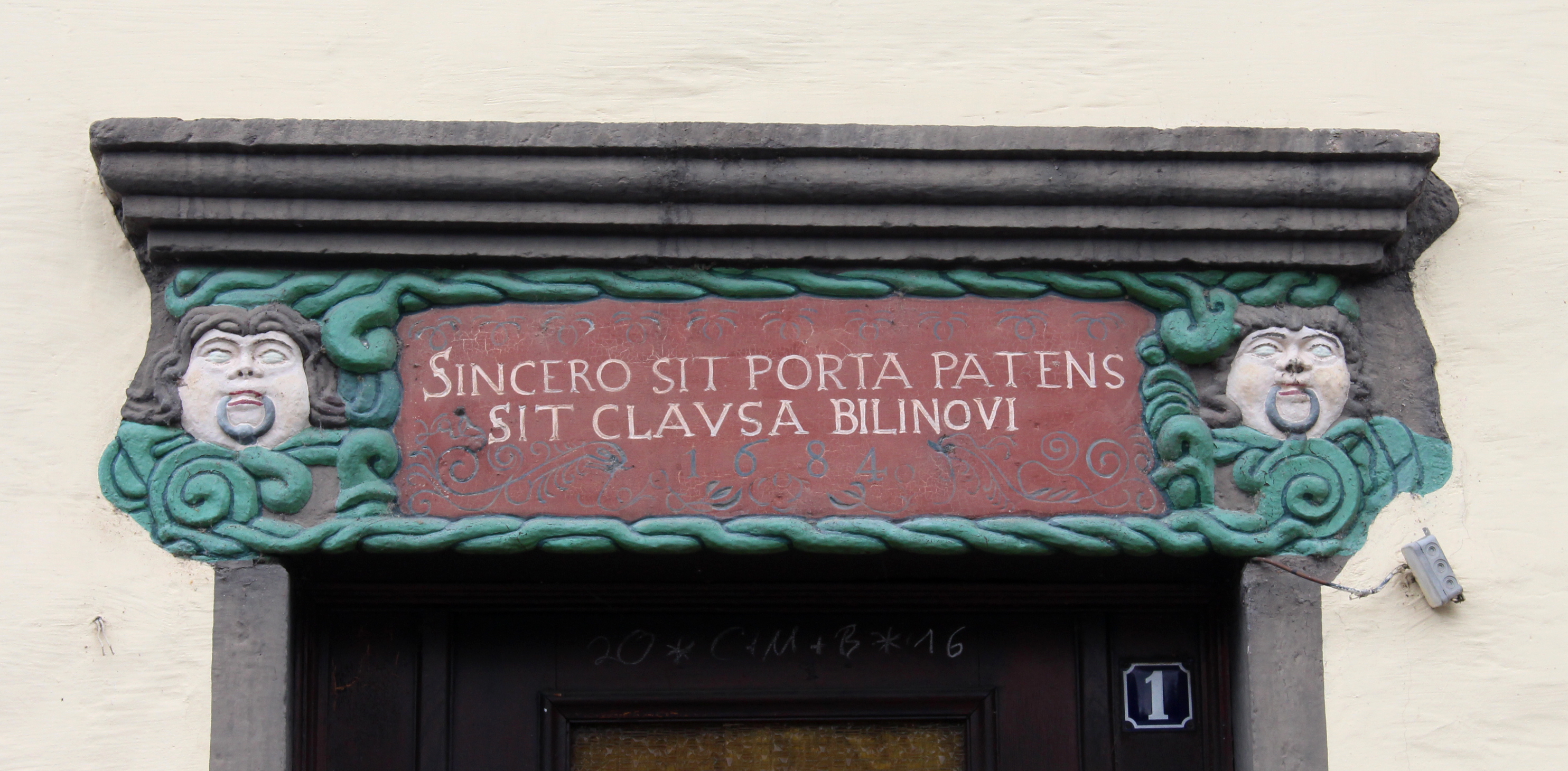
Türsturz Neugasse 1

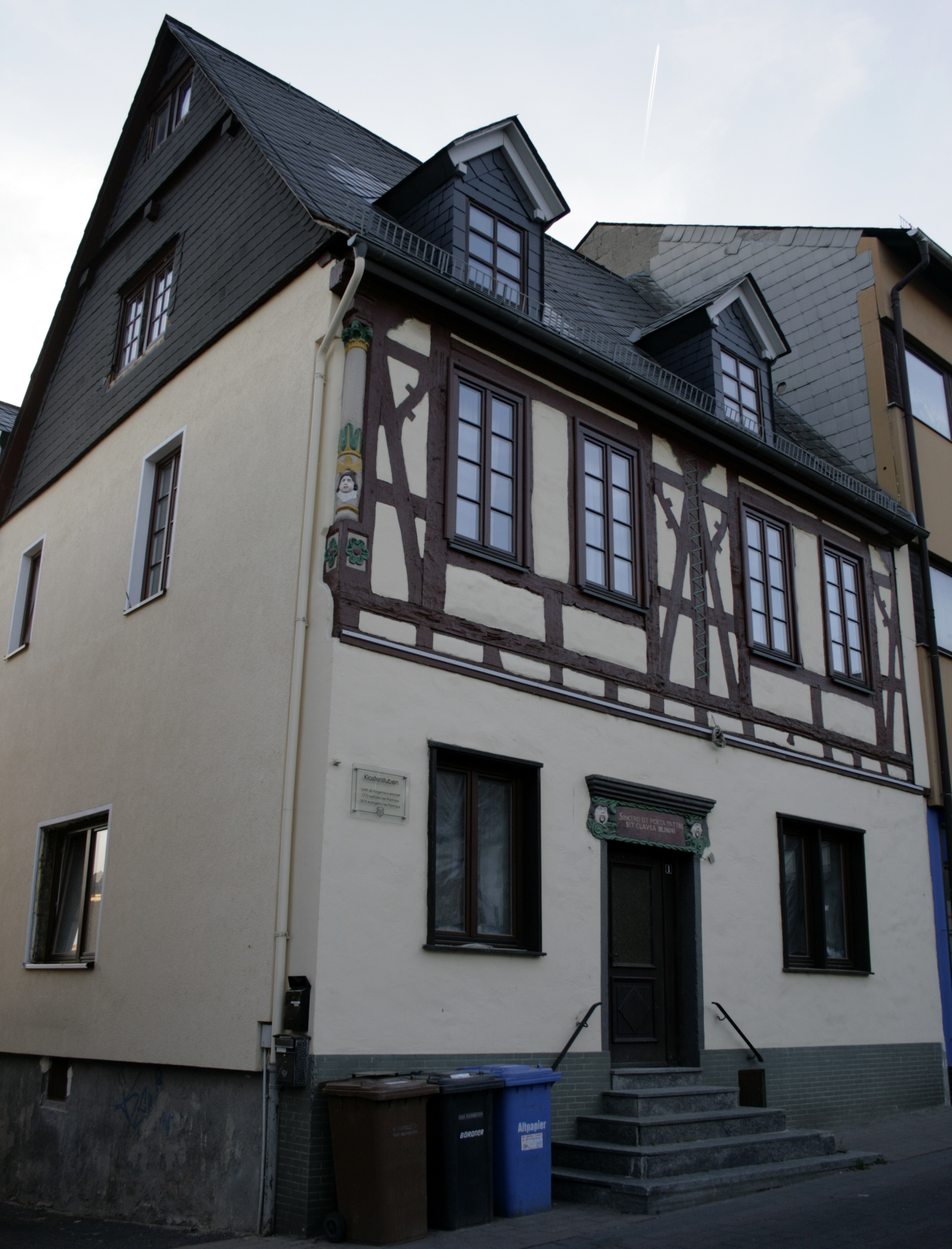
Neugasse 1

Das 1684 erbaute Bürgerhaus war durch seine Lage auf der Stirnseite des Neumarkts gegenüber dem alten Rathaus hervorgehoben. Das Fachwerk fällt durch langgezogene Mannformen auf. Reste des reichen Bauschmucks zeigen sich im geschnitzten Eckständer und dem Türsturz mit Ornamentmasken und Sinnspruch. Unter anderem diente das Gebäude als katholisches und evangelisches Pfarrhaus sowie als Gasthaus.

### Nonnengasse 2/3

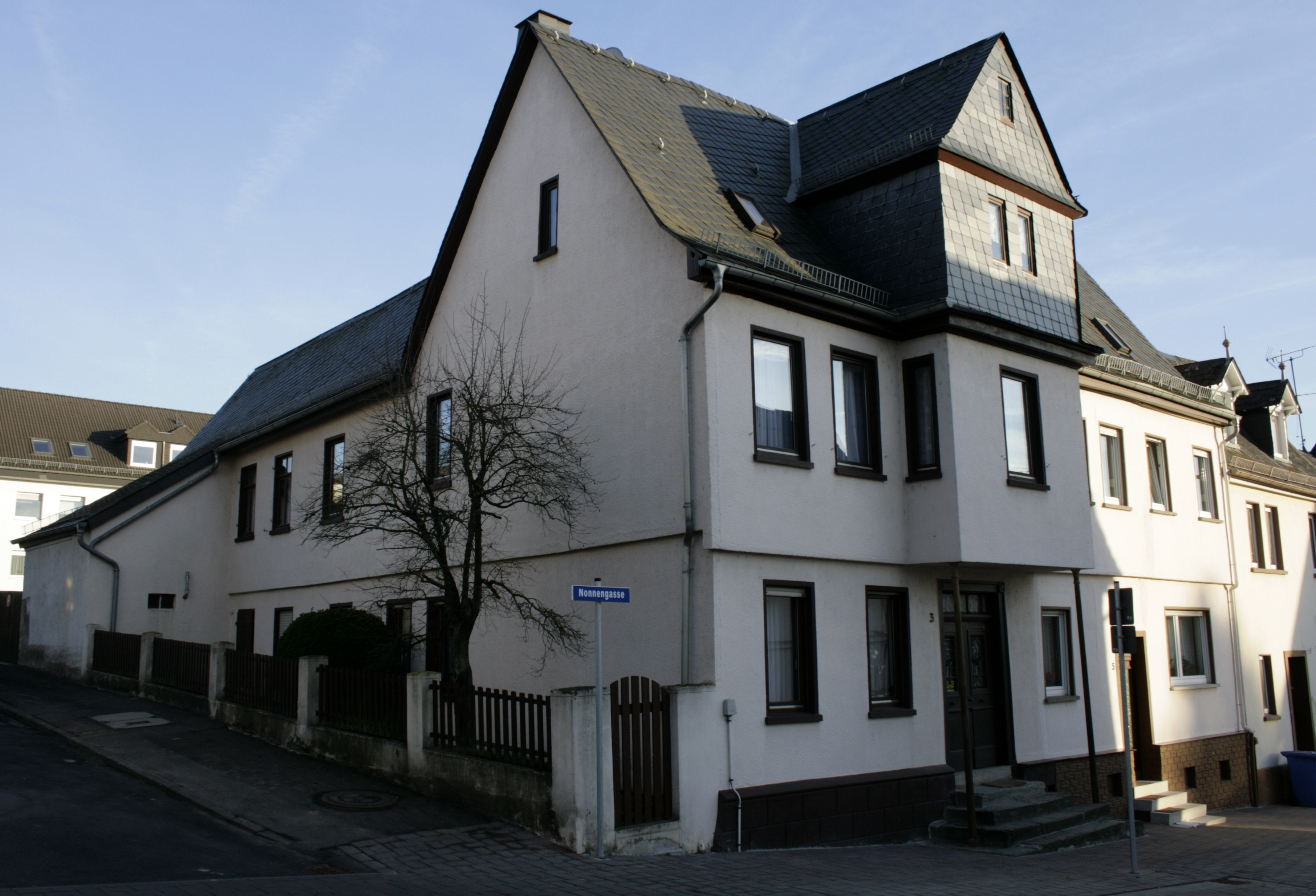
Nonnengasse 2/3

Die nach Süden weisende Toreinfahrt dieses um 1700 errichteten Fachwerkgehöfts wurde nachträglich durch einen zusätzlichen Gebäudeflügel ersetzt. Ein besonderes Merkmal ist der rechteckige Erker mit darüber liegendem Zwerchhaus, dessen Stützen im Erdgeschoss allerdings durch Stahlstützen ersetzt wurden.

### Nonnengasse 21/23

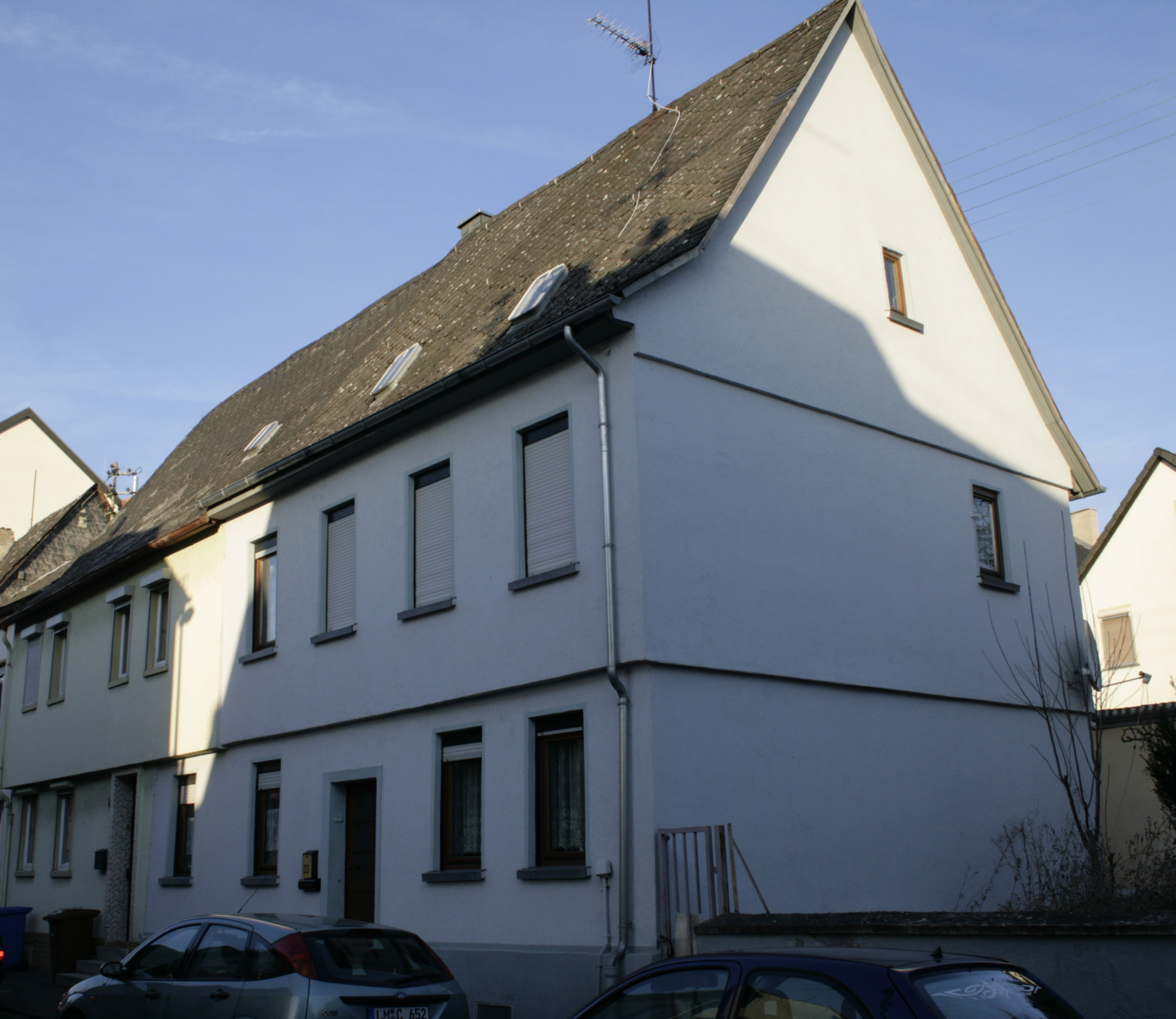
Nonnengasse 21

Das heute zweigeteilte Haus und damit eines der größten Wohnhäuser, die im 17. Jahrhundert in der Stadt errichtet wurden. Markant sind die allseitigen Dachüberstände.

### Schlossgasse 2/4

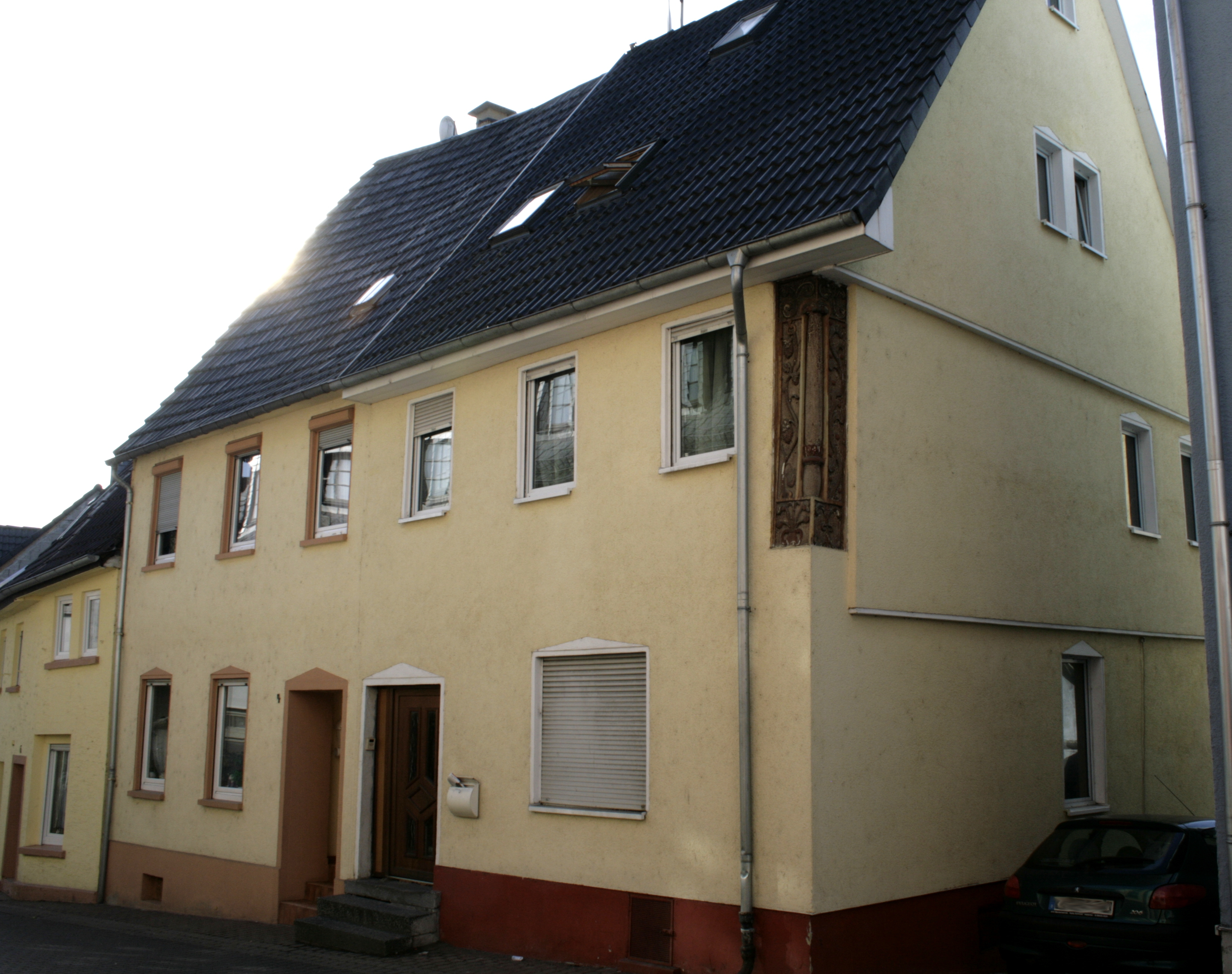
Schlossgasse 2/4

Die Kunstfertigkeit dieser Fachwerkkonstruktion ist nur noch an einem mit Schnitzereien verzierten Eckständer an Haus Nummer 2 sichtbar. Die Südwand von Haus Nummer 4 ist ein Teil der ehemaligen Stadtmauer.

### Untermarkt 3

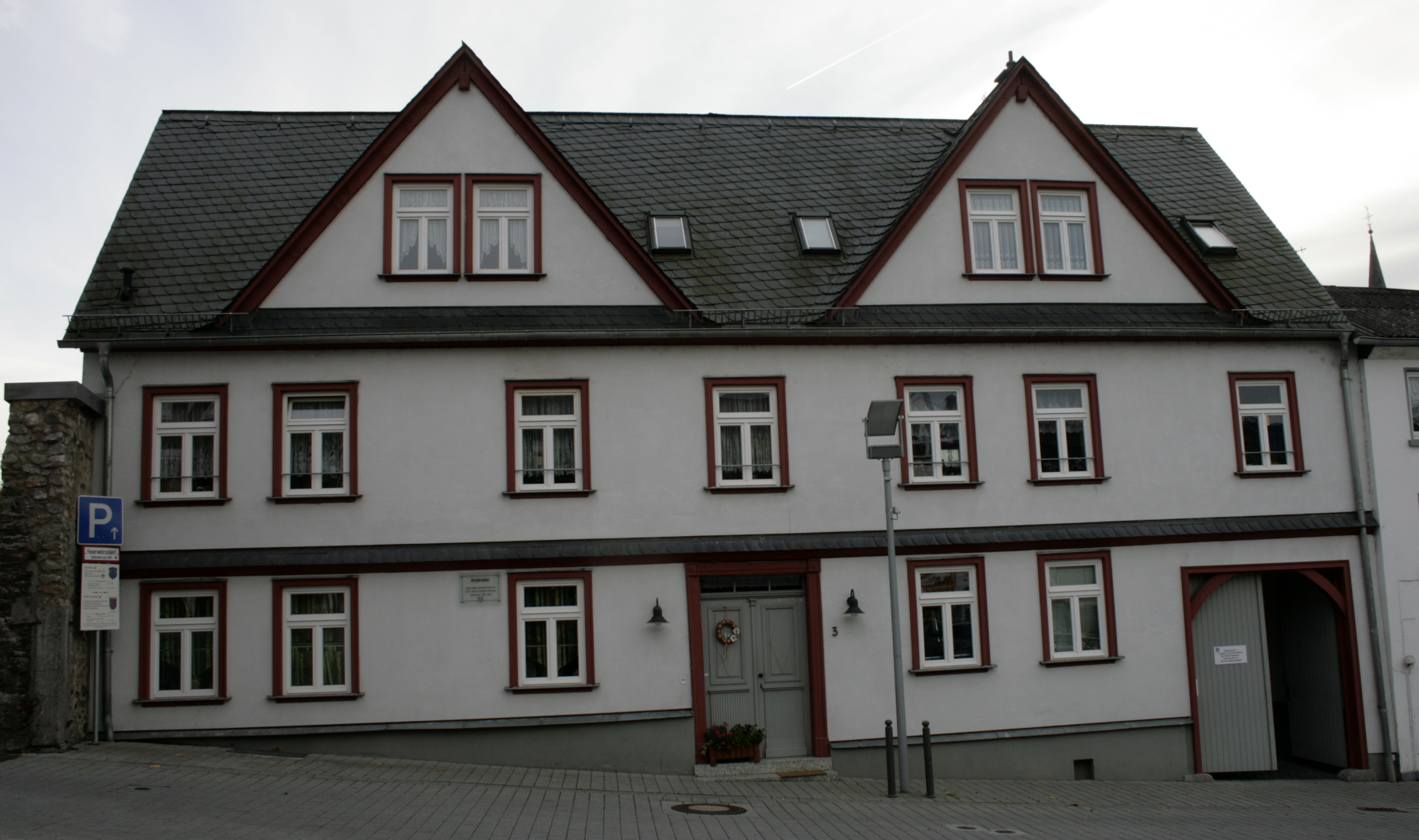
Untermarkt 3

Das ehemalige Sichtfachwerk-Wohnhaus aus dem 17. Jahrhundert, das nur durch eine Tordurchfahrt vom Rathaus getrennt war, enthielt einmal den Ratskeller. Es wurde im 19. Jahrhundert verputzt und nach biedermeierlichen Vorstellungen umgestaltet. So finden sich die typischen Dreiecksgiebel, Fensterformen und das Oberlicht über der Haustür. Innen finden sich noch viele barocke Merkmale, darunter Putzbalkendecken und einer Brettbalustertreppe. Neben der historischen Nutzung als Gaststätte waren dort zeitweise Teile der Stadtverwaltung sowie ein Museum mit Arbeiten des Scherenschnittkünstlers Ernst Moritz Engert untergebracht. Nach einer Sanierungsphase von 1997 bis 1999, bei der die Fachwerkkonstruktion nahezu vollständig ersetzt wurde, dient das Gebäude ausschließlich als Wohnhaus.

### Untermarkt 13
Unter dem Verputz ist das Sichtfachwerk heute nicht mehr zu erkennen. Ein zweistöckiger, firsthoher Erker mit deutlich gestalteten Bügen hob das Gebäude lange Zeit hervor. 2006 wurde er im Rahmen von Bauarbeiten zerstört.

## Standbilder und Brunnen
Gedenkkreuz für Franz Alexander
1711 starb Fürst Franz Alexander von Nassau-Hadamar bei einem Sturz vom Pferd. Damit erlosch das Fürstenhaus Hadamar. Ein schlichtes, von Jesuiten errichtetes Gedenkkreuz am Ort des Sturzes an der Hammelburg erinnert daran. Das Kreuz ist aus hellem Lahnmarmor geformt.
Borngassen-Kreuz
Das Wegkreuz am Ende der Borngasse stammt aus der Zeit um 1800. Der Christuskorpus ist jedoch jüngeren Datums. Eine Votivtafel mit Pietà schmückt das Kreuz zusätzlich.
Kreuz am Schnepfenhäuser Hof
Das um 1900 gesetzte Basaltkreuz soll an die Massengräber erinnern, die sich um das Kreuz und an der Ostseite der nahen Hohenholzkapelle befinden. Es handelt sich um die Ruhestätten von Soldaten aus der Blücherschen Armee, die 1813/14 im Lazarett in Hadamar an Typhus und Fieber starben.
Neugassen-Bildstock
Der Bildstock aus verputztem Bruchstein mit Pyramidendach und Sockelgesims steht an der Einmündung der Neugasse in die Siegener Straße. Das kleine Bauwerk vom Anfang des 19. Jahrhunderts hat seine ursprüngliche Ausstattung verloren.
Bildstock am Hammerweg
Dieser Bildstock mit einer Muttergottes-Figur stammt aus dem 17. Jahrhundert. Im Jahr 2008 wurde er restauriert.

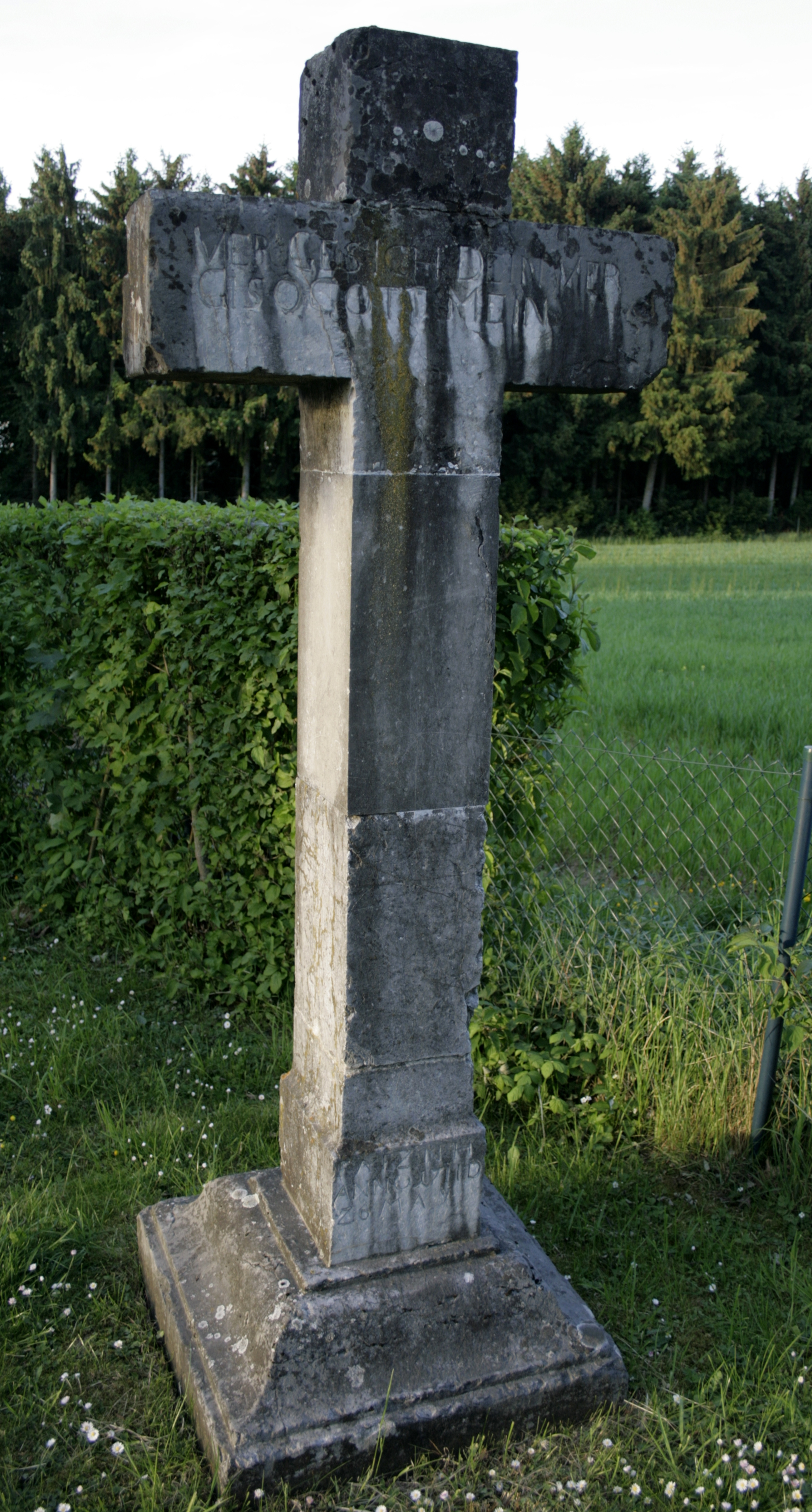
Gedenkkreuz für Franz Alexander
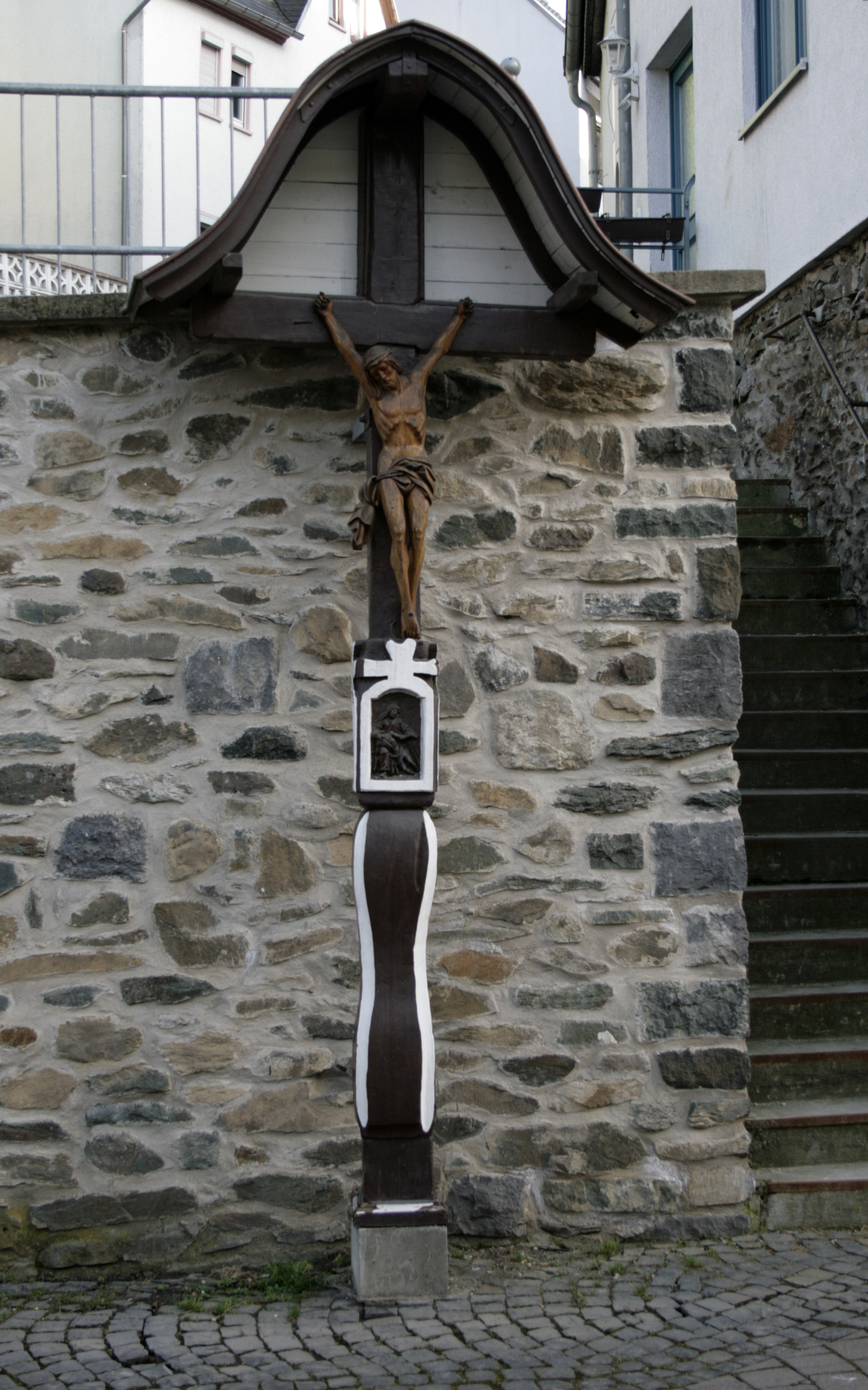
Borngassen-Kreuz
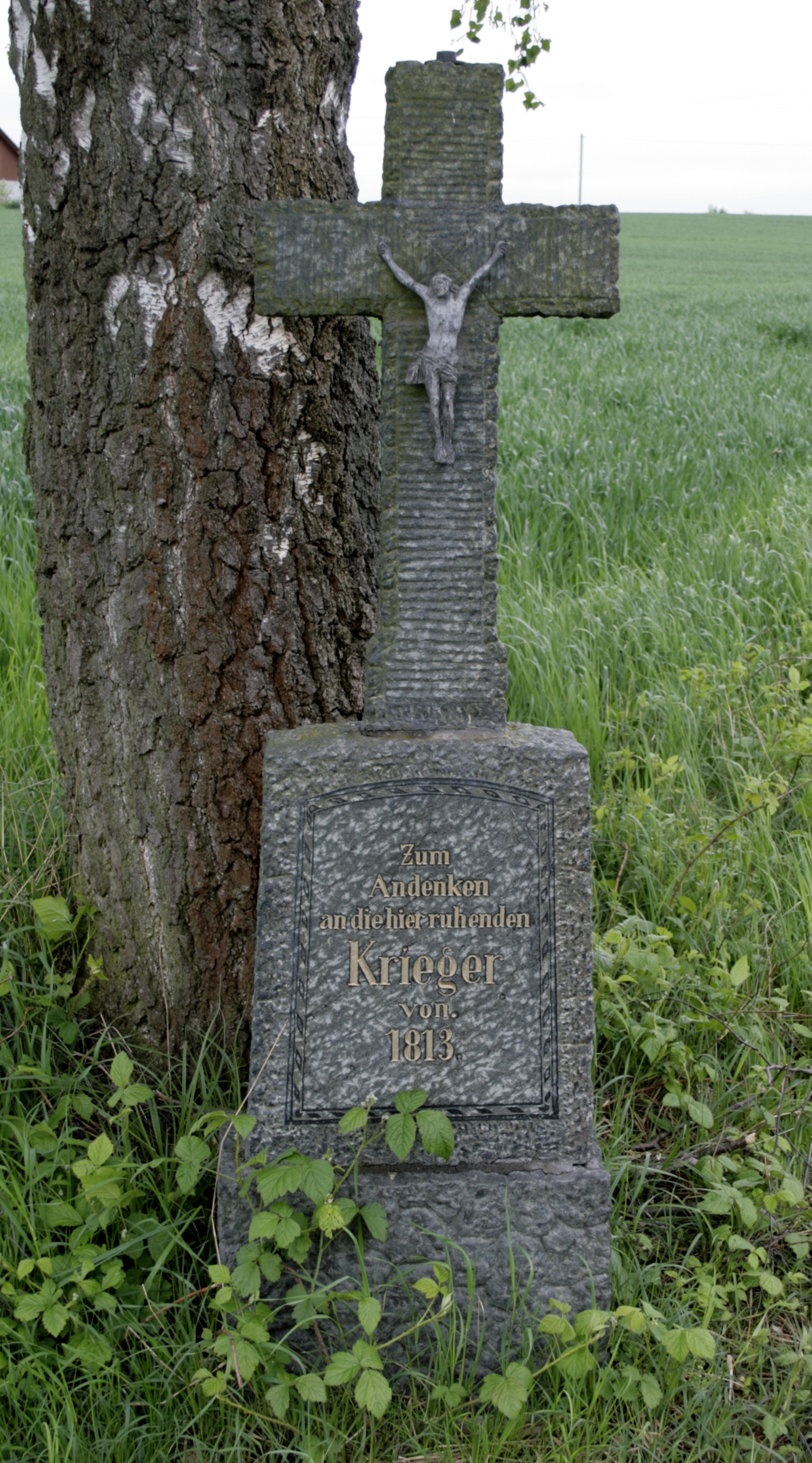
Kreuz am Schnepfenhäuser Hof
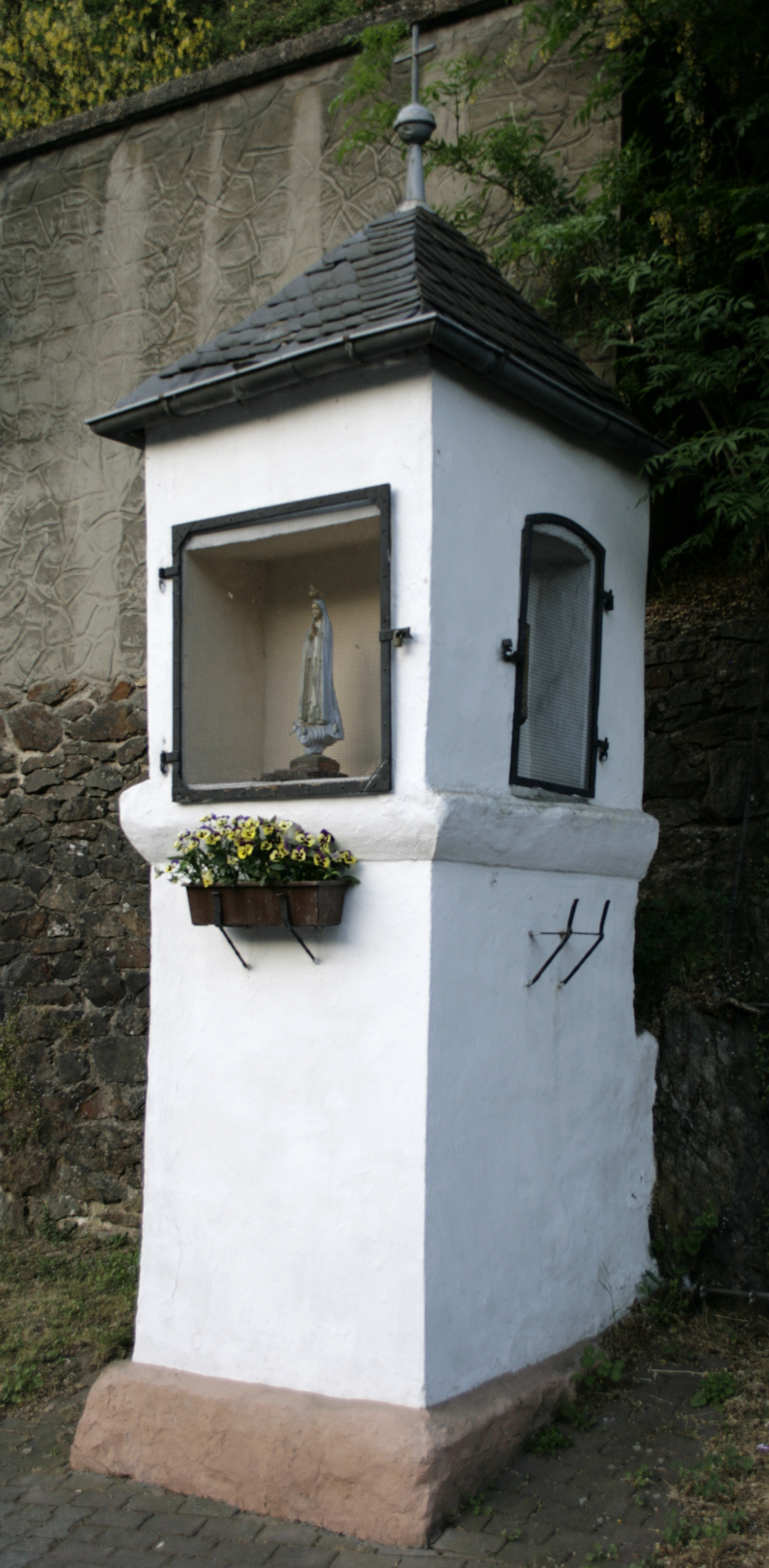
Neugassen-Bildstock
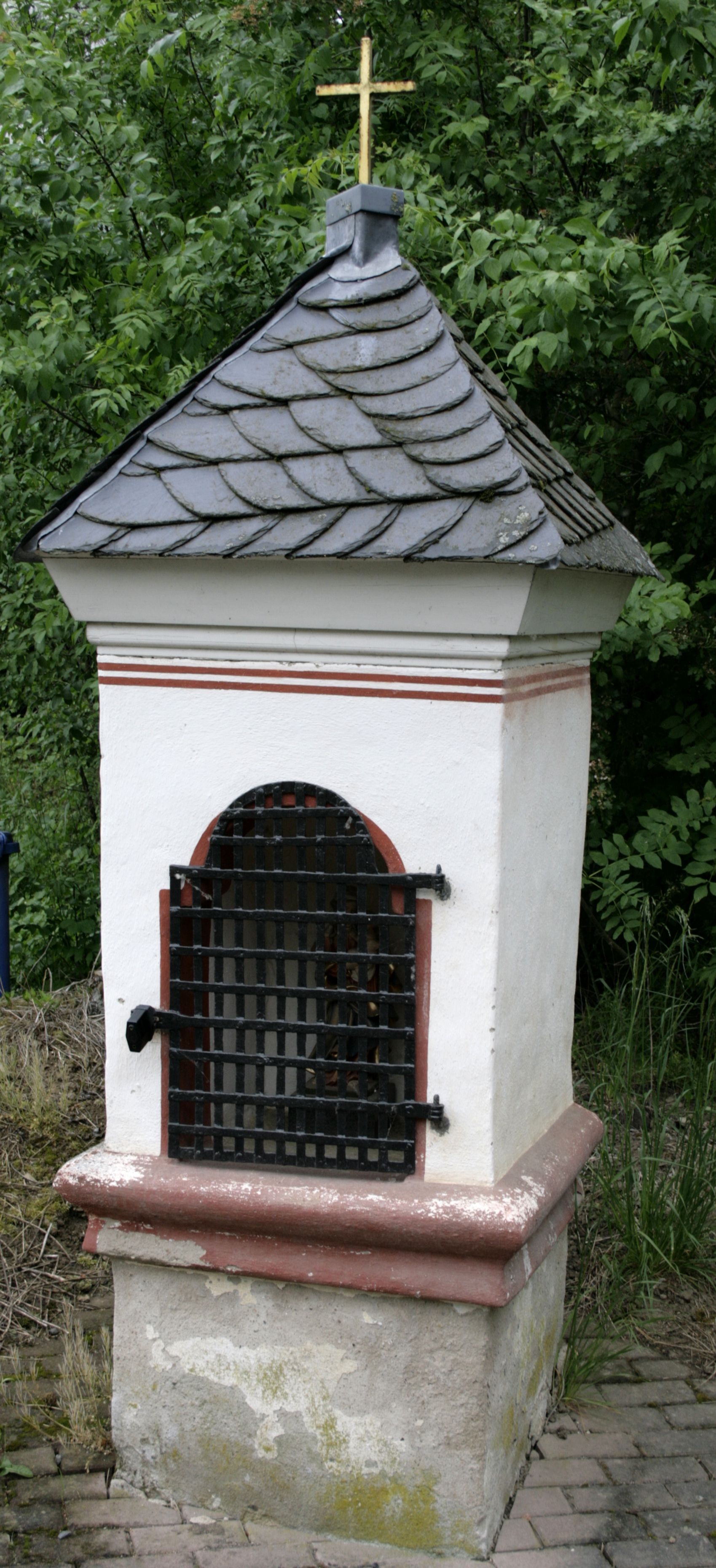
Bildstock am Hammerweg
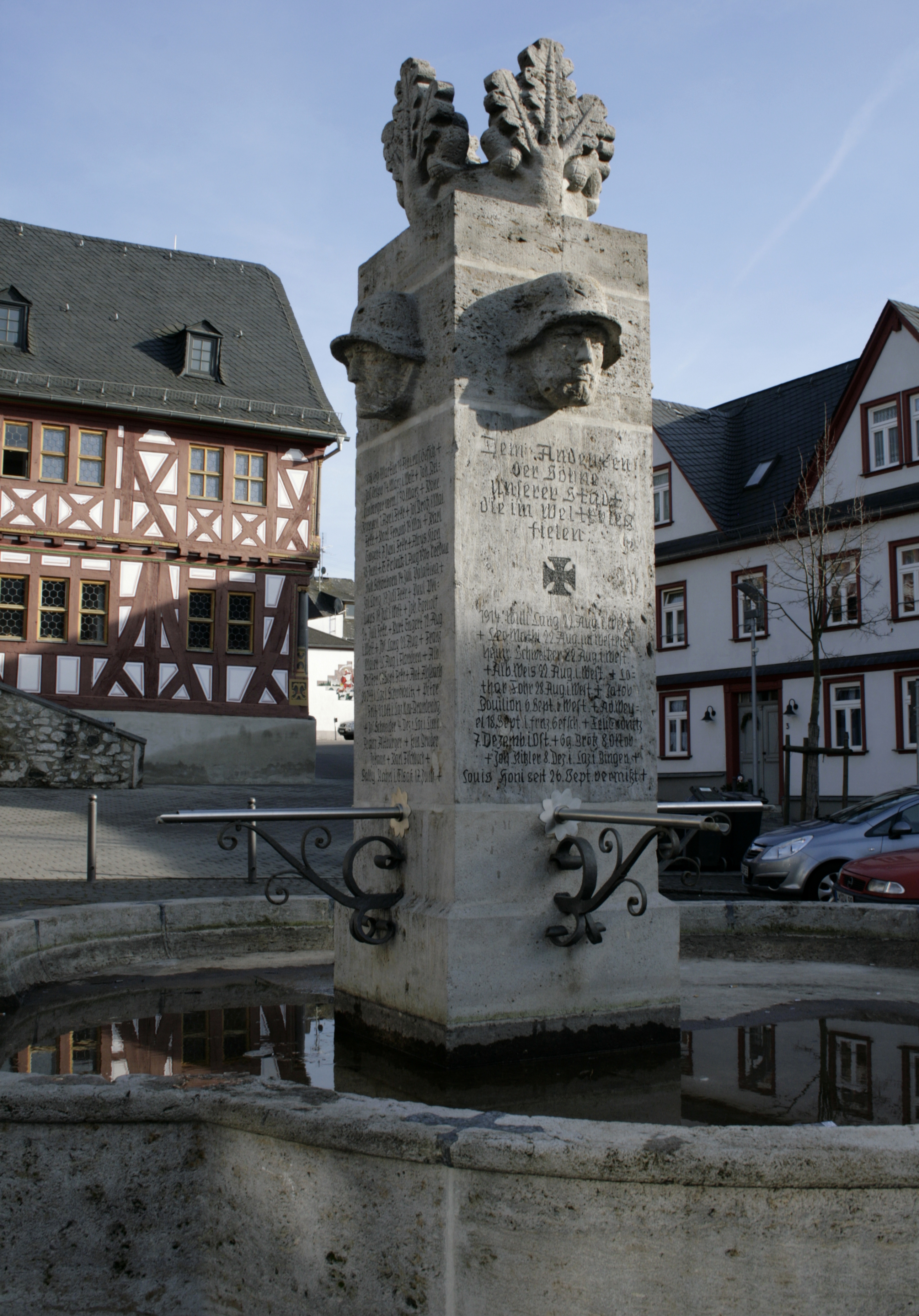
Untermarktbrunnen

Untermarktbrunnen
Der Brunnen ersetzte 1938 einen barocken Vorgänger, dessen Justitia-Statue heute am „Neuen Bau“ (Gerichtsgebäude) des Schlosses steht. Es handelt sich um ein Denkmal für die Gefallenen des Ersten Weltkriegs im Stil der 1920er Jahre. Im Zentrum des kleeblattförmigen Beckens aus Muschelkalk erhebt sich ein Pfeiler mit den Namen der Gefallenen. Er wird oben von Kriegermasken abgeschlossen und von Eichenlaub gekrönt. 1999 wurde der Brunnen restauriert.

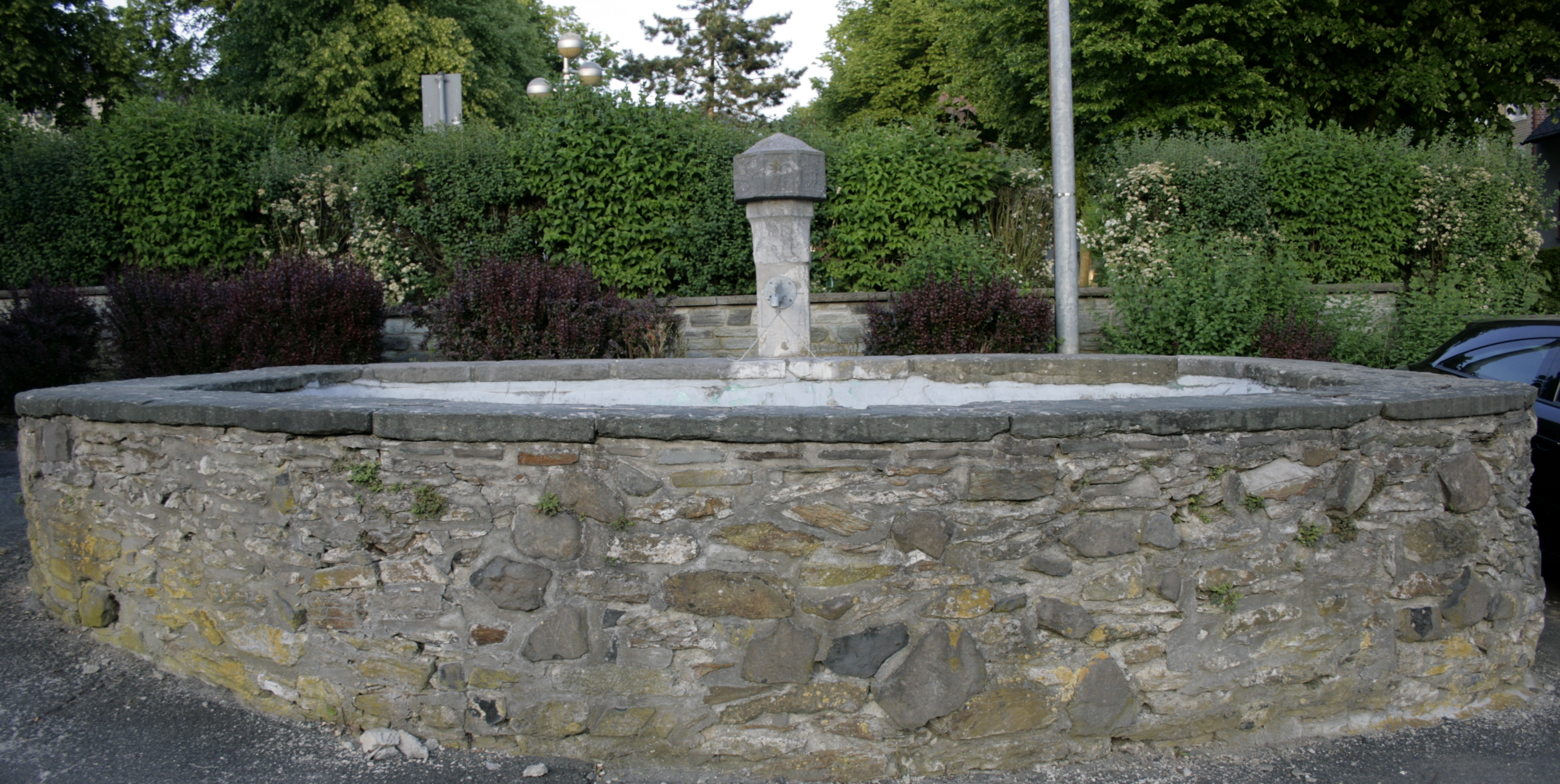
Neumarktbrunnen
Der ältere Laufbrunnen erhielt 1732 durch eine Bürgerstiftung seine heutige Form. Auf dem Brunnenstock trägt ein achteckiger, überkuppelter Stein ein Relief, das die Passion Christi zeigt. Das raumgreifende Bruchsteinbecken stammt ebenfalls aus dem 18. Jahrhundert. Gespeist wurde der Brunnen aus Quellen am Galgenberg. 2014 erfolgte eine Sanierung des Brunnenbeckens.